# Liste der denkmalgeschützten Objekte in Steyr-Steyr/A–G
Die Liste der denkmalgeschützten Objekte in Steyr-Steyr A–G enthält die 198 (von insgesamt 574) denkmalgeschützten, unbeweglichen Objekte der Steyrer Katastralgemeinde  Steyr mit den Straßennamen von A bis G.

## Denkmäler
| Foto |                 | Denkmal | Standort                                                      | Beschreibung | Metadaten |
| ---- | --------------- | --- | ------------------------------------------------------------- | --- | --- |
| ja   | Datei hochladen | St.-Anna-Schule HERIS-ID: 104909 Objekt-ID: 121795 | Annaberg 2, 4 Standort KG: Steyr                              | Ursprünglich Spital, ab 1861 Waisenhaus, ab 1878 als Schule in Verwendung. Annaberg 2: Dreigeschoßiges neunzehnachsiges Hauptgebäude mit abschließendem Walmdach, Fassadengestaltung aus dem 1. Viertel des 19. Jahrhunderts Im Dachbereich an der Längsfassade zwei abgetreppte Giebel mit horizontal verlaufendem profiliertem Gesimsband. In den Giebeln die Schriftzüge „St.ANNA“ und „A.D.MDCCCLX“. In den Obergeschoßen die Bereiche unter den Giebeln, im Osten vier-, im Westen dreiachsig, durch dienstartig verlaufende Pilaster akzentuiert. Horizontale Gliederung durch profilierte Gesimse zwischen den Geschoßen. Die Fenster im Sturzbereich eckig umrahmt. Im Osten leicht vorspringender dreiachsiger Anbau mit eigenem Walmdach, der deutlich niedriger als das Hauptgebäude ausgeführt ist. Schlichte Fassadengestaltung. Im Westen anschließend etwas zurückversetzt, hoher dreieinhalbgeschoßiger Bau aus dem Jahr 1936. Zeittypische Fassadengestaltung. Die hohen breiten Fenster in Dreiergruppen zusammengefasst. Horizontale Gliederung der Fassade durch Gesimse. Davor situierter Anbau aus dem Jahre 1977 mit unregelmäßigem Grundriss, der u. a. auch den Turnsaal enthält. Annaberg 4: Im Westen anschließender dreigeschoßiger elfachsiger Bau mit abschließendem Walmdach. Schlichte Fassadengestaltung ohne jegliche Gliederung. Sierninger Straße 129: An der Sierninger Straße situiertes zweigeschoßiges Gebäude mit historistischer Fassade aus der Zeit um 1900. Längsfassaden fünf-, die westliche Querfassade dreiachsig. Betonung der Gebäudekanten durch Pilaster, Erdgeschoß genutet. Die Fenster stabfaschenumrahmt mit mittigen Keilsteinen. Die straßenseitigen Fenster vergittert. Eckiges Portal in der Mittelachse der Querfassade. Zwischen dem profilierten Kordongesims und dem Sohlbankgesims unter den Obergeschoßfenstern je ein einfaches Putzfeld. Die Obergeschoßfenster stabfaschengerahmt mit geraden Verdachungen, Fassadenabschluss durch reich profiliertes Traufgesims. Das Gebäude schließt mit einem nach Westen hin abgewalmten mäßig steilen Satteldach ab. Westlich davon an der Sierninger Straße situiert befindet sich ein weiteres zweigeschoßiges unter Denkmalschutz stehendes Gebäude mit hakenförmigen Grundriss. Der Fassadenaufbau in etwa gleich dem des Objektes Sierninger Straße 129. Straßenseitige Fassade sechsachsig, wobei die jeweils äußeren zwei Fenster näher beieinander situiert sind und im Obergeschoß unter einer gemeinsamen geraden Verdachung zu liegen kommen. Zugang durch eckiges Portal in der dritten Achse von rechts. An der Westfassade rechts Stiegenhausfenster. An der Ostfassade vier Achsen. Das Gebäude schließt mit einem mäßig steilen Walmdach ab. Datum der Unterschutzstellung: 31. Dezember 2009 | BDA-Hist.: Q37802737 Status: § 2a Stand der BDA-Liste: 2025-06-30 Name: St. Anna-Schule GstNr.: .835, .836/1, .822, .1370, .836/6, .836/2, .836/4 Sankt-Anna-Schule (Steyr) |
| ja   | Datei hochladen | Pfarrerstöckl samt Anna-Kapelle HERIS-ID: 108020 Objekt-ID: 125416                                                                                        | Annaberg 6 Standort KG: Steyr                                 | Zweigeschoßiges Pfarrerstöckl mit östlich angebauter Anna-Kapelle, um 1755 errichtet. Pfarrerstöckl mit abschließendem Walmdach, an der Längsfassade im Obergeschoß sechs-, an der Querfassade zweiachsig. Unregelmäßige Achsaufteilung. Erdgeschoß glatt verputzt, Putzfasche zwischen den Geschoßen. Das Obergeschoß rieselverputzt, Betonung der Gebäudekante durch vertikale Faschen. Im Erdgeschoß unter dem linken fünften Obergeschoßfenster rechteckiges Oberlichtportal mit Wabenvergitterung. Die Obergeschoßfenster mit Putzumrahmungen. An der Längsfassade rechts im Obergeschoß Hausbild mit Heiligendarstellungen mit barocker Umrahmung. Fassadenabschluss durch reich profiliertes Traufgesims. Annakapelle: Hoher schmaler Bau mit eingezogener Rundapsis, mit zwei Achsen vorspringend. Heutiges Erscheinungsbild vom Umbau 1887. Sockelbereich genutet, große Rundbogenfenster mit flachen Dreiecksgiebeln im Hauptgeschoß. Im Obergeschoß eckige Fenster mit Putzfasche und mittigem Keilstein, an der Apsis Rundbogenfenster. Im Norden schlanker zweigeschoßiger Glockenturm, im ersten Turmgeschoß rundbogige Schallfenster mit Dreiecksverdachungen, im Obergeschoß runde Uhren, Turmabschluss mit mehrfach gebrochenem Zeltdach mit abschließendem Turmkreuz. Datum der Unterschutzstellung: 31. Dezember 2009 | BDA-Hist.: Q26253982 Status: § 2a Stand der BDA-Liste: 2025-06-30 Name: Pfarrerstöckl samt Anna-Kapelle GstNr.: .834 Steyr Annaberg 6 |
| ja   | Datei hochladen | Arbeitersiedlung Annagasse (Arbeitersiedlung Eysnfeld) HERIS-ID: 113180 Objekt-ID: 131428seit 2020                                                        | Annagasse 1-10 Standort KG: Steyr                             | Teil von „Die patriarchale Industriedenkmalanlage von Josef Werndl und der Österreichischen Waffenfabriksgesellschaft 1870 bis 1920/21“. Errichtet 1888 auf der Eysninsel. Zwei Häuserzeilen zu je fünf Gebäuden. Jeweils zweigeschoßig, fünfachsig mit Satteldach. Fassadengliederung durch ein zart profiliertes Geschoß- und ein schlichtes Traufgesims. Oberhalb einer niedrigen Sockelzone mit schmalen querrechteckigen Fensteröffnungen zur Belichtung der Kellerräume erhebt sich das Erdgeschoß. Zweiflügelige gefelderte Eingangstür. Tür und Fenster mit Ohrenfaschen, flache Verdachung der Obergeschoßfenster, die Fenster mit Sohlbank, im Obergeschoß plattenartig betonte Parapete. Die Rückfassaden ähnlich gestaltet mit niedrigerer Eingangstür und kleinen Abortlüftungsfenstern. Die Giebelfronten der Kopfbauten (Annagasse 1, 2, 9, 10) weisen Blendfenster auf, jeweils zwei kleine Fenster im Dreiecksgiebel. Die Unterschutzstellung bezieht sich auf die Außenerscheinung samt den zugehörigen Grünflächen der ehemaligen Nutzgärten (Annagasse 1, 3, 5, 7, 9 vor den Häusern, Annagasse 2, 4, 6, 8, 10 jeweils vor und hinter den Häusern) und im Inneren jeweils der Bereich des Flurs und des Stiegenhauses sowie der Dachkonstruktion. Stellung unter Denkmalschutz am 18. Juni 2019 | BDA-Hist.: Q105647010 Status: Bescheid Stand der BDA-Liste: 2025-06-30 Name: Arbeitersiedlung Annagasse (Arbeitersiedlung Eysnfeld) GstNr.: .1239, 426/4, 426/62, .1240, 426/63, .1241, 426/64, .1242, 426/65, .1243, 426/66, .1244, 426/67, 426/76, 426/80, .1245, 426/68, 426/75, .1246, 426/69, 426/74, .1247, 426/70, 426/73, .1248, 426/71, 426/72, 426/13 Annagasse 1-10 Steyr                                   |
| ja   | Datei hochladen | Kath. Pfarrkirche hl. Josef, Seelsorgezentrum Ennsleite HERIS-ID: 98675 Objekt-ID: 114615                                                                 | Arbeiterstraße 15 Standort KG: Steyr                          | Modernes Seelsorgezentrum nach dem Entwurf von Johann Georg Gsteu und der Arbeitsgruppe 4 in zwei Abschnitten von 1958 bis 1961 (Pfarrhof und Gemeindezentrum) und 1968 bis 1970 (Kirchgebäude und Sakristei) erbaut. Das bauliche Grundkonzept entspricht der „Ideologie“ der Veränderbarkeit innerhalb eines gegebenen beständigen Rahmens. Dieser Rahmen besteht aus X-Stützen und horizontalen Trägerrosten. Im Osten situiert der dreiteilige Kirchenbau. Mittelschiff drei-, die beiden Seitenschiffe, alle jeweils über rechteckigem Grundriss, zweigeschoßig. Das konstruktive Konzept wird im Inneren im Kirchenraum wahrgenommen. Im Bereich der X-Stützen erfolgt streng symmetrisch die Belichtung. Im Norden schließt die eingeschoßige quadratische Sakristei an. Hier sowie bei den beiden zweigeschoßigen Baulichkeiten westlich der Kirche kommen die X-Stützen außerhalb der Wände zu liegen. Diese Bauten schließen so wie die Kirche mit flachen Walmdächern ab und sind durch eine völlig unregelmäßige Durchfensterung charakterisiert. Im Westen freistehender Glockenturm, durch den auch der Zugang zur Anlage erfolgt. Der zweigeschoßige Turm mit freihängenden Glocken und abschließendem Kreuz ist gänzlich auf das Rahmenkonzept reduziert. Datum der Unterschutzstellung: 31. Dezember 2009 | BDA-Hist.: Q2319637 Status: Bescheid Stand der BDA-Liste: 2025-06-30 Name: Kath. Pfarrkirche hl. Josef, Seelsorgezentrum Ennsleite GstNr.: 1627/3 Pfarrkirche Steyr-Ennsleite |
| ja   | Datei hochladen | Bürgerhaus, Wohnhaus HERIS-ID: 44810 Objekt-ID: 45676 | Badgasse 1 Standort KG: Steyr                                 | Ehemaliges Badhaus, an der Steyr gelegen. Zur Badgasse eingeschoßig, zur Steyr zweigeschoßig, traufständiger Bau mit abschließendem Satteldach, im Kern aus dem 16. Jahrhundert stammend. Schlichte Fassade aus dem frühen 19. Jahrhundert, Umrahmung der Fenster, Betonung der Gebäudekanten durch Eckquaderung. Unregelmäßig verteilte Öffnungen an der Badgasse mit zwei Hauseingängen, 1842 erneuert. Hauptfront zur Steyr im Obergeschoß dreiachsig, westliche Querfassade vierachsig, im dreiachsigen Giebelgeschoß mittig steingerahmte rechteckige Tür. Datum der Unterschutzstellung: 13. März 1986 (Ensemble Steyrdorf) | BDA-Hist.: Q38010940 Status: Bescheid Stand der BDA-Liste: 2025-06-30 Name: Bürgerhaus, Wohnhaus GstNr.: .432 Badgasse 1 (Steyr) |
| ja   | Datei hochladen | Bürgerhaus HERIS-ID: 44811 Objekt-ID: 45677 | Badgasse 2 Standort KG: Steyr                                 | Im Verlauf der Gasse geknicktes im Osten zwei-, im Westen dreigeschoßiges traufseitiges Gebäude, im Kern aus der Mitte des 16. Jahrhunderts stammend. Westlicher Gebäudeteil sechs-, östlicher Teil vierachsig. Durch einen zweigeschoßigen Verbindungsgang über rundbogiger Durchfahrt mit dem gegenüberliegenden Haus Badgasse 3 verbunden. Schlichte erneuerte Fassade. Die zweite westliche Achse springt im Obergeschoß, ruhend auf einem Rundbogen, leicht vor. In der dritten Achse von Westen durch Diamantquaderung reich gegliedertes Pilasterportal mit gerader profilierter Verdachung aus der 2. Hälfte des 16. Jahrhunderts. Im Inneren größtenteils erhaltene gewölbte Räume. Datum der Unterschutzstellung: 13. März 1986 (Ensemble Steyrdorf) | BDA-Hist.: Q38010951 Status: Bescheid Stand der BDA-Liste: 2025-06-30 Name: Bürgerhaus GstNr.: .438 |
| ja   | Datei hochladen | Bürgerhaus, Handwerkerhaus HERIS-ID: 44812 Objekt-ID: 45678                                                                                               | Badgasse 3 Standort KG: Steyr                                 | Dreigeschoßiges, badgassenseitig viergeschoßiges, traufständiges Gebäude mit Satteldach, im Kern aus der 2. Hälfte des 16. Jahrhunderts stammend. Fassadengestaltung um 1870/80, Fenster teilweise (Badgasse) in Putzrahmen, im ersten Obergeschoß einfaches Sohlgesimse. Ab erstem Obergeschoß Betonung der Gebäudekanten durch rustizierte Ortsteinquaderung, Dachgesimse. In der Badgasse zweigeschoßiger einachsiger Übergang über rundbogiger Öffnung zum Haus Badgasse 2. Unregelmäßige Achsaufteilung sowohl in der Gasse als auch am Wehrgraben (vier- bzw. fünf Öffnungen). Datum der Unterschutzstellung: 13. März 1986 (Ensemble Steyrdorf) | BDA-Hist.: Q38010960 Status: Bescheid Stand der BDA-Liste: 2025-06-30 Name: Bürgerhaus, Handwerkerhaus GstNr.: .433/1 |
| ja   | Datei hochladen | Bürgerhaus, Wohn- u. Handwerkerhaus HERIS-ID: 38554 Objekt-ID: 38137                                                                                      | Badgasse 5 Standort KG: Steyr                                 | Am Wehrgrabenkanal gelegenes langgestrecktes ehemaliges Mühlengebäude, im Kern aus dem 16. Jahrhundert stammend. Fassade 1770 gestaltet. Badgasse: Linker Gebäudeteil zweigeschoßig, vierachsig, rechter Gebäudeteil in die Gasse vorspringend dreigeschoßig, zweiachsig. Erdgeschoß gebändert mit spätgotischem Spitzbogenportal, Fenster mit einfachen Faschen. Fenster der Obergeschoße mit reichen Rocaille-Kartuschen als Bekrönung und Lambrequins in den Parapeten. Zwei Malereien in Stuckrahmen (eine datiert 1765) je zwischen Erd- und erstem Obergeschoß. Fassade Wehrgrabenkanal: Linker Teil zweieinhalbgeschoßig, zweiachsig, Obergeschoß Breiterker, auf gotisch profilierten Kragsteinen ruhend. Rechter Gebäudeteil zweigeschoßig, fünfachsig. Daten der Unterschutzstellungen: 30. November 1972; 13. März 1986 (Ensemble Steyrdorf) | BDA-Hist.: Q37981964 Status: Bescheid Stand der BDA-Liste: 2025-06-30 Name: Bürgerhaus, Wohn- u. Handwerkerhaus GstNr.: .448 |
| ja   | Datei hochladen | Wohn- u. Handwerkerhaus HERIS-ID: 44814 Objekt-ID: 45680                                                                                                  | Badgasse 6 Standort KG: Steyr                                 | Langgestrecktes traufständiges dreigeschoßiges, zum Gschaiderberg lediglich eingeschoßiges Wohn- und Handwerkerhaus, im Kern aus dem 16./17. Jahrhundert stammend. Fassade Badgasse zehnachsig, der westliche dreiachsige Gebäudeteil etwas aus dem Straßenverlauf zurückversetzt. Schlichte Fassadengestaltung, rieselverputzt, Betonung der Gebäudekanten durch Faschen, horizontale Fasche zwischen Erd- und erstem Obergeschoß. Fenster mit einfachen genuteten Umrahmungen. In der sechsten Achse von links im ersten Obergeschoß einachsiger Übergang zum Objekt Badgasse 7. Der östliche vierachsige Gebäudeteil mit rechteckigem Sandsteinportal im Erdgeschoß, lediglich glatt verputzt ohne jegliche Fassadengliederungselemente. Fassadenabschluss durch gekehltes Dachgesims. Schlichte zweiachsige Westfassade, an Stiegenanlage gelegen, Fenster zum Teil mit genuteten Umrahmungen, im ersten Obergeschoß rechteckige Türöffnung. Eingeschoßige Fassade zum Gschaiderberg, der rechte dreiachsige Gebäudeteil mit mittiger rechteckiger Türöffnung mit Steingewände zum Gschaiderberg vorspringend. Datum der Unterschutzstellung: 24. April 1996 (Ensemble Steyrdorf) | BDA-Hist.: Q38010988 Status: Bescheid Stand der BDA-Liste: 2025-06-30 Name: Wohn- u. Handwerkerhaus GstNr.: .447/4 |
| ja   | Datei hochladen | Schüttkasten HERIS-ID: 44813 Objekt-ID: 45679 | bei Badgasse 6 Standort KG: Steyr                             | Kleiner zweigeschoßiger traufständiger Speicherbau des 18. Jahrhunderts mit Satteldach. Längsfassade einachsig, Querfassade im Erdgeschoß zweiachsig, Ober- und Giebelgeschoß je einachsig. Reste eines Kordongesims zwischen den Geschoßen, profiliertes Dachgesims. Im Erdgeschoß je eine rechteckige Fensteröffnung. Zugang durch einfaches rechteckiges Sandsteinportal. Die beiden sichtbaren Obergeschoßfassaden mit je einer Speichertüröffnung (an der Längsfassade rundbogig ausgeführt). Datum der Unterschutzstellung: 13. März 1986 (Ensemble Steyrdorf) | BDA-Hist.: Q38010971 Status: Bescheid Stand der BDA-Liste: 2025-06-30 Name: Schüttkasten GstNr.: .447/3 |
| ja   | Datei hochladen | Betriebsgebäude HERIS-ID: 44815 Objekt-ID: 45681 | Badgasse 7 Standort KG: Steyr                                 | Dreigeschoßiges Betriebsgebäude mit flachem Walmdach, im Kern möglicherweise aus dem 18. Jahrhundert stammend. 1750 Mahlmühle mit 6 Wasserrädern. Zuletzt Teil der Hack-Werke, Schriftzug an Fassade erhalten. Schlichte Putzfassaden mit Putzbändern als Kordongesims und an den Gebäudeecken. In der Badgasse schließt ein über einer rundbogigen Durchfahrt situierter eingeschoßiger Übergang zum Gebäude Badgasse 6 an. Querfassade in den beiden Untergeschoßen jeweils einachsig, im zweiten Obergeschoß dreiachsig. Fassade zum Wehrgraben fünfachsig. Die Fenster des abschließenden Geschoßes höher und rundbogig schließend. Das zum Gebäude gehörige Wasserrad dient heute der Stromerzeugung. Datum der Unterschutzstellung: 13. März 1986 (Ensemble Steyrdorf) | BDA-Hist.: Q38010999 Status: Bescheid Stand der BDA-Liste: 2025-06-30 Name: Betriebsgebäude GstNr.: .447/1 Mittermühle (Steyr) |
| ja   | Datei hochladen | Evang. Pfarrhof samt Umzäunung HERIS-ID: 107895 Objekt-ID: 125264                                                                                         | Bahnhofstraße 20 Standort KG: Steyr                           | 1898 durch den aus Wien stammenden Architekten L. Schoene im neugotischen Stil errichteter zweigeschoßiger Pfarrhof. Die nach Süden gerichtete Hauptfront im Obergeschoß sechsachsig, wobei die Fenster in Zweiergruppen zusammengefasst sind. Mittig, so wie auch an der dreiachsigen nach Westen situierten Seitenfront ein leicht vorspringender Risalit, der in einem hohen spitzen Giebel endet. Erdgeschoß putzgequadert. Über den segmentbogigen Fensteröffnungen mittig situierte Keilsteine, Betonung der Gebäudekanten durch farbig und in der Oberfläche unterschiedliche Putzquader. Backsteinziegel im Obergeschoß, Betonung der Gebäudekanten durch weiße Steinquader, die in den Mittelrisaliten die Giebelbereiche ebenfalls einschließen. An der Westfassade im Bereich des Mittelrisalits ein Balkon. Reiche Fensterumrahmungen aus weißem Stein die bis an das als Rundbogenfries ausgeführte Traufgesims reichen, eckige Parapetfelder. In den Giebelbereichen jeweils ein mittig situiertes Biforenfenster mit darüber liegender kreisrunder Öffnung in entsprechend aufwändiger Steinumrahmung. Das Areal einschließlich der Pfarrkirche wird von einem schmiedeeisernen Zaun umgeben. Datum der Unterschutzstellung: 31. Dezember 2009 | BDA-Hist.: Q37811431 Status: § 2a Stand der BDA-Liste: 2025-06-30 Name: Evang. Pfarrhof samt Umzäunung GstNr.: .1330, 105/17 Evang. Pfarrhof, Steyr |
| ja   | Datei hochladen | Evang. Pfarrkirche A.B. HERIS-ID: 104561 Objekt-ID: 121376                                                                                                | Bahnhofstraße 22 Standort KG: Steyr                           | 1897–1898 nach Plänen des Wiener Architekten L. Schoene im neugotischen Stil errichtete evangelische Pfarrkirche. Kleiner Kirchenbau über kreuzförmigen Grundriss und leicht eingezogenem Chor mit 5/8 Schluss. Über hohem weißen Steinsockel errichteter Backsteinbau im Wechsel mit weißem Steinmaterial. Im Westen vorgestellter hoher fünfgeschoßiger Turm. An dessen Westfront über Stufen erreichbares eckiges Portal mit spitzbogigem Tympanon. Die Turmkanten, die Portalumrahmung, der Rundbogenfries, die Uhrumrahmungen im dritten Obergeschoß sowie der oktogonale Turmaufsatz der die schlanken spitzbogigen Schallfenster aufnimmt in weißem Stein ausgeführt. Turmabschluss durch hohen Spitzhelm. Am Hauptschiff links und rechts der leicht vorspringenden Seitenschiffe je eine schlanke spitzbogige Fensteröffnung. An den Seitenschiffen je eine dreifenstrige Belichtungsgruppe. An vier der fünf Chorfassaden ebenfalls spitzbogige Fensteröffnungen, eine Chorfassade mit verkürztem Fenster, darunter befindet sich ein über Stufen erreichbarer rundbogiger Zugang. Vertikale Gliederung durch abgetreppte Strebepfeiler. Umlaufender Rundbogenfries im Traufbereich. Datum der Unterschutzstellung: 31. Dezember 2009 | BDA-Hist.: Q37801281 Status: § 2a Stand der BDA-Liste: 2025-06-30 Name: Evang. Pfarrkirche A.B. GstNr.: .1329 Evang. Pfarrkirche A.B., Steyr |
| ja   | Datei hochladen | Brunnen HERIS-ID: 108155 Objekt-ID: 125565 | Berggasse Standort KG: Steyr                                  | Brunnenanlage aus dem 19. Jahrhundert auf platzartiger Erweiterung südlich der ehemaligen Klosterkirche der Cölestinerinnen. Oktogonales Brunnenbecken aus Stein. In der Mitte erhebt sich ein ebenfalls oktogonaler nach oben hin mehrfach profilierter Pfeiler. Wasseraustritt an allen acht Seiten über Röhren, die an schmiedeeisernen geschwungenen Abhängungen montiert sind. Am Pfeiler Steinfigur des heiligen Antonius von Padua. Datum der Unterschutzstellung: 31. Dezember 2009 | BDA-Hist.: Q37812176 Status: § 2a Stand der BDA-Liste: 2025-06-30 Name: Brunnen GstNr.: 1313/5 Steyr Berggasse Brunnen |
| ja   | Datei hochladen | Bürgerhaus, Blumauerhaus HERIS-ID: 32828 Objekt-ID: 29996                                                                                                 | Berggasse 1 Standort KG: Steyr                                | Schmales fünfgeschoßiges, im Kern spätgotisches Bürgerhaus. Fassade Enge Gasse zweiachsig, schlicht ausgeführt. Über dem erneuerten Erdgeschoß Kordongesims, die Fenster der Obergeschoße mit genuteten Umrahmungen. Zwischen den beiden Fenstern im ersten Obergeschoß in geputzter Umrahmung Gedenktafel „Blumauers Geburtshaus“, die an den Steyrer Volksdichter Alois Blumauer erinnert. Einachsiges Fassade im Norden. Im Erdgeschoß segmentbogiges steinernes Portal. In den Obergeschoßen großteils rekonstruierte frührenaissancezeitliche Fassade mit Quadern, Gesimsen, senkrechten Bändern mit Pflanzenornamenten, Wappen und zwei Porträts von Kaiser Friedrich III. und dessen Sohn Maximilian I. Unter dem Fenster des ersten Obergeschoßes die Inschrift „Diese Wandmalerei entstand um 1520, wurde 1980 freigelegt und nach alten originalen Resten von Otto Götzinger erneuert.“ Die Fenster der ersten drei Obergeschoße mit steinernen Gewänden. Schlichte Fassadengestaltung in der Berggasse, hier steinernes Rechteckportal. Datum der Unterschutzstellung: 22. August 1990 | BDA-Hist.: Q37949260 Status: Bescheid Stand der BDA-Liste: 2025-06-30 Name: Bürgerhaus, Blumauerhaus GstNr.: .154 Blumauerhaus (Steyr) |
| ja   | Datei hochladen | Bürgerhaus HERIS-ID: 38571 Objekt-ID: 38154 | Berggasse 3 Standort KG: Steyr                                | Bürgerhaus, Fassade Enge Gasse: Viergeschoßig, fünfachsig, Obergeschoße vorkragend, ruhend auf profilierten Pfeilern. In den Obergeschoßen reicher Sgraffitodekor, Fensterumrahmungen, volutenartig aufgerollte Fische über den Fenstern des ersten, Muschelrosetten über jenen des zweiten Obergeschoßes, datiert 1654. Gebäudekanten mit Eckquaderung. Fenster des ersten Obergeschoßes mit profilierten spätgotischen Fenstergewänden. Fassade Berggasse: Dreigeschoßig mit unregelmäßiger Achsaufteilung (Erdgeschoß fünf, sonst vier Achsen), erneuerter Putz. Seitlich und zwischen den Geschoßen Faschen. Im ersten Obergeschoß Marienbild in Stuckrahmen. Datum der Unterschutzstellung: 1. Dezember 1972 | BDA-Hist.: Q37982145 Status: Bescheid Stand der BDA-Liste: 2025-06-30 Name: Bürgerhaus GstNr.: .153 |
| ja   | Datei hochladen | Schule HERIS-ID: 108158 Objekt-ID: 125568 | Berggasse 4 Standort KG: Steyr                                | Nordöstlicher Teil des ehemaligen, 1782 aufgehobenen Cölestinerinnenklosters, danach Verwendung als Schule. Wuchtiger zweigeschoßiger traufständiger Bau mit schlichter Fassadengestaltung. Fassade rieselverputzt, Betonung der Gebäudekanten durch einfache Faschen. Die Fenster stabfaschengerahmt, Fassadenabschluss durch reich profiliertes Traufgesims. Fassade Berggasse sechsachsig, durch fünf querrechteckige Blindfenster über den Fenstern des ersten Obergeschoßes im rechten Gebäudebereich wirkt diese Fassade optisch dreigeschoßig. Der Zugang zur Schule kommt im benachbarten Gebäude Berggasse 6 zu liegen. Fassade Prof.-Jörg-Reitter-Platz sechsachsig mit zum Teil unterschiedlichen Fenstergrößen. Die Fassade zur Handel-Mazzetti-Promenade bis auf ein Fenster öffnungslos ausgeführt. Hier im rechten Gebäudeteil schlanker aus der Fassadenflucht vortretender hoher Turmbau der ehemaligen Stadtbefestigung mit abschließendem Zeltdach. Im Innenhof rezenter Pawlatschengang zur Erschließung der Schulräume. Datum der Unterschutzstellung: 31. Dezember 2009 | BDA-Hist.: Q37812196 Status: § 2a Stand der BDA-Liste: 2025-06-30 Name: Schule GstNr.: .162 Volksschule Berggasse (Steyr) |
| ja   | Datei hochladen | Gefängnis HERIS-ID: 108156 Objekt-ID: 125566 | Berggasse 6, 8 Standort KG: Steyr                             | Ungemein langgestreckter, um drei Innenhöfe gelagerter Bau des ehemaligen Cölestinnerinenklosters, im Kern aus dem 3. Viertel des 17. Jahrhunderts stammend, nach Brand 1727 heutige Außenerscheinung entstanden. Im Süden an die ehemalige Klosterkirche anschließender dreigeschoßiger U-förmiger Trakt. Schlichte Fassadengestaltung, Betonung der Gebäudekanten durch Faschen, Fenster stabfaschenumrahmt, Fassadenabschluss durch reich profiliertes Traufgesims. In der zweiten Achse von rechts barockes ohrenfaschengerahmtes Eingangsportal, bezeichnet 1670, mit geschwungenem Blechdach, darunter Wandmalereien aus dem Jahr 1896. Zum mittleren Hof fünfachsige Fassade, die Fenster der Obergeschoße vertikal durch Faschen zusammengefasst. Ähnliche Fassadengestaltung an der Handel-Mazzetti-Promenade. Im Norden anschließend zweigeschoßiger vierzehnachsiger mehrfach leicht geknickter Trakt. Schlichte Fassadengestaltung, rieselverputzte Fassade, Betonung der Gebäudekanten durch Faschen. Stabfaschengerahmte Fenster, die kleinen querrechteckigen Fenster des Obergeschoßes unter dem reich profilierten Traufgesims situiert. In der äußerst rechten Achse eckiges Portal mit Steingewände und großer vergitterter Oberlichte. Ungemein reizvoller langgestreckter Innenhof mit zwölf auf sechs Achsen. Die Fenster der Obergeschoße mit aufwändigeren Umrahmungen und Parapetfeldern. Am Nordtrakt zwischen den beiden mittigen Obergeschoßfenstern ist ein Fresko situiert. Der Trakt an der Handel-Mazzetti-Promenade besitzt im Obergeschoß ebenfalls kleine querrechteckige Fensteröffnungen, das Erdgeschoß nur teilweise durchfenstert. Im Norden schließt in der Berggasse ein weiterer Trakt nach einer Abschrägung bündig an das Gebäude Berggasse 4 an. Im zum Teil verbauten sechs zu zweiachsigem Innenhof sind an den Längsfassaden im Erdgeschoß jeweils drei zum Teil geschlossene Arkaden zu erkennen. Der zur Handel-Mazzetti-Promenade situierte Trakt ist ähnlich dem im Süden anschließenden Trakt ausgeführt. Datum der Unterschutzstellung: 31. Dezember 2009 | BDA-Hist.: Q37812186 Status: § 2a Stand der BDA-Liste: 2025-06-30 Name: Gefängnis GstNr.: .163/1, .163/2, 212 Steyr Berggasse 6, 8 |
| ja   | Datei hochladen | Ehem. Gemainer Kasten HERIS-ID: 40492 Objekt-ID: 40433 | Berggasse 14 Standort KG: Steyr                               | Dreigeschoßiges traufständiges Bürgerhaus, im Kern aus dem 16. Jahrhundert stammend, mit barocker Fassadengestaltung. Die Fassade in der Berggasse sechsachsig, durch vertikale Faschen zwischen den Achsen gegliedert, die Fenster weisen genutete Umrahmungen auf. Das Erdgeschoß ist gebändert ausgeführt. Im linken Gebäudeteil befindet sich ein drei Achsen einnehmendes vorgebautes Stiegenhaus mit abschließendem Pultdach, welches im Obergeschoß drei Segmentbogenarkaden mit Pfeilern besitzt. Die äußerst linke Achse ist als Fenster ausgeführt. Hier erfolgt im ersten Obergeschoß durch ein rautenförmig aufgedoppeltes Hausportal der Hauszugang. Dem Stiegenhausbau ist ein eingeschoßiger walmdachgedeckter Zubau mit einer eckigen Tor- und einer Fensteröffnung vorgesetzt. Die Fassade zur Promenade in den Obergeschoßen vierachsig. Das Erdgeschoß ist glatt verputzt mit fünf unregelmäßig verteilten Achsen. Die Fenster- und Türöffnungen hier mit genuteten Umrahmungen. Die rieselverputzten Obergeschoße durch glatte Faschen zwischen den Achsen gegliedert. Die Fenster des ersten Obergeschoßes mit geraden Verdachungen, jene des zweiten Obergeschoßes mit Ohrenfaschen. Datum der Unterschutzstellung: 13. April 1990 | BDA-Hist.: Q37994735 Status: Bescheid Stand der BDA-Liste: 2025-06-30 Name: Ehem. Gemainer Kasten GstNr.: .166 |
| ja   | Datei hochladen | Bürgerhaus HERIS-ID: 40991 Objekt-ID: 41299 | Berggasse 19 Standort KG: Steyr                               | Mächtiges, langgestrecktes, im Kern spätgotisches zweigeschoßiges Bürgerhaus mit berggassenseitig acht Achsen. Südfassade einachsig, Nordfassade im Erdgeschoß drei-, im Obergeschoß zweiachsig mit charakteristischen Runderkern. Der Fenster des Erdgeschoßes mit genuteten Umrahmungen, berggassenseitig segmentbogenförmiges Sandsteinportal mit kassettierter, historistischer Tür und schmiedeeiserner Oberlichte sowie Segmentgiebelverdachung. Im ersten Obergeschoß genutete Fensterumrahmungen mit Sohlbänken und geraden Verdachungen. Die beiden Renaissanceerker ruhen auf gerillten Steinschalen mit Engelköpfchen aus dem 1. Viertel des 17. Jahrhunderts. Fassadenabschluss durch reich profiliertes Traufgesims. An der Rückfront im ersten Obergeschoß hölzerne Veranda auf Gusseisensäulen sowie ein mehrfach profiliertes spätgotisches Steingewände. Datum der Unterschutzstellung: 6. Jänner 1991 | BDA-Hist.: Q37997529 Status: Bescheid Stand der BDA-Liste: 2025-06-30 Name: Bürgerhaus GstNr.: .135 |
| ja   | Datei hochladen | Ansitz, ehem. Beichtvaterstöckl HERIS-ID: 38555 Objekt-ID: 38138                                                                                          | Berggasse 20 Standort KG: Steyr                               | Dreigeschoßiges, zur Berggasse dreiachsiges Bürgerhaus mit abschließendem Krüppelwalmdach, im Kern aus der Spätgotik stammend. Stark rekonstruierte Sgraffitodekorationen aus dem 1. Viertel des 17. Jahrhunderts. Im Erdgeschoß links steinernes Rechteckportal mit vergitterter Oberlichte. Haustür mit Schloss und Beschlägen aus der Barockzeit. Über dem Portal Inschrift „SIT TUUS INTROITUS FELIX: TUUS EXITUS UNI PERPETUO CURAE SIT MANET QUE DEO“ und Reiter. Rechts zwei Fensteröffnungen mit steinernen genuteten Gewänden und Fenstergittern. Über die beiden Fenster reichender Sgraffitosegmentbogen. Die Fenster des ersten Obergeschoßes aus Vorchdorfer Nagelfluh mit Nutung und vorkragenden Brüstungen, rautenvergitterten Fensterkörben mit mittigem Herzmotiv und Spindelblume aus der Zeit um 1600. Sgraffitoarchitekturumrahmungen der Fenster mit Voluten, Türmchen und der Aufschrift „PROPITIA TRINITAS DEO OPTIMO MAXIMO UNI IN ESSENTIA PERSONIS TRINO“. Die Fenster des zweiten Obergeschoßes mit genuteten Steingewänden und schlichten Sgraffitoumrahmungen. Reich profiliertes Horizontalgesims zum zweiachsigen Giebelgeschoß. Die erste Achse der zweiachsigen Nordfassade gleich jener der Berggasse ausgeführt. Dreiachsige Fassade zur Promenade schlichter ausgeführt. Die Fenster der beiden Obergeschoße mit genuteten Steingewänden und schlichten Sgraffitoumrahmungen, im ersten Obergeschoß mit renaissancezeitlichen Vergitterungen. Datum der Unterschutzstellung: 1. März 1989 | BDA-Hist.: Q37981974 Status: Bescheid Stand der BDA-Liste: 2025-06-30 Name: Ansitz, ehem. Beichtvaterstöckl GstNr.: .169 Steyr Berggasse 20 |
| ja   | Datei hochladen | Bürgerhaus, Wohnhaus HERIS-ID: 38556 Objekt-ID: 38139 | Berggasse 22 Standort KG: Steyr                               | Dreigeschoßiges, zur Berggasse dreiachsiges, im Kern aus dem 16./17. Jahrhundert stammendes Bürgerhaus mit neoklassizistischer Fassade und Krüppelwalmdach. Erdgeschoß glattverputzt, links granitenes Rechteckportal mit profiliertem rundbogigen Sturzfeld mit mittigen Voluten. Füllungstür mit Schmiedeeisenvergitterung um 1900. Die beiden Fenster rechts mit rautenförmigen Schmiedeeisengittern. Zart profiliertes Kordongesims mit Zahnschnitt. Obergeschoße rieselverputzt mit rasterförmiger Faschengliederung. Fensterumrahmungen mit Ohrenfaschen, im ersten Obergeschoß gerade Fensterverdachungen, im zweiten Obergeschoß mittige Keilsteine und Sohlbänke. Reich profiliertes Horizontalgesims zum rieselverputzten einachsigen Giebelgeschoß. Fassade zur Promenade zweiachsig, Erdgeschoß genutet. Die Fenster mit schlichten Umrahmungen, Obergeschoße rieselverputzt. Betonung der Gebäudekanten durch vertikale Putzfaschen, horizontale Putzfasche zum Giebelgeschoß. Datum der Unterschutzstellung: 4. Februar 1989 | BDA-Hist.: Q37981984 Status: Bescheid Stand der BDA-Liste: 2025-06-30 Name: Bürgerhaus, Wohnhaus GstNr.: .170 |
| ja   | Datei hochladen | Bürgerhaus HERIS-ID: 38557 Objekt-ID: 38140 | Berggasse 24 Standort KG: Steyr                               | 1912 errichtetes mächtiges Bürgerhaus mit Krüppelwalmdach. Fassade Berggasse in den Obergeschoßen dreiachsig, Erdgeschoß genutet, vierachsig, rechts rechteckiges steinernes Portal. Kordongesims zum Obergeschoß. Obergeschoße durch genutete Riesenpilaster gegliedert. In den Parapeten Querrechteckfelder bzw. aus Voluten, Akanthusblättern und Girlanden bestehende Stuckfüllungen. Über beide Geschoße reichender auf zwei Steinkonsolen ruhender Mittelerker, dessen Wandlisenen mit floralen Motiven besetzt sind. Mittig besonders reiche Stuckkartusche mit Madonna mit Kind. Reich profiliertes Vertikalgesims zum zweiachsigen Giebelgeschoß. Fassade Promenade vierachsig, Erdgeschoß genutet. Links rechteckige Tür mit vegetabilischer Stuckkartusche im Sturzfeld. Vorspringender durch alle Geschoße reichender zweiachsiger Mittelrisalit mit dreieckiger Giebelbekrönung, durch genutete Riesenpilaster gegliedert. Zwischen den Fenstern der beiden Obergeschoße Rechteckfelder mit Blüten. Fenster z. T. mit genuteten Umrahmungen. Datum der Unterschutzstellung: 4. Februar 1989 | BDA-Hist.: Q37982005 Status: Bescheid Stand der BDA-Liste: 2025-06-30 Name: Bürgerhaus GstNr.: .171 |
| ja   | Datei hochladen | Bürgerhaus, sog. Kriechbaum Benefiziatenhaus HERIS-ID: 38558 Objekt-ID: 38141                                                                             | Berggasse 26 Standort KG: Steyr                               | Bürgerhaus, Altbau 1727 abgebrannt, Wiederaufbau nach 1738 durch Eigentümer Barockbaumeister Johann Gotthard Hayberger (weitere Bauten: Rathaus Steyr, Stifte Admont, Seitenstetten u. a.). Dreigeschoßiger Bau über quadratischen Grundriss mit Mansarddach. Fassade Berggasse: Dreiachsig, Erdgeschoßfenster mit Barockgittern, Obergeschoße mit vier Kolossalpilaster mit Kompositkapitellen, weit ausladendes Kranzgesimse, Fenster des ersten Obergeschoßes mit mehrfach gebrochener Verdachung. Über und unter den Fenstern Bandlwerkstuck. Fassade Promenade: Erdgeschoß als Terrasse ausgeführt. Im Norden auf dieser zweigeschoßiger zweiachsiger Anbau, mit schlichter Fassadengestaltung. Datum der Unterschutzstellung: 23. Februar 1971 | BDA-Hist.: Q37982014 Status: Bescheid Stand der BDA-Liste: 2025-06-30 Name: Bürgerhaus, sog. Kriechbaum Benefiziatenhaus GstNr.: .172 |
| ja   | Datei hochladen | Bürgerhaus, ehem. Benefiziatenhaus HERIS-ID: 38559 Objekt-ID: 38142                                                                                       | Berggasse 28 Standort KG: Steyr                               | Zweigeschoßiges zur Berggasse hin dreiachsiges Bürgerhaus mit abschließendem Krüppelwalmdach, im Kern aus der Spätgotik stammend. Sgraffitofassade aus dem 2. Viertel des 17. Jahrhunderts. Betonung der Gebäudekanten durch Eckquader, Horizontalbänder mit liegenden Tulpen zwischen den Geschoßen. Scheinarchitektonische Fensterumrahmungen im Ober- und im zweiachsigen Giebelgeschoß mit getreppten Gesimsen und Seiten, die geometrisierende Formen aufweisen. Im Erdgeschoß volutenbesetzte biedermeierliche Fensterkörbe. Der Hofflur wird durch das rechts angebrachte rechteckige genutete Steinportal mit barockisierendem geschwungenem Giebelaufsatz erschlossen. Links rundbogiges Steinportal. Die Sgraffitodekorationen z. T. auf der südseitigen fast fensterlosen Längsfassade übernommen. Fassade Promenade zweiachsig mit einachsigem Giebelgeschoß. Schlichte Umrahmungen der Öffnungen, Betonung der Gebäudekanten durch Faschen. Im Erdgeschoß großflächiger Garagenbau vorgesetzt. Datum der Unterschutzstellung: 14. Februar 1989 | BDA-Hist.: Q37982024 Status: Bescheid Stand der BDA-Liste: 2025-06-30 Name: Bürgerhaus, ehem. Benefiziatenhaus GstNr.: .173/1, .173/2, .174/2 |
| ja   | Datei hochladen | Stöckl am Berg HERIS-ID: 40659 Objekt-ID: 40651 | Berggasse 29 Standort KG: Steyr                               | Schmales hohes zweigeschoßiges traufständiges Stöckl, im Kern aus der Spätgotik stammend. Die rieselverputzten Fassaden werden von breiten Faschen gerahmt, die an das gekehlte Dachgesims stoßen. Fassade Berggasse zweiachsig, im Erdgeschoß rechts neuzeitliches segmentbogiges Garagentor. Der linke Gebäudeteil im Obergeschoß leicht vorkragend, ruhend auf zwei Segmentbogenunterzügen, die auf einer Konsole ansetzen. Die Obergeschoßfenster mit genuteten Umrahmungen. Zwischen den Fenstern spätbarockes Haussegensbild in segmentbogenförmigen Holzrahmen. Die südliche Schmalseite einachsig, die nördliche Querfassade fensterlos. Gartenseitig im Obergeschoß einachsiger Mittelerker, dessen segmentbogenförmiger Unterzug auf Konglomeratkonsolen ruht. Zwei Obergeschoßfenster mit spätgotisch profilierten Steingewänden und geschwungenen historisierenden Putzrahmungen mit Voluten und mittigen Keilsteinen. Datum der Unterschutzstellung: 4. Dezember 1990 | BDA-Hist.: Q37995654 Status: Bescheid Stand der BDA-Liste: 2025-06-30 Name: Stöckl am Berg GstNr.: .126 |
| ja   | Datei hochladen | Sog. Haus auf'm Berg, später Limmerische Behausung HERIS-ID: 46612 Objekt-ID: 48731                                                                       | Berggasse 32 Standort KG: Steyr                               | Zweigeschoßiges, zur Berggasse giebelständiges, im Kern spätgotisches Haus mit abschließendem Krüppelwalmdach, an die ehemalige Stadtmauer angebaut. Faschengerahmte schlichte Fassade zur Berggasse, die Fenster mit genuteten Umrahmungen. Zweiachsiges Giebelgeschoß mit seitlich je einer barocken gerundeten Giebelluke. Aus der Spätgotik haben sich zwei Wappenfelder erhalten, das Schneiderzeichen „Schere“ sowie der Bindenschild. Rechts Rechteckportal mit zwei Außentürflügeln und hölzernem profilierten Stock. An der vierachsigen Nordfassade mit unregelmäßiger Achsaufteilung befindet sich im Erdgeschoß ein spätgotisches abgefastes Schulterbogenportal mit rechteckiger Oberlichte mit trichterförmigem Gewände, die Bohlentür mit biedermeierlichem Eisenbeschlag mit Mittelknauf in kleiner Rosette. An der ehemaligen Stadtmauer Garage mit Terrasse und Balkon. Datum der Unterschutzstellung: 16. Jänner 1996 | BDA-Hist.: Q38022876 Status: Bescheid Stand der BDA-Liste: 2025-06-30 Name: Sog. Haus auf'm Berg, später Limmerische Behausung GstNr.: .175/1 Haus auf'm Berg, Berggasse 32, Steyr |
| ja   | Datei hochladen | Bürgerhaus, Wohnhaus HERIS-ID: 40494 Objekt-ID: 40435 | Berggasse 34 Standort KG: Steyr                               | Zweigeschoßige spätgotische Hausanlage, bestehend aus Vorderhaus und zwei Hofflügeln die an die ehemalige Stadtmauer anschließen. Vierachsiges Vorderhaus mit unregelmäßiger Achsaufteilung und geglättetem Grundputz. Im Erdgeschoß abgefastes Schulterbogenportal sowie in beiden Geschoßen verschiedene, abgefaste und gekehlte spätgotische Fenstergewände, die durch schmale Fensterfaschen umrahmt werden. In der rechten Achse Obergeschoßerker auf breitem Segmentbogenunterzug und Kragkonsolen mit Kreuzstockfenster mit Sohlbankkonsolen. Am rechten Hofflügel auf profilierten spätgotischen Kragkonsolen ruhender Obergeschoßarkadengang mit verschliffenen Quertonnen, die auf einem polygonalen Arkadenpfeiler mit abgefastem Überlager ruhen. An der ehemaligen Stadtmauer auf einem Segmentbogenunterzug ruhender Übergang zwischen den Obergeschoßen der beiden Hofflügel. Fassadengestaltung Promenade in den beiden Obergeschoßen fünfachsig mit insgesamt fünf Blindfenstern. Fenster, bzw. Blindfenster mit genuteten Umrahmungen. Datum der Unterschutzstellung: 8. Mai 1990 | BDA-Hist.: Q37994759 Status: Bescheid Stand der BDA-Liste: 2025-06-30 Name: Bürgerhaus, Wohnhaus GstNr.: .176 |
| ja   | Datei hochladen | Bürgerhaus HERIS-ID: 38560 Objekt-ID: 38143 | Berggasse 36 Standort KG: Steyr                               | Zweigeschoßiges dreiachsiges Gebäude mit traufständigem ungemein hohen Satteldach, im Kern aus der 1. Hälfte des 16. Jahrhunderts stammend. Im Erdgeschoß Schulterbogentüre mit charakteristischen Oberlicht. Obergeschoß mit mittig vorkragenden Erker auf Steinkonsolen. Darstellung: Hl. Christophorus, im Hintergrund mittelalterliche Stadt. Kleiner Innenhof, rückwärtiges Gebäude an die Stadtmauer angebaut. Datum der Unterschutzstellung: 7. Juni 1932 | BDA-Hist.: Q37982035 Status: Bescheid Stand der BDA-Liste: 2025-06-30 Name: Bürgerhaus GstNr.: .177 Berggasse 36, Steyr |
| ja   | Datei hochladen | Bürgerhaus HERIS-ID: 38561 Objekt-ID: 38144 | Berggasse 38 Standort KG: Steyr                               | Zweigeschoßiges traufständiges, im Kern spätgotisches Bürgerhaus. Fassade Berggasse sechsachsig, der linke Gebäudeteil mit einer Achse in den Straßenraum vorspringend. Die beiden Fensteröffnungen des Obergeschoßes mit spätgotisch abgefasten Sohlbänken. Die Seitenfront des Vorsprungs trägt im Obergeschoß einen einachsigen Erker über segmentbogigem, abgefastem Unterzug auf Kragkonsole. An dem durch das anschließende Satteldach teilweise verdeckten Giebelgeschoß ist die ursprüngliche Fassadengestaltung erhalten. Der vorspringende Bauteil schließt mit einem Krüppelwalmdach ab. Fassade, einheitliche schlichte barocke Putzgliederung mit aufgeputzten Eckquadern, Fensterfaschen und Kordonband zwischen den Geschoßen. Fassadenabschluss durch profiliertes Traufgesims. Fassade zur Promenade glatt verputzt, mit einfachen Fensterumrahmungen, sechs unregelmäßige Achsen. Zwei spätgotisch abgefaste kleine Fensteröffnungen im Erdgeschoß. Datum der Unterschutzstellung: 7. November 1988 | BDA-Hist.: Q37982046 Status: Bescheid Stand der BDA-Liste: 2025-06-30 Name: Bürgerhaus GstNr.: .178 |
| ja   | Datei hochladen | Bürgerhaus HERIS-ID: 40493 Objekt-ID: 40434 | Berggasse 40 Standort KG: Steyr                               | Schmale zweigeschoßige spätgotische Hausanlage bestehend aus einem traufständigen Vorderhaus, einem kleinen Lichthof sowie einem kleinen, an die ehemalige spätgotische Stadtmauer angebauten Hinterhaus. Im zweiachsigen Vorderhaus im Erdgeschoß rechts ein abgefastes Schulterbogenportal mit Oberlicht in einem trichterförmigen Rechteckgewände mit einem rautenförmig aufgedoppeltem Haustor aus der 1. Hälfte des 19. Jahrhunderts. Links vergitterte Fensteröffnung. Das Obergeschoß kragt als Breiterker auf Segmentbogenunterzügen und profilierten Konsolen vor. Die Fassade des Erkers ist durch geritzte Fensterumrahmungen, Eckquader und Faschen gegliedert. Der kleine Lichthof weist zwei Obergeschoßverbindungen, die durch spätgotische Kragkonsolen gestützt sind, auf. Zur Promenade wird das Gebäude durch die verputzte abweisend wirkende ehemalige Stadtmauer abgeschlossen, die in ihrem oberen Bereich zwei Schartenöffnungen besitzt. Datum der Unterschutzstellung: 8. Mai 1990 | BDA-Hist.: Q37994748 Status: Bescheid Stand der BDA-Liste: 2025-06-30 Name: Bürgerhaus GstNr.: .179 |
| ja   | Datei hochladen | Pranndstetten Benefiziatenhaus, später Stadtschulhaus HERIS-ID: 46611 Objekt-ID: 48730                                                                    | Berggasse 42 Standort KG: Steyr                               | Dreigeschoßiges traufständiges Haus mit abschließendem Satteldach und frühhistoristischer Fassadengestaltung. Fassade Berggasse vierachsig, Erdgeschoß genutet, wobei riesel- und glattverputzte Bänder wechseln. Segmentbogige Fenster- sowie Türöffnung mit Steingewände. Obergeschoße glatt verputzt mit profilierten Sohlbankgesimsen. Die Fenster in profilierten Faschen, im ersten Obergeschoß waagrechte Verdachungen über kleinen Konsolen. Fassadenabschluss durch Traufgesims. Fassade zur Promenade dreiachsig. Erdgeschoß analog zur Berggasse ausgeführt, jedoch mit Kordongesims mit gotisierendem Rundbogenfries. Obergeschoßfassaden durch Kolossalpilaster mit Akanthuskapitellen gegliedert. Fenster faschengerahmt, im ersten Obergeschoß waagrechte Gesimsverdachungen, im Sturzfeld Platten und Medaillons. Im zweiten Obergeschoß schmale Verdachungen mit mittigen Medaillons. Fassadenabschluss durch Traufgesims mit Zahnschnitt. Datum der Unterschutzstellung: 5. Jänner 1996 | BDA-Hist.: Q38022866 Status: Bescheid Stand der BDA-Liste: 2025-06-30 Name: Pranndstetten Benefiziatenhaus, später Stadtschulhaus GstNr.: .180 |
| ja   | Datei hochladen | Wohnhaus, ehem. Schule HERIS-ID: 46610 Objekt-ID: 48729                                                                                                   | Berggasse 46 Standort KG: Steyr                               | Dreigeschoßiges, im Kern aus dem 16. Jahrhundert stammendes Gebäude über unregelmäßigem, hakenförmigem Grundriss, im Nordwesten direkt an die ehemalige Stadtmauer angebaut. Im 16. Jahrhundert war hier zuerst die protestantische Lateinschule, später die deutsche Schule untergebracht. Zweiachsige Fassade zur Berggasse mit einachsigem Giebelgeschoß. Schlichte Fassadengestaltung aus den 1950er Jahren, rieselverputzt ohne sonstige Fassadengliederungselemente. Betonung der Gebäudekanten an der vierachsigen gartenseitigen aus dem 19. Jahrhundert stammenden Längsfassade durch Faschen. Die Fenster als auch die Blindfenster mit genuteten Faschenumrahmungen. Fassadenabschluss durch Hohlkehle. Zweiachsige schlichte rieselverputzte Nordwestfassade. Gebäudeabschluss durch mittelsteiles Krüppelwalmdach. Datum der Unterschutzstellung: 5. Jänner 1996 | BDA-Hist.: Q38022857 Status: Bescheid Stand der BDA-Liste: 2025-06-30 Name: Wohnhaus, ehem. Schule GstNr.: .182 |
| ja   | Datei hochladen | Bürgerhaus, Haimbergerisches Benefiziatenhaus HERIS-ID: 38563 Objekt-ID: 38146                                                                            | Berggasse 48 Standort KG: Steyr                               | Zweigeschoßiges Gebäude mit ungleichseitigem Satteldach. Der mit „1586“ datierte Sgraffitoschmuck ist derzeit (Stand 2013)[veraltet] unter dem starken Bewuchs nur schwer bzw. nicht zu erkennen. Zur Berggasse hin befindet sich ein eingeschoßiger Anbau. Das Gebäude ist direkt an die ehemalige Stadtmauer angebaut und weist nach Westen hin eine schlichte und abweisende Fassade auf. Datum der Unterschutzstellung: 23. Dezember 1939 | BDA-Hist.: Q37982061 Status: Bescheid Stand der BDA-Liste: 2025-06-30 Name: Bürgerhaus, Haimbergerisches Benefiziatenhaus GstNr.: .183 |
| ja   | Datei hochladen | Bürgerhaus HERIS-ID: 46779 Objekt-ID: 48957 | Berggasse 50 Standort KG: Steyr                               | Zweigeschoßiges Eckhaus mit abschließendem Walmdach, 1834 errichtet, 1863 im Wesentlichen in heutige Gestalt gebracht. Neunachsige Fassade zur Berggasse, drei Achsen zum Brucknerplatz. Erdgeschoß durch eckige Schaufenstereinbauten rezent verändert. In der dritten Achse von rechts Rechteckportal mit segmentbogiger Faschenrahmung. Profiliertes Kordongesims. Betonung der Gebäudekanten durch Faschen bzw. Lisenen. Im Obergeschoß Fensterrahmungen durch profilierte Faschen, profilierte Sohlbänke und waagrechte Gesimsverdachungen, die auf Volutenkonsolen ruhen. In den Parapet- und Sturzfeldern Modelstuckdekorationen. Unterhalb des reich profilierten Traufgesimses Friesband mit Rosetten jeweils oberhalb der Fenster. Zum ehemaligen Stadtgraben Stiegenhausrisalit. Datum der Unterschutzstellung: 13. Dezember 1995 | BDA-Hist.: Q38023651 Status: Bescheid Stand der BDA-Liste: 2025-06-30 Name: Bürgerhaus GstNr.: .208 |
| ja   | Datei hochladen | Bürgerhaus, ehem. Scharfrichterhaus HERIS-ID: 38564 Objekt-ID: 38147                                                                                      | Berggasse 55 Standort KG: Steyr                               | Schmales zweigeschoßiges, dreiachsiges, im Kern spätgotisches Gebäude mit Krüppelwalmdach. Renaissancezeitliche Sgraffiti in Form von Eckquadern an den Gebäudekanten sowie scheinarchitektonische Fensterumrahmungen. Fassade Erdgeschoß mit steinernem Rechteckportal und abgefasten Rundbogenportal mit dazwischenliegendem Fenster mit trichterförmigen Gewände. Die profilierten steinernen Fenstergewände des ersten Obergeschoßes mit gedrehten Taustäben und vorkragenden Sohlbänken stammen aus dem 16. Jahrhundert. Die Schmalseiten des Gebäudes besitzen im ersten Obergeschoß je eine, im Giebelgeschoß je zwei Fensteröffnungen mit abgefasten steinernen Gewänden. Hohes steiles Krüppelwalmdach. An den Längsdachflächen je eine Speicheraufzugsgaupe, berggassenseitig mit ehemaliger Speicheröffnungstür mit abgefastem steinernen Gewände sowie darüberliegender quadratischer Balkenöffnung. Datum der Unterschutzstellung: 25. Jänner 1989 | BDA-Hist.: Q37982070 Status: Bescheid Stand der BDA-Liste: 2025-06-30 Name: Bürgerhaus, ehem. Scharfrichterhaus GstNr.: .108 |
| ja   | Datei hochladen | Bürgerhaus, Gruentaller Benefiziatenhaus HERIS-ID: 38565 Objekt-ID: 38148                                                                                 | Berggasse 73 Standort KG: Steyr                               | Kleines zweigeschoßiges einachsiges spätgotisches Giebelhaus mit abschließendem Krüppelwalmdach. Betonung der Gebäudeecken durch sgraffierte Eckquaderung mit abgerundeten Binnenfeldern aus dem letzten Viertel des 16. Jahrhunderts. Im Erdgeschoß mittig steinernes Rundbogenportal mit genuteter aufgedoppelter Tür, Beschläge und Schloss aus der Biedermeierzeit. Rechts des Portals eckige Fensteröffnung. Die Fensteröffnungen mit genuteten Umrahmungen. Zwischen Ober- und Giebelgeschoß die Jahreszahl „1464“ angebracht. Das Haus diente zwischen 1464 und 1775 als Kaplanwohnung zu der von Andreas Grüentaller gestifteten Nikolauskapelle. An der Nordseite im ersten Obergeschoß ein spätgotisches steinernes Fenstergewände. An der nördlichen Dachfläche ungemein wuchtiger Schornstein mit abschließendem Satteldach. Datum der Unterschutzstellung: 25. Jänner 1989 | BDA-Hist.: Q37982076 Status: Bescheid Stand der BDA-Liste: 2025-06-30 Name: Bürgerhaus, Gruentaller Benefiziatenhaus GstNr.: .96 Gruentaller Benefiziatenhaus, Berggasse 73, Steyr |
| ja   | Datei hochladen | Bürgerhaus HERIS-ID: 38566 Objekt-ID: 38149 | Berggasse 75 Standort KG: Steyr                               | Zweigeschoßiges, im Kern aus dem 16. Jahrhundert stammendes vierachsiges Gebäude mit Krüppelwalmdach. Steinernes Renaissance Rundbogenportal, umgeben von sgraffitierter Architekturumrahmung. Sgraffitofassade mit Eckquaderung und Umrahmung der Fenster. Dreiachsiges Giebelgeschoß mit mittiger Aufzugstüre und darüber situierter Aufzugsbalkenöffnung. Die Öffnungen im Giebelbereich ebenfalls mit entsprechender Sgraffitoumrahmung. Datum der Unterschutzstellung: 16. Juli 1971 | BDA-Hist.: Q37982085 Status: Bescheid Stand der BDA-Liste: 2025-06-30 Name: Bürgerhaus GstNr.: .95 |
| ja   | Datei hochladen | Bürgerhaus HERIS-ID: 41246 Objekt-ID: 41723 | Berggasse 81 Standort KG: Steyr                               | Pfarrgassenseitig drei-, berggassenseitig zweigeschoßiges, im Kern aus der Spätgotik stammendes mehrfach abgewinkeltes Eckhaus mit 1:2:2:4 Achsen und abschließendem Walmdach. Bierdermeierliche Fassadengestaltung aus dem 2. Viertel des 19. Jahrhunderts. Erdgeschoß in der Pfarrgasse glatt verputzt mit zwei korbbogenförmigen Steingewänden. Das darüberliegende Geschoß genutet mit angedeuteten Keilsteinmotiven in den Sturzfeldern. Berggassenseitig steinernes Rechteckportal mit filigraner, eisenvergitterter rundbogiger Oberlichte und doppelflügeliger Eisentür und gequaderter leicht vorkragender Steineinfassung. Bekrönung durch einen über dem profilierten verkröpften Kordongesims situierten Dreiecksgiebel. Das zweite Obergeschoß pilastergerahmt, Fenster mit auf Sohlbänken ruhenden profilierten Rundbogenrahmungen. Schmale Mauerstreifen begrenzen die rautenbesetzten Parapete. Fassadenabschluss durch reich profiliertes Traufgesims. Datum der Unterschutzstellung: 26. März 1991 | BDA-Hist.: Q37998842 Status: Bescheid Stand der BDA-Liste: 2025-06-30 Name: Bürgerhaus GstNr.: .89 Bürgerhaus Berggasse 81, Steyr |
| ja   | Datei hochladen | Anlage Schloss Lamberg HERIS-ID: 110467 Objekt-ID: 128170                                                                                                 | Blumauergasse 1 u. a. Standort KG: Steyr                      | Um 985 erste urkundliche Erwähnung. 1666 bis 1938 in Besitz der späteren Fürsten Lamberg. Heutiges Erscheinungsbild durch Umbau nach Brand von 1727 geprägt. Umbaupläne von Domenico d’Angeli, fertiggestellt unter Johann Michael Prunner unter Verwendung älterer Bausubstanz. Berggasse 2: Schloss Lamberg: Ältester Bauteil Römerturm aus der 1. Hälfte des 13. Jahrhunderts. Mächtige dreieckige, auf den Grundstrukturen der Burganlage basierende barocke Schlossanlage. Zugang vom Westen durch barocken dachlosen Rundbau, daran abschließend eine bemerkenswerte gedeckte Arkadenbrücke, die den ehemaligen Burggraben überspannt. Der Hauptbau überwiegend zweigeschoßig mit unterschiedlichen Barockfassaden. Der im Westen situierte wuchtige Römerturm springt im oberen Drittel nach einem zinnenbewehrten Umgang deutlich zurück und schließt mit einem Zinnenkranz ab. Links des Turmes fünfzehnachsiger zweigeschoßiger, rechts des Turmes dreigeschoßiger fünfzehn auf vierachsiger Bau, mit einem mit drei Achsen nach Westen vorspringenden zweiachsigen Anbau. Der der Stadt zugewandte zweigeschoßige Trakt fünfundzwanzigachsig. Äußerst links repräsentatives Portal, die Apsis der Schlosskapelle springt deutlich vor und wird durch hohe Fenster betont. Die der Steyr zugewandte Fassade besitzt 36 Achsen. An der Abrundung am östlichen Schlossende im Obergeschoß drei Türöffnungen zu kleinen Balkonen. In diesem Bereich die bereits 1937 unter Denkmalschutz gestellte Schlossbibliothek mit ihren Rokoko-Bücherschränken und Kachelöfen. Die Lamberg’sche Schlossbibliothek ist die größte Adelsbibliothek Österreichs. An der nördlichen Innenhoffassade der halb eingestellte 1731 vollendete sechsgeschoßige Uhrturm sowie der repräsentative Hallenvorbau mit dem Stiegenaufgang zu den ehemaligen Fürstenzimmern. Der gegenüberliegende Trakt wird von der reich geschwungenen Fassade der Schlosskapelle akzentuiert. Im Innenhof Brunnen mit Hundeplastik, bezeichnet 1666, umgeben von 12 Zwergenstatuen, weiters Statuen der vier Jahreszeiten von Johann Baptist Wanscher um 1720. Blumauergasse 1: Schlosspark-Pavillon: Eingeschoßiges barockes Gartenhaus, im 2. Viertel des 18. Jahrhunderts nach Plänen von Johann Michael Prunner errichtet. Langgestrecktes Gebäude mit zentralem vorspringenden Vorbau. Links und rechts des Vorbaues je fünf großformatige eckige Fensteröffnungen. Zwischen den Fensteröffnungen Pilaster. Horizontale Gliederung durch reich profilierte Gesimse im Sturz und Traufbereich. Am Vorbau große rundbogige Fensteröffnungen, an den abgeschrägten Ecken schmale Belichtungsöffnungen. Die Rundungen werden von den beiden Gesimsen übernommen, bzw. reichen in den Dachbereich hinein. Dreiachsige Querfassade. Die Fassade zur Blumauergasse in sechs Felder unterteilt, ursprünglich öffnungslos ausgeführt. Der Pavillon schließt mit einem Mansarddach ab. Blumauergasse 2: Schloss Lamberg, rechter Eingangstrakt: Eingeschoßiges langgestrecktes ehemaliges Wirtschaftsgebäude. Die Fassade zur Blumauergasse glatt verputzt, faschengerahmt, sie wirkt durch die hochgezogene Mauer optisch zweigeschoßig. Unregelmäßige Fensteröffnungen im Erdgeschoß, Fenster mit genuteten Umrahmungen und Wabengittern. Geschäftsportal im rechten Gebäudeteil. Neunachsige Fassade zum Burggraben hin. Fassade rieselverputzt, die Fenster in glatt verputzten Feldern, stabfaschengerahmt mit Keilstein im Sturzbereich. Gebäudeabschluss durch steiles zum Burggraben hin fallendes Pultdach. Blumauergasse 3: Gärtnerei: Im Nordwesten des Schlossparkes situiert, aus drei Gebäuden bestehend. Im Westen befindet sich der viergeschoßige 1727 erbaute ehemalige Wasserturm mit abschließendem gebrochenem Zeltdach. Das heutige Erscheinungsbild geht auf den Umbau von 1770 zurück. Im Erdgeschoß Durchgang, über dem Portal Inschriftentafel. Starke vertikale Putzgliederung des Turmes, vergitterte Fensteröffnungen. Im Westen anschließend länglicher eingeschoßiger schlichter achtachsiger Bau aus dem 20. Jahrhundert. Die hohe ehemalige Orangerie, das Glashaus, schließt die Gärtnerei im Osten ab. Nach 1830 erbaut. Die Glasflächen der beiden Seitentrakte heute mit Holz-Glas Elementen geschlossen. Der nur leicht vorspringende Mittelteil besitzt drei längliche rundbogig schließende Fensteröffnungen. Fassadenabschluss durch zwei profilierte horizontale Gesimse. Der Mittelteil etwas höher ausgeführt, in seinem hinteren Bereich eingeschoßiger Aufbau mit nach innen gewandter Rundung mit Fensterband. Blumauergasse 4: Schloss Lamberg, linker Eingangstrakt und Schlossgalerie: Der linke Eingangstrakt entspricht in seinem architektonischen Aufbau bei längerer Ausführung grundsätzlich dem rechten Eingangstrakt, Blumauergasse 2. Im Norden anschließend in den ehemaligen Burggraben gebauter, heute als Galerie genutzter wuchtiger dreigeschoßiger barocker Speicherbau. Zugang von der Blumauergasse aus. In der dreiachsigen giebelständigen Fassade mittig eckiges Portal mit Steingewände und vergitterter Oberlichte. Darüber im dreiachsigen Giebelgeschoß eckige Speichertüre, über dieser eine querovale Belichtungsöffnung situiert. Die Fenster stabfaschengerahmt und vergittert. Gemalte Fassadengliederungen, vertikalen Elementen im Erd-, horizontale Elemente im Obergeschoß. Fassadenabschluss durch reich profiliertes geschwungenes Gesims über dem sich ein abschließender Dreiecksgiebel erhebt. Achtachsige Längsfassade im Schlossgraben. Im Erdgeschoß drei mit einer Achse in den Graben vorspringende kleine Anbauten mit Walmdächern. Dazwischen größere barock geschwungen endende Fensteröffnungen. Die Obergeschoße durch Faschen umrahmt, Pilaster zwischen den Fensterachsen. Diese durch Putzfelder optisch zusammengefasst. Querrechteckige Fensteröffnungen. Die der Steyr zugewandte Fassade weist grundsätzlich den gleichen Aufbau auf. Burgmauer in der Berggasse: Teil der ehemaligen Schlossbefestigung mit Zinnenkranz und Schießscharten, Durchgang zur Ölberggasse. Burgtor: Am Beginn der Berggasse spitzbogiges Tor der mittelalterlichen Burganlage. Über der Toröffnung neuzeitliche Malerei, die in Zusammenhang mit der Fassadenmalerei am Objekt Enge Gasse 1 zu sehen ist. Schlosspark: Ehemalige barocke Gartenanlage, ab dem 2. Viertel des 18. Jahrhunderts angelegt. An der Handel-Mazzetti-Promenade ist ein Teil der ehemaligen Schlossparkmauer in der ursprünglichen Höhe erhalten. Hohe öffnungslose Mauer mit zahlreichen Stützpfeilern. An der Blumauergasse ist die Mauer wesentlich niedriger erhalten. Im Schlosspark dem Schlosseingang gegenüber rezent versetzter, von schmiedeeisernem Gitter umgebener Gnadenstuhl aus dem Jahr 1714. Auf geschwungenem Postament mittig Relief der hl. Rosalia mit Kreuz. Darüber hoher Sockel auf dem eine toskanische Säule ansetzt die von einer Gnadenstuhldarstellung bekrönt wird. Flankiert wird die Säule von Statuen der hll. Sebastian und Rochus. Daten der Unterschutzstellungen: 10. Februar 1937 (Bibliothek); 31. Dezember 2009 | BDA-Hist.: Q2242020 Status: § 2a Stand der BDA-Liste: 2025-06-30 Name: Anlage Schloss Lamberg GstNr.: .313, .314, .315, .316, 246, .161, 1512, 221, .320, 224, 228, 227, 225, .321, 1313/5, 1313/9 Schloss Lamberg |
| ja   | Datei hochladen | Ehem. Objekt X der Waffenfabrik, sog. Gsangmühle, sog. Fahrradfabrik HERIS-ID: 113169 Objekt-ID: 131417seit 2020                                          | Blumauergasse 26 Standort KG: Steyr                           | Teil von „Die patriarchale Industriedenkmalanlage von Josef Werndl und der Österreichischen Waffenfabriksgesellschaft 1870 bis 1920/21“. Ehemaliges Objekt X der Österreichischen Waffenfabriksgesellschaft, die erhaltenen Gebäudeteile wurden ab 1890 errichtet. In diesem Fabrikskomplex wurde unter anderem das Steyrer Waffenrad produziert. Blumauergasse 26: Zweigeschoßiger hakenförmiger Bau, straßenseitiger Trakt 1897, der westlich anschließende Quertrakt 1896, der eingeschoßige flussseitige Trakt 1896 errichtet. Der Bau besitzt die für die Werndl-Industriebauten typischen segmentbogenförmigen Fenster- und Türöffnungen (20 Fensterachsen an der Blumauergasse) sowie abschließende Walmdächer. Am hakenförmigen Bau ist im Obergeschoß jeweils nur der segmentbogenförmige Sturz faschenartig betont, im Erdgeschoß sind die Faschen mit mittigem Keilstein seitlich noch etwas heruntergezogen. Noch erhalten sind die meisten bauzeitlichen Holzfenster. Das einfache kehlförmige Traufgesims ist einmal abgesetzt und durch regelmäßig gesetzte, kleine, konsolartige Elemente geziert. Im Inneren des Westtraktes sind im Erdgeschoß die bauzeitlichen kannelierten Gusseisensäulen erhalten. Ab Februar 2020 Umbau der Anlage in ein Studentenwohnheim. Blumauergasse 28: Das westlich an Blumauergasse 26 anschließende Gebäude wurde 1890 errichtet. Der Bau im Stil der Werndl-Industriebauten besitzt ein Normalgeschoß und ein niedriges Lagergeschoß darüber. Der Sturz der segmentbogigen Fenster ist durch Faschen betont. Die Fassade wird durch ein zahnschnittförmiges Traufgesims abgeschlossen. An der giebelseitigen Ostfassade rezente Garagenöffnung sowie im Obergeschoß ein breites Fenster. An der Nordfront befindet sich eine Terrasse über einem hölzernen Vorbau. an der Südfassade neuer kleiner Zubau der den Eingangsbereich aufnimmt. Das Gebäude schließt mit einem Satteldach ab. Die Unterschutzstellung bezieht sich auf die Außenerscheinung des Baues, im Inneren des Erdgeschoßes des Westtraktes auf die Gusseisensäulen sowie auf den neuzeitlichen Dachstuhl des gesamten hakenförmigen Traktes und auf den flussseitigen Trakt von 1890. Stellung unter Denkmalschutz am 18. Juni 2019 | BDA-Hist.: Q105646984 Status: Bescheid Stand der BDA-Liste: 2025-06-30 Name: Ehem. Objekt X der Waffenfabrik, sog. Gsangmühle, sog. Fahrradfabrik GstNr.: .282, .279/3 Blumauergasse 26, 28, Steyr |
| ja   | Datei hochladen | Bogenbrücke, sog. Inselbrücke, ehem. Gsangwerksbrücke HERIS-ID: 108024 Objekt-ID: 125421                                                                  | bei Blumauergasse 26 Standort KG: Steyr                       | Teil von „Die patriarchale Industriedenkmalanlage von Josef Werndl und der Österreichischen Waffenfabriksgesellschaft 1870 bis 1920/21“. 1912 von der Firma G. A. Wayss & Cie errichtete, für Fuhrwerke geeignete Eisenbetonbrücke. Von der Blumauergasse zur Fabrikinsel einen künstlich angelegten Seitenarm der Steyr überspannend. Beidseitig hohe zweifach abgestufte Betonbögen die von je sieben vertikalen Pfeilern gestützt werden. Rezentes seitliches Metallgeländer als Absturzsicherung. Vor den Bogenenden je ein kräftiges Podest mit Kartuschenfeld. Datum der Unterschutzstellung: 31. Dezember 2009 (§2a) und 18. Juni 2019 (patriarchale Denkmalanlage) | BDA-Hist.: Q37811707 Status: Bescheid Stand der BDA-Liste: 2025-06-30 Name: Bogenbrücke, sog. Inselbrücke, ehem. Gsangwerksbrücke GstNr.: 1326, 1327 Bogenbrücke, Fabrikinsel |
| ja   | Datei hochladen | Fabrikgebäude für die Waffenfabrik HERIS-ID: 113269 Objekt-ID: 131550seit 2020                                                                            | Blumauergasse 30 Standort KG: Steyr                           | Teil von „Die patriarchale Industriedenkmalanlage von Josef Werndl und der Österreichischen Waffenfabriksgesellschaft 1870 bis 1920/21“. Der letzte große Fabrikbau der Waffenfabrik im Wehrgrabengebiet vor Neuerrichtung des Werkes auf der Ennsleite 1913 wurde 1909/10 durch die Firma G.A.Wayss & Cie errichtet. Das quaderförmige, 20-achsige, dreigeschoßige Gebäude besitzt ein extrem flaches Satteldach. Südseitig sind im Erdgeschoß noch bauzeitliche Metallfenster vorhanden. Gliederung und Bauzier sind typisch für die Formensprache der Wiener Secession vom Beginn des 20. Jahrhunderts und stehen in deutlichem Widerspruch zu den zuvor errichteten Fabrikbauten im typischen Werndl-Stil. Jeweils zwei Fensterachsen sind von monumentalen Lisenen flankiert, die unter der Traufe mit vier kleinen Quadraten als Ornamente enden. Die Geschoße trennen schmale Kordongesimse, sodass eine gerasterte Oberflächenstruktur entsteht. Unterhalb der Gesimse setzen grafische Linien typisch secessionistische Akzente. Der stiltypische, flache, breite Dachvorsprung ist gefeldert und von Konsolen gestützt. Der Haupteingang liegt in der Mitte der Nordfassade. Die geschoßübergreifenden Fensteröffnungen betonen das dahinter liegende Stiegenhaus. Inneren ist die Eisenbetonkonstruktion mit ihren außergewöhnlich großen Spannweiten (6 m) bis heute zum Teil gut erkennbar. Hervorzuheben ist die bauzeitlich erhaltene Treppe mit in typischen Zeitformen gehaltenem Eisengeländer und der Fliesenboden im Flur des ersten Obergeschoßes. Die Unterschutzstellung bezieht sich auf die Außenerscheinung des Baues, im Inneren auf die Eisenbetonkonstruktion, auf das Stiegenhaus sowie den Flur im ersten Obergeschoß. Stellung unter Denkmalschutz am 18. Juni 2019 | BDA-Hist.: Q105647081 Status: Bescheid Stand der BDA-Liste: 2025-06-30 Name: Fabrikgebäude für die Waffenfabrik GstNr.: .279/1 |
| ja   | Datei hochladen | Ehem. Dampfkraftwerk für die Waffenfabrik HERIS-ID: 113170 Objekt-ID: 131418seit 2020                                                                     | Blumauergasse 34 Standort KG: Steyr                           | Teil von „Die patriarchale Industriedenkmalanlage von Josef Werndl und der Österreichischen Waffenfabriksgesellschaft 1870 bis 1920/21“. Das ehemalige Dampfkraftwerk der Waffenfabrik wurde 1906 von der Firma G.A.Wayss & Cie, der renommiertesten Firma für den Bereich der Eisen- und Eisenbetonkonstruktionen im damaligen Österreich, errichtet. Es handelt sich um einen hohen zweigeschoßigen Bau mit Satteldach und einen auf der Westseite weit vorspringenden eingeschoßigen Bau mit Flachdach. Die originale flächige Gliederung der kubischen Baukörper ist bis heute prägend. Das helle Konstruktionsgerüst hebt sich von den aus Sichtziegeln bestehenden Füllflächen ab. Die Gebäudekanten markieren breite Lisenen, teils mit, teils ohne kapitellartige Abschlüsse. Voll Spannung ist der Gegensatz zwischen dem kubischen flach gedeckten Baukörper und dem von abgestuften Giebeln an der Ost- und Westfassade gezierten, hohen, flussseitigen Bauteil. Die originalen Holzfenster sind großteils erhalten. Bemerkenswert ist auch der bauzeitliche eiserne Zaun mit Einfahrtstor. Im Inneren hat sich die Eisenbetonkonstruktion und somit die Grundstruktur des Baus gut erhalten. Die Unterschutzstellung bezieht sich auf die Außenerscheinung des Gebäudes sowie auf den bauzeitlichen Zaun, im Inneren auf die Eisenbetonkonstruktion. Stellung unter Denkmalschutz am 18. Juni 2019 | BDA-Hist.: Q105646986 Status: Bescheid Stand der BDA-Liste: 2025-06-30 Name: Ehem. Dampfkraftwerk für die Waffenfabrik GstNr.: .1363/2, .1363/1 |
| ja   | Datei hochladen | Figurenbildstock hl. Johannes Nepomuk HERIS-ID: 108023 Objekt-ID: 125420                                                                                  | Blumauergasse Standort KG: Steyr                              | Barocker Kapellenbau in der Blumauergasse, aus dem 2. Viertel des 18. Jahrhunderts stammend. Dreiseitig geschlossener rieselverputzter Bau, Gebäudekanten durch Pilaster akzentuiert. Zur Blumauergasse segmentbogige Öffnung, durch Balustrade abgeschlossen. Im Inneren farbig gefasste Figur des hl. Johannes Nepomuk, von zwei Putten flankiert. Mansarddach mit abschließendem Kreuz. Datum der Unterschutzstellung: 5. April 1978 | BDA-Hist.: Q37811697 Status: Bescheid Stand der BDA-Liste: 2025-06-30 Name: Figurenbildstock hl. Johannes Nepomuk GstNr.: .319 |
| ja   | Datei hochladen | Margaretenkapelle HERIS-ID: 110062 Objekt-ID: 127712 | Brucknerplatz 5 Standort KG: Steyr                            | Um 1430 errichtet, südlich der Stadtpfarrkirche situiert, an den Pfarrhof angebaut. Unter Josef II. 1785 profaniert, 1978 Wiedereinweihung. Hoher schlichter glatt verputzter Bau mit abschließendem Krüppelwalmdach. Leicht eingezogener Chor mit 5/8 Schluss. Schlichte Strebepfeiler am Langhaus und an den Chorecken. Am Langhaus der Kirche gegenüber zwei schmale hohe rundbogig schließende Fensteröffnungen. In der westlichen Achse der in einem spitzbogig geöffnetem Anbau situierte aus dem Jahre 1538 stammende Vorster-Epitaph. Aufwändig gestaltetes steinernes barockes Portal im Westen, darüber situiert längsovale große Belichtungsöffnung. Am Übergang zwischen Langhaus und Chor hohes sechsseitiges reich gestaltetes Türmchen aus den Jahren 1909/10. Annähernd getreue Nachbildung des ursprünglichen, möglicherweise von Hans Puchsbaum entworfenen Türmchens. Datum der Unterschutzstellung: 31. Dezember 2009 | BDA-Hist.: Q1895079 Status: § 2a Stand der BDA-Liste: 2025-06-30 Name: Margaretenkapelle GstNr.: .192 Margaretenkapelle (Steyr) |
| ja   | Datei hochladen | Anton Bruckner-Denkmal HERIS-ID: 108162 Objekt-ID: 125572                                                                                                 | vor Brucknerplatz 2 Standort KG: Steyr                        | 1898 errichtetes Denkmal, während des Zweiten Weltkrieges demontiert und im September 1945 wieder aufgestellt. Rechteckiger auf einem Sockel stehender Pfeiler. Hier in metallenen Einzelbuchstaben der Schriftzug „ANTON BRUCKNER“. Am Pfeiler die von Victor Tilgner geschaffene Oberkörperbüste Bruckners. Darunter am Sockel situiert zwei metallene Putten. Der rechte Putto mit Laute, der Linke reicht Anton Bruckner einen Lorbeerkranz. Datum der Unterschutzstellung: 31. Dezember 2009 | BDA-Hist.: Q37812221 Status: § 2a Stand der BDA-Liste: 2025-06-30 Name: Anton Bruckner-Denkmal GstNr.: 1313/7 Steyr Brucknerplatz Anton Bruckner-Denkmal |
| ja   | Datei hochladen | Musikschule HERIS-ID: 108166 Objekt-ID: 125576 | Brucknerplatz 1 Standort KG: Steyr                            | Zweigeschoßiges biedermeierliches Gebäude, errichtet in der Mitte des 19. Jahrhunderts, mit abschließendem Walmdach. Bis 2010 als Musikschule in Verwendung. Rechteckiger Baukubus, Fassade zum Brucknerplatz fünfachsig, hoher Sockelbereich. Dieser, sowie das erste Hauptgeschoß putzgequadert, vertikale Gliederung durch zarte Parapetgesimse in den beiden Hauptgeschoßen. Die Fenster mit genuteten Umrahmungen sowie geraden Verdachungen. Das Obergeschoß glatt verputzt, Betonung der Gebäudekanten durch Eckquaderung. Fassadenabschluss durch reich profiliertes Traufgesims. Die nach Westen gerichtete dreiachsige Querfassade weist den gleichen architektonischen Aufbau auf. Die nach Osten gewandte Fassade lediglich einachsig ausgeführt. Die beiden Hauptgeschoße hier glatt verputzt, mit Betonung der Gebäudekanten durch Eckquader. Die dem Stadtgraben zugewandte Fassade dreigeschoßig ausgeführt. Datum der Unterschutzstellung: 31. Dezember 2009 | BDA-Hist.: Q37812251 Status: § 2a Stand der BDA-Liste: 2025-06-30 Name: Musikschule GstNr.: .185/1 Steyr Brucknerplatz 1 |
| ja   | Datei hochladen | Pfarrhof HERIS-ID: 108168 Objekt-ID: 125578 | Brucknerplatz 4 Standort KG: Steyr                            | Stadtbildprägender mächtiger dreigeschoßiger Pfarrhof mit Doppelgiebel und Krüppelwalmdächern im Südwesten der Stadt erhöht situiert. Baubeginn 1630, von Marx Martin Spaz begonnen, vollendet 1687. Die Fassade durch schlichte aufgemalte Faschen zwischen den Geschoßen vertikal gegliedert. Betonung der Gebäudeecken durch Quader. Steinerne gerade abgeschlossene Fenstergewände mit gerade abgeschlossenen Verdachungen und profilierten Sohlbankgesimsen. Die Fenster des Erdgeschoßes mit schmiedeeisernen Wabengittern. An den Querfassaden in der Mittelachse Doppelfenster. Fassadenabschluss durch durchgehendes profiliertes Traufgesims. Süd- und Westfassade fünf-, Ostfassade sechs-, Nordfassade nur dreiachsig, hier im Osten die Margaretenkapelle angebaut. An der Nordfassade das barocke qualitätsvolles Eingangsportal. Das Portal seitlich von Säulen flankiert, rundbogig stark profilierter Abschluss. Zwischen zwei Putten Wappen mit Jahreszahl 1687. Im Giebelbereich an der Südfassade vier, an der Nordfassade zwei querovale Belichtungsöffnungen. Datum der Unterschutzstellung: 31. Dezember 2009 | BDA-Hist.: Q37812273 Status: § 2a Stand der BDA-Liste: 2025-06-30 Name: Pfarrhof GstNr.: .194 Pfarrhof Steyr |
| ja   | Datei hochladen | Stadtpfarrkirche hl. Ägydius und Koloman samt ehem. Friedhofsareal HERIS-ID: 100670 Objekt-ID: 116938                                                     | Brucknerplatz 5 Standort KG: Steyr                            | Stadtbildbeherrschender weithin sichtbarer gotischer Kirchenbau mit abschließendem mächtigen Walmdach, vom ehemaligen Friedhofsareal umgeben. Urk.1275. Heutiger Bau nach teilweise abgeänderten Plänen von Hans Puchsbaum 1443 begonnen, Verbindung zur Bauhütte St. Stephan in Wien. Weitere Bauleiter u. a. Wolfgang Tenk und ab 1513 Hans Schwedichauer. 1522 Brand und Wiederaufbau. 1876 Brand des Turmes und 1885–1889 neugotischer Turmabschluss nach Plänen von Friedrich Schmidt. Dreischiffige Hallenkirche mit fast gleich breiten Seitenschiffen. Das vierjochige Langhaus mit spitzen Stichkappentonnen (Mittelschiff) und Kreuzgewölbe (Seitenschiffe). Übergangsloser dreischiffiger dreijochiger Chor mit bemerkenswertem Netzrippengewölbe. Mittelschiff mit 5/8-Schluss, Seitenschiffe mit 3/8-Schlüssen. Erscheinungsbild der Fassaden durch hohe spitzbogige Maßwerkfenster geprägt, die im Chor deutlich schmäler ausgeführt sind. Zwischen den Fensterachsen hohe Strebepfeiler. Sechsseitiger, ca. 80 m hoher Nordturm beim Übergang zwischen Langhaus und Chor mit neugotischem Helm. Die Turmhalle als Taufkapelle genützt, sternrippengewölbt. An der nördlichen Kirchenaußenseite fünfseitige offene Vorhalle mit Doppelportal, übereckgestellter Baldachinvorbau. In den baldachinbekrönten Nischen Sandsteinfiguren um 1410, die dem Meister von Großlobming zugeschrieben werden. An der öffnungslosen Kirchenwestwand Kriegerdenkmal. Kirchenareal umgeben von ehemaliger Friedhofsmauer mit Rundbogennischen. Mächtige Substruktionsmauern mit wuchtigen Stützpfeilern die bis an den Grünmarkt reichen. 2012 Sanierung des viergeschoßigen Dachstuhls. Datum der Unterschutzstellung: 31. Dezember 2009 | BDA-Hist.: Q2327917 Status: § 2a Stand der BDA-Liste: 2025-06-30 Name: Stadtpfarrkirche hll. Ägydius und Koloman samt ehem. Friedhofsareal GstNr.: .192, .191 Stadtpfarrkirche Steyr |
| ja   | Datei hochladen | Brunnen HERIS-ID: 108163 Objekt-ID: 125573 | vor Brucknerplatz 5 Standort KG: Steyr                        | Vor der Stadtpfarrkirche situierte um 1900 errichtete neogotische oktogonale Brunnenanlage mit vertieftem Brunnenbecken. Das Brunnenbecken wird durch ein hohes aufwändig gestaltetes Schmiedeeisengitter begrenzt. Beckenmittig hohe ebenfalls oktogonal ausgeführte filialartige Steinsäule. Wasseraustritt an vier Stellen der Mittelsäule. Datum der Unterschutzstellung: 31. Dezember 2009 | BDA-Hist.: Q37812231 Status: § 2a Stand der BDA-Liste: 2025-06-30 Name: Brunnen GstNr.: 310/1 Steyr Brucknerplatz Brunnen |
| ja   | Datei hochladen | Stadtbefestigung (Gesamtanlage) Steyr samt angrenzendem Stadtplatz mit seinen Resten mittelalterlicher Vorgängerbauten HERIS-ID: 110416 Objekt-ID: 128116 | Brucknerplatz u. a. Standort KG: Steyr                        | Unter Denkmalschutz gestellt wurden einerseits noch bestehende Teile der Stadtbefestigung Steyrs als auch archäologische Fundhoffnungsgebiete. Bestehende Teile: Pfarrhofturm an der Südwestecke der Stadtbefestigung: Sechseckiger viergeschoßiger Turm mit abschließendem flachem Dach. Schießscharten in mehreren Ebenen. Turm in der Promenade, an das Cölestinerinnenkloster angebaut: Schlanker eckiger Turm mit flachem Zeltdach, eher neuzeitlicher Wasserturm als Turm der Stadtbefestigung. Stadtmauer im Süden der Stadt: Bruchsteinmauer mit Schießscharten in zwei Ebenen im Bereich Innerberger Stadel sowie anschließend an den Pfarrhofturm. Stadtmauer im Bereich Ennskai: leicht abgeschrägt, bestehend aus Konglomeratsteinen und anschließendem Leiterwulst. Direkt auf der Mauer setzten z. B. die ennskaisseitigen Fassaden von Marienkirche, Dominikanerkloster und Neutor an. Teile der Stadtmauer sind als Außenmauern von Gebäuden nicht als solche zu erkennen (z. B. Zwischenbrücken 1: Torbogen einer Stadtmaueröffnung hat sich erhalten. Ehemaliges Cölestinerinnenkloster und Kirche: Fassade Promenade). Das Objekt Zwischenbrücken 5 ist als letzter Rest des Steyrtores anzusehen. Archäologische Fundhoffnungsgebiete: Abgetragene Stadttore: Gilgentor am Brucknerplatz (1856 abgetragen), Pfarrtor in der Pfarrgasse (1844 abgetragen), Oberes Burgtor in der Berggasse (1838 abgetragen), Ennstor (1864 abgetragen) und Steyrtor (1829 abgetragen) im Bereich Zwischenbrücken. Stadtmauer am Ennskai mit Pulverturm und Bastei (1857 abgetragen). Stadtplatz mit Resten der mittelalterlichen Vorgängerbauten. Datum der Unterschutzstellung: 31. Dezember 2009 | BDA-Hist.: Q37818819 Status: § 2a Stand der BDA-Liste: 2025-06-30 Name: Stadtbefestigung (Gesamtanlage) Steyr samt angrenzendem Stadtplatz mit seinen Resten ma. Vorgä GstNr.: .55, .159, .56/1, .70, .156, .164, .72, 270, .165, 310/1, .46, .57/1, 1313/1, 1313/2, 1313/3, 1313/4, 1313/5, 1313/7, 1313/8, 1313/11, 1313/12, 1319/2, 1321/1, .163/1, .163/2, .192, .195, .194, .196, 268, 269 Stadtbefestigung Steyr |
| ja   | Datei hochladen | Arbeiterwohnhaus HERIS-ID: 104357 Objekt-ID: 121145 | Brucknerstraße 1 Standort KG: Steyr                           | Teil der zwischen 1918 und 1920 nach Plänen des Architekten Eugen Faßbender errichteten zweiten Bauphase der Arbeiterwohnanlage auf der Hohen Ennsleite. 1920 fertiggestellt. Zweigeschoßiges Mehrfamilienwohnhaus auf doppelt T-förmiger Grundfläche. Fassadengestaltung mit Anklängen an den Heimatstil. Fassade zur Brucknerstraße neunachsig, der siebenachsige Mittelteil etwas zurückversetzt. Gebäudemittig rechteckiges Portal, durch seitliche Pfeiler sowie kleines Vordach betont. Schlichte Fassadengestaltung, Fenster zum Teil mit einfachen Umrahmungen, vertikale Gliederungen durch durchgehende Kordon- und Sohlbankgesimse. Fassadenmittig zweiachsiger zweigeschoßiger Giebel, der ohne Unterbrechung in die Hauptfassade übergeht. Im Untergeschoß gerundet, im Obergeschoß mit halbkreisförmiger Belichtungsöffnung als Dreiecksgiebel ausgeführt. Die Querfassaden je zweiachsig. Gartenseitig leicht vortretender fünfachsiger Mittelrisalit mit abschließendem Dreiecksgiebel. Zur Brucknerstraße hin schließen die beiden Seitentrakte mit Krüppelwalmdächern ab. An der Ecke Brucknerstraße – Josef Wokral-Straße eingeschoßiger oktogonaler Erker mit Walmdach. Datum der Unterschutzstellung: 31. Dezember 2009 | BDA-Hist.: Q37799580 Status: § 2a Stand der BDA-Liste: 2025-06-30 Name: Arbeiterwohnhaus GstNr.: .1500 Steyr Brucknerstraße 1 |
| ja   | Datei hochladen | Arbeiterwohnhaus HERIS-ID: 104361 Objekt-ID: 121149 | Brucknerstraße 2 Standort KG: Steyr                           | Teil der zwischen 1918 und 1920 nach Plänen des Architekten Eugen Faßbender errichteten zweiten Bauphase der Arbeiterwohnanlage auf der Hohen Ennsleite. 1920 fertiggestellt. Zweigeschoßiges Mehrfamilienwohnhaus auf doppelt T-förmiger Grundfläche. Fassadengestaltung mit Anklängen an den Heimatstil. Fassade zur Brucknerstraße neunachsig, der siebenachsige Mittelteil etwas zurückversetzt. Gebäudemittig rechteckiges Portal, durch seitliche Pfeiler betont. Über dem Portal profilierter Putzkreis in bogenförmig abschließendem Feld zwischen den Pfeilern. Schlichte Fassadengestaltung. Fenster im Erdgeschoß mit einfachen ohrengefaschten Umrahmungen, im Sturzbereich konkav, im Obergeschoß dreieckig über halbkreisförmiger Ausnehmung endend. Vertikale Gliederungen durch durchgehendes Sohlbank- und Sturzgesims im Obergeschoß. Fassadenabschluss durch profiliertes Traufgesims. Fassadenmittig sechsachsige Gaupe mit drei Dreiecksgiebeln mit je einer runden Belichtungsöffnung über horizontalem Gesimse. Die südliche Querfassade vierachsig. Gartenseitig leicht vortretender fünfachsiger Mittelrisalit mit abschließendem Dreiecksgiebel. Zur Brucknerstraße hin schließen die beiden Seitentrakte mit Walmdächern ab. Datum der Unterschutzstellung: 31. Dezember 2009 | BDA-Hist.: Q37799666 Status: § 2a Stand der BDA-Liste: 2025-06-30 Name: Arbeiterwohnhaus GstNr.: .1495 Steyr Brucknerstraße 2 |
| ja   | Datei hochladen | Arbeiterwohnhaus HERIS-ID: 107855 Objekt-ID: 125220 | Brucknerstraße 3 Standort KG: Steyr                           | Teil der zwischen 1918 und 1920 nach Plänen des Architekten Eugen Faßbender errichteten zweiten Bauphase der Arbeiterwohnanlage auf der Hohen Ennsleite. 1920 fertiggestellt. Zweigeschoßiges Mehrfamilienwohnhaus auf doppelt T-förmiger Grundfläche. Stark zurückversetzt zwischen den Objekten Brucknerstraße 1 und 5 situiert. Fassadengestaltung mit Anklängen an den Heimatstil. Fassade zur Brucknerstraße neunachsig, der siebenachsige Mittelteil etwas zurückversetzt. Gebäudemittig rechteckiges Portal, durch seitliche Pfeiler sowie kleines Vordach betont. Schlichte Fassadengestaltung, Fenster zum Teil mit einfachen Umrahmungen, vertikale Gliederungen durch durchgehende Kordon- und Sohlbankgesimse. Fassadenmittig zweiachsiger zweigeschoßiger Giebel, der ohne Unterbrechung in die Hauptfassade übergeht. Im Untergeschoß gerundet, im Obergeschoß mit halbkreisförmiger Belichtungsöffnung als Dreiecksgiebel ausgeführt. Die Querfassaden je zweiachsig. Gartenseitig leicht vortretender fünfachsiger Mittelrisalit mit abschließendem Dreiecksgiebel. Zur Brucknerstraße hin schließen die beiden Seitentrakte mit Krüppelwalmdächern ab. Datum der Unterschutzstellung: 31. Dezember 2009 | BDA-Hist.: Q37811234 Status: § 2a Stand der BDA-Liste: 2025-06-30 Name: Arbeiterwohnhaus GstNr.: .1499 Steyr Brucknerstraße 3 |
| ja   | Datei hochladen | Arbeiterwohnhaus HERIS-ID: 107856 Objekt-ID: 125221 | Brucknerstraße 4 Standort KG: Steyr                           | Teil der zwischen 1918 und 1920 nach Plänen des Architekten Eugen Faßbender errichteten zweiten Bauphase der Arbeiterwohnanlage auf der Hohen Ennsleite. 1920 fertiggestellt. Zweigeschoßiges Mehrfamilienwohnhaus auf doppelt T-förmiger Grundfläche. Fassadengestaltung mit Anklängen an den Heimatstil. Fassade zur Brucknerstraße neunachsig, der siebenachsige Mittelteil etwas zurückversetzt. Gebäudemittig rechteckiges Portal, durch seitliche Pfeiler betont. Über dem Portal mit rundbogigen Elementen ausgeführter zweiteiliger Aufbau mit mittig ovalförmig freigelassenem Putzfeld. Schlichte Fassadengestaltung. Fenster im Erdgeschoß mit einfachen Umrahmungen, im Obergeschoß im Sturzbereich segmentbogenförmig endend. Kordongesims zwischen Erd- und Obergeschoß, welches sich im Bereich über den erdgeschoßigen Fenstern etwas nach unten erweitert. Kreisfömige Putzringe unter den Obergeschoßfenstern. Fassadenabschluss durch profiliertes Traufgesims. Fassadenmittig dreiachsiger Giebel, zwischen den Fensteröffnungen Pilaster. Horizontaler Abschluss durch wuchtiges Gesims. Reich profilierte Gesimse im abschließenden Dreiecksgiebel mit mittiger halbkreisförmiger Belichtungsöffnung. Die Querfassaden zwei- bzw. dreiachsig. Gartenseitig leicht vortretender fünfachsiger Mittelrisalit mit abschließendem Dreiecksgiebel. Gartenseitig hin schließen die Querdächer mit Krüppelwalmen ab. Datum der Unterschutzstellung: 31. Dezember 2009 | BDA-Hist.: Q37811243 Status: § 2a Stand der BDA-Liste: 2025-06-30 Name: Arbeiterwohnhaus GstNr.: .1496 Steyr Brucknerstraße 4 |
| ja   | Datei hochladen | Arbeiterwohnhaus HERIS-ID: 107857 Objekt-ID: 125222 | Brucknerstraße 5 Standort KG: Steyr                           | Teil der zwischen 1918 und 1920 nach Plänen des Architekten Eugen Faßbender errichteten zweiten Bauphase der Arbeiterwohnanlage auf der Hohen Ennsleite. 1920 fertiggestellt. Zweigeschoßiges Mehrfamilienwohnhaus auf doppelt T-förmiger Grundfläche. Fassadengestaltung mit Anklängen an den Heimatstil. Fassade zur Brucknerstraße neunachsig, der siebenachsige Mittelteil etwas zurückversetzt. Gebäudemittig rechteckiges Portal, durch seitliche Pfeiler sowie kleines Vordach betont. Schlichte Fassadengestaltung, Fenster zum Teil mit einfachen Umrahmungen, vertikale Gliederungen durch durchgehende Kordon- und Sohlbankgesimse. Fassadenmittig zweiachsiger zweigeschoßiger Giebel, der ohne Unterbrechung in die Hauptfassade übergeht. Im Untergeschoß gerundet, im Obergeschoß mit halbkreisförmiger Belichtungsöffnung als Dreiecksgiebel ausgeführt. Die Querfassaden je zweiachsig. Gartenseitig leicht vortretender fünfachsiger Mittelrisalit mit abschließendem Dreiecksgiebel. Zur Brucknerstraße hin schließen die beiden Seitentrakte mit Krüppelwalmdächern ab. Datum der Unterschutzstellung: 31. Dezember 2009 | BDA-Hist.: Q37811255 Status: § 2a Stand der BDA-Liste: 2025-06-30 Name: Arbeiterwohnhaus GstNr.: .1498 Steyr Brucknerstraße 5 |
| ja   | Datei hochladen | Ehemals Fabrikobjekt VI der Waffenfabrik, später Arbeiterwohnhäuser HERIS-ID: 113182 Objekt-ID: 131430seit 2020                                           | Direktionsstraße 4, Gaswerkgasse 8, 10, 12 Standort KG: Steyr | Teil von „Die patriarchale Industriedenkmalanlage von Josef Werndl und der Österreichischen Waffenfabriksgesellschaft 1870 bis 1920/21“. Das ursprüngliche Objekt VI der Waffenfabrik wurde ab 1873 an Stelle der ersten Schwimmschule für Arbeiter errichtet. Die Fabrik wurde mehrmals erweitert und umgebaut. 1920 wurde die Fabrikanlage in ein Wohnhaus für Arbeiter der Waffenfabrik umgebaut. Die ursprünglichen Baukörper wurden weitestgehend übernommen, die Fassaden und die Innenstruktur aber völlig erneuert, selbst die Fensterachsen wurden neu gesetzt. Der Trakt an der Direktionsstraße wurde um ein Geschoß erhöht. Direktionsstraße 4: Das Gebäude besitzt drei Stiegenhäuser mit zugehörigen Eingängen. Der hakenförmige, von einem Walmdach gedeckte Bau besteht aus einem dreigeschoßigen Baukörper entlang der Direktionsstraße und einem zweigeschoßigen hin zu den Häusern an der Gaswerkgasse. An der Rückseite des Gebäudeteils fügt sich ein niedriger, einen kleinen Lichthof umschließender Bau an. Die ehemalige Schmiede im Innenhof entlang des Flussufers wurde zu Waschküchen umgebaut. Die 13-achsige, dreigeschoßige Westfassade hat einen leicht akzentuierten Mittelrisalit aus drei und einen rechten Seitenrisalit aus zwei Fensterachsen. Im Seitenrisalit sitzt in der linken Achse ein Portal mit bauzeitlicher Eingangstür. Unterteilt werden die Fassadenachsen an der gesamten Fassade durch Lisenen, die nur an den Risaliten oberhalb des Gesimses fortgesetzt sind. Die Fensterachsen in den unteren beiden Geschoßen sind vertieft und oben von eingezogenen Rundbögen abgeschlossen. Eine schmale wulstförmige Rahmung markiert jeweils das Feld der Achse. An den Risaliten ist das zusätzliche Profil auch im Bogen fortgesetzt, die äußere Bogenrahmung ist wellenförmig und das Mittelornament als Vierpass ausgeführt. Das zweite Obergeschoß wird durch ein zartes Gesims von den darunterliegenden Stockwerken abgesetzt, die Risalite sind durch Lisenen und Putzfelder betont. Ein mehrteiliges Traufgesims schließt die Fassade oben ab. Die Südfassade besteht aus einem dreigeschoßigen Bereich, der noch zum Westtrakt gehört, und einem zweigeschoßigen Teil. Die Gliederung der Westfassade setzt sich an der gesamten Südfassade fort. Auch an der fensterlosen Nordfassade des Traktes wurde die Gliederung der Westfassade als Blenddekor weitergeführt. Die Ostfassade zeigt bis zum geschoßübergreifenden und in die Dachzone hineinragenden polygonalen Treppenturm diesen Fassadendekor. Die restlichen Hoffassaden sind durch breite geritzte Bänder strukturiert. Im Inneren befinden sich in allen Bereichen gerade zweiläufige Treppen mit Richtungswechsel. An zahlreichen Stellen finden sich noch bauzeitliche Wohnungstüren beziehungsweise die ursprünglichen Toiletteneinbauten am Gang sowie die metallenen Dachbodentüren. Die ursprünglichen Dachstühle sind ebenfalls erhalten. Gaswerkgasse 8: Fünfachsiges dreigeschoßiges Gebäude mit flachem Satteldach, 1920/21 Umbau des Fabrikgebäudes in ein Arbeiterwohnhaus. Die Gliederung der Fassade entspricht grundsätzlich jener von Direktionsstraße 4, ist jedoch etwas dekorativer gestaltet (die Rahmung der Fensterachsen ist verdoppelt, die Kanten verschliffen und weicher, Oval im Rundbogen, zusätzliche dekorative Felder). In der Mittelachse sitzt das Eingangsportal, welches jenem von Direktionsstraße 4 entspricht. Die Ostfassade wurde als einfache Giebelfassade ausgeführt. Erhalten ist auch die ursprüngliche Umfriedung aus gemauerten Stehern und einem Holzlattenzaun. Die direkt auf der Kanaleinfassung aufsitzende uferseitige Nordfassade weist sieben Fensterachsen auf. Die Fassade erhält ihre Gliederung im Wesentlichen durch scharf eingeschnittene, nur zum Teil durch Faschen gerahmte Fenster. Nur die Mittelachse ist durch die Stiegenhausfenster, den Rahmendekor und einem die Achse betonenden Giebel unterhalb des Gebälks hervorgehoben. Im Inneren gelangt man von einem zentralen Gang jeweils zu einer geraden zweiläufigen Treppe mit Richtungswechsel. Vorhanden sind noch die Steinstufen, die metallene Dachbodentüre und der Dachstuhl. Gaswerkgasse 10: Fünfachsiges dreigeschoßiges Gebäude mit flachem Satteldach, 1920/21 Umbau des Fabrikgebäudes in ein Arbeiterwohnhaus. Die Fassadengestaltung ist reicher als bei Gaswerkgasse 8 und 12 ausgeführt. Die Gliederung der Fassade und die vertieften Fensterachsen erstrecken sich über alle drei Geschoße. Genutete Pilaster bilden die Rahmung, innerhalb der Fassadenfläche trennen hinterlegte Lisenen die Fensterachsen. Die unteren beiden Fensterachsen sind hingegen einfacher ausgeführt (einfache eingezogene Rundbögen ohne Dekor), die Fenster im zweiten Obergeschoß sind dagegen von dekorativem Schabrackendekor aus Stuck unterhalb der Sohlbänke geziert. Das aufwendige Portal weist Lisenen mit Kanneluren auf. Die siebenachsige Nordfassade schließt seitlich mit einer Quaderung ab. Ansonsten ist die Fassade gleich Gaswerkgasse 8 ausgeführt, auch im Inneren gelten dieselben Merkmale wie bei Gaswerkgasse 8. Zu Gaswerkgasse 10 gehören auch die Bauten für „Abstellabteile“ und die Waschküchen. Die beiden eingeschoßigen Baukörper sind über einem haken- bzw. S-förmigen Grundriss errichtet, wobei die Waschküchenbereiche höher sind als die Abteile und auch etwas vortreten. Jedes Abteil hat ein markantes rundbogiges Eingangstor, die bauzeitlichen Türen sind großteils erhalten. Gaswerkgasse 12: Gebäudeform und Fassadengestaltung gleich ausgeführt wie Gaswerkgasse 8. Die schmale Westfassade zeigt hingegen z.T. noch die Fassade der ursprünglichen Fabrik. Der Dreiecksgiebel har mit seinem Aufsatz noch die typische Gestalt der Fabrikfassade, zu der auch die hohen segmentbogigen Fenster mit ihrer versprossten Einfachverglasung gehören. Die Putzstruktur passt zu den Fassaden von 1920/21 mit dem hohen Blendbogen in der Mitte und den vertieften Feldern unterhalb der Fenster. Die unteren beiden Stockwerke wurden in späterer Zeit mit einer Mauer verblendet. Die Unterschutzstellung bezieht sich auf die Außenerscheinung ohne rezenten Zubau samt Umfriedung, Abstellabteilen und Waschküchen, im Inneren auf die Erschließungsbereiche, Treppenhäuser und auf die Dachstuhlkonstruktion. Stellung unter Denkmalschutz am 18. Juni 2019 | BDA-Hist.: Q105647013 Status: Bescheid Stand der BDA-Liste: 2025-06-30 Name: Ehemals Fabrikobjekt VI der Waffenfabrik, später Arbeiterwohnhäuser GstNr.: .977/1, .977/2, .977/3, .977/4 Ehemals Fabrikobjekt VI der Waffenfabrik, Steyr |
| ja   | Datei hochladen | Anlage der ehem. Beamtenwohnhäuser der Österreichische Waffenfabriksgesellschaft HERIS-ID: 259851seit 2025                                                | Dukartstraße 5, u. a. Standort KG: Steyr                      | | BDA-Hist.: Q135167658 Status: Bescheid Stand der BDA-Liste: 2025-06-30 Name: Anlage der ehem. Beamtenwohnhäuser der Österreichische Waffenfabriksgesellschaft GstNr.: .1457/1, .1147/11, .1148/1, .1458/1, .1458/2, 111/1 Anlage der ehem. Beamtenwohnhäuser der Österreichische Waffenfabriksgesellschaft |
| ja   | Datei hochladen | Ehem. Beamtenwohnhaus HERIS-ID: 258888seit 2025 | Dukartstraße 5 Standort KG: Steyr                             | | BDA-Hist.: Q135167733 Status: Bescheid Stand der BDA-Liste: 2025-06-30 Name: Ehem. Beamtenwohnhaus GstNr.: .1148/1 |
| ja   | Datei hochladen | Ehem. Beamtenwohnhaus HERIS-ID: 107911seit 2025 | Dukartstraße 7-9 Standort KG: Steyr                           | | BDA-Hist.: Q135167734 Status: Bescheid Stand der BDA-Liste: 2025-06-30 Name: Ehem. Beamtenwohnhaus GstNr.: .1458/1, .1458/2, 111/1 |
| ja   | Datei hochladen | Ehem. Beamtenwohnhaus/ehem. Direktionsgebäude mit Tormauer und Freifläche des Innenhofes HERIS-ID: 107946seit 2025                                        | Hessenplatz 3 Standort KG: Steyr                              | | BDA-Hist.: Q131177116 Status: Bescheid Stand der BDA-Liste: 2025-06-30 Name: Ehem. Beamtenwohnhaus/ehem. Direktionsgebäude mit Tormauer und Freifläche des Innenhofes GstNr.: .1147/11 Hessenplatz 3 (Steyr) |
| ja   | Datei hochladen | Ehem. Beamtenwohnhaus mit Tormauer HERIS-ID: 107947seit 2025                                                                                              | Hessenplatz 4 Standort KG: Steyr                              | | BDA-Hist.: Q131177016 Status: Bescheid Stand der BDA-Liste: 2025-06-30 Name: Ehem. Beamtenwohnhaus mit Tormauer GstNr.: .1457/1 Hessenplatz 4 (Steyr) |
| ja   | Datei hochladen | Bürgerhaus, Eckhaus HERIS-ID: 38569 Objekt-ID: 38152 | Enge Gasse 1 Standort KG: Steyr                               | Löwenapotheke, großes drei-, am Ennskai und Zwischenbrucken viergeschoßiges Eckhaus über unregelmäßigem Grundriss, im Kern vom Anfang des 16. Jahrhunderts stammend, mit abschließendem Walmdach. Einheitliche spätbarocke Fassade um 1770. Kräftig vorspringende Fensterbekrönungen, zarter ornamentaler Zierrat ober- und unterhalb der Fenster. Fassade Ennskai vierachsig, Zwischenbrucken sechsachsig mit Gebäuderücksprung, Enge Gasse zweiachsig. Die dreiachsige Abschrägung zwischen den Fassaden Enge Gasse und Zwischenbrucken wird von einem zweiachsigen zweigeschoßigen Erker, ruhend auf profilierten Kragsteinen, akzentuiert. In diesem Haus wurde am 25. Dezember 1800 der Waffenstillstand zwischen Österreich und Frankreich unterzeichnet. Datum der Unterschutzstellung: 17. März 1958 | BDA-Hist.: Q1796994 Status: Bescheid Stand der BDA-Liste: 2025-06-30 Name: Bürgerhaus, Eckhaus GstNr.: .1 Löwenapotheke (Steyr) |
| ja   | Datei hochladen | Bürgerhaus HERIS-ID: 38570 Objekt-ID: 38153 | Enge Gasse 3 Standort KG: Steyr                               | Bürgerhausanlage bestehend aus Vorder-, Hinterhaus und Lichthof auf schmaler langgestreckter Parzelle. Fassade Enge Gasse traufständig, viergeschoßig, zweiachsig, in der 2. Hälfte des 19. Jahrhunderts in historistischen Formen erneuert. Die erdgeschoßige hölzerne Schaufensterverkleidung aus dem 3. Viertel des 19. Jahrhunderts. Die Obergeschoße vorkragend, ruhend auf mit Konsolen versehenen Segmentbogenunterzügen. Die Fenster der Obergeschoße weisen geohrte Umrahmungen auf, jene des ersten und zweiten Obergeschoßes zusätzlich mit geraden Verdachungen versehen, die Fenster des zweiten Obergeschoßes mit Sohlbankgesimsen mit ausgesparten Parapetfeldern. Zwischen den Geschoßen zart profilierte Horizontalgesimse. Fassadenabschluss durch reich profiliertes Traufgesims. Im ersten Obergeschoß seitlich Spionfenster. Fassade Ennskai traufständig, zweiachsig, fünfgeschoßig. Im Erdgeschoß links rechteckiges Sandsteinportal mit Oberlichte, rechts wellenrautenvergittertes Fenster. Die vorkragenden Obergeschoße ruhen mit zwei Segmentbogenunterzügen auf drei Steinpfeilern. Obergeschoße faschengerahmt. Die ersten beiden Obergeschoße mit steinernen Fenstergewänden mit Sohlbänken. Die Fenster des ersten Obergeschoßes mit Rautensteckgittern. Das abschließende Geschoß mit zwei kleinen rechteckigen Öffnungen. Datum der Unterschutzstellung: 15. März 1990 | BDA-Hist.: Q37982134 Status: Bescheid Stand der BDA-Liste: 2025-06-30 Name: Bürgerhaus GstNr.: .2 Enge Gasse 3 (Steyr) |
| ja   | Datei hochladen | Gasthaus Zum Andreas Hofer HERIS-ID: 38572 Objekt-ID: 38155                                                                                               | Enge Gasse 5 Standort KG: Steyr                               | Bürgerhausanlage mit kleinem Innenhof, im Kern aus spätgotischer Zeit stammend. Fassade Enge Gasse: Dreigeschoßig, dreiachsig. Erdgeschoß mit spätgotisch profilierten Rundbogenportal. Obergeschoße vorkragend, auf profilierten Kragsteinen ruhend. Fassade der Obergeschoße barock aus dem 2. Viertel des 18. Jahrhunderts. Vertikale Gliederung durch Pilaster. Die Fenster des ersten Obergeschoßes mit mehrfach gebrochener Verdachung. Reicher Bandlwerkstuck über und unter den Fenstern. Kräftiges Kranzgesimse. Attikageschoß mit drei geigenkastenförmigen Öffnungen. Fassade Ennskai: Schlicht, viergeschoßig, dreiachsig. Die Obergeschoße mit Rieselputz, Obergeschoßfenster faschengerahmt. Datum der Unterschutzstellung: 30. April 1971 | BDA-Hist.: Q37982155 Status: Bescheid Stand der BDA-Liste: 2025-06-30 Name: Gasthaus Zum Andreas Hofer GstNr.: .3 Enge Gasse 5 (Steyr) |
| ja   | Datei hochladen | Bürgerhaus HERIS-ID: 38573 Objekt-ID: 38156 | Enge Gasse 6 Standort KG: Steyr                               | Bürgerhaus, Fassade Enge Gasse viergeschoßig, dreiachsig mit geradem Fassadenabschluss. Obergeschoße vorkragend ruhend auf profilierten Pfeilern. Reiche manieristische Fassadenmalerei aus der 1. Hälfte des 17. Jahrhunderts. Zu sehen sind u. a. weibliche Figuren z. T. mit Lanzen oder Ähren, Fabeltiere wie Adler und Lindwurm, Türkenmasken, groteske Ornamente, Darstellung der Tugenden Glaube, Gerechtigkeit und Liebe zwischen erstem und zweitem Obergeschoß, Beständigkeit, Tapferkeit und Hoffnung zwischen zweitem und drittem Obergeschoß. Gebäudekanten durch Quadermalerei betont. Fassade Berggasse dreigeschoßig, Erdgeschoß mit Segmentbogentür, erstes Obergeschoß mit zwei Fensteröffnungen, rechtes Fenster mit Sgraffito-Umrahmung und Steingewände. Die fünf Öffnungen des zweiten Obergeschoßes ebenfalls mit spätgotischen Steingewänden. An den Hauskanten sgraffitierte Quaderungen. Datum der Unterschutzstellung: 7. November 1972 | BDA-Hist.: Q37982166 Status: Bescheid Stand der BDA-Liste: 2025-06-30 Name: Bürgerhaus GstNr.: .152 |
| ja   | Datei hochladen | Bürgerhaus HERIS-ID: 44301 Objekt-ID: 45078 | Enge Gasse 7 Standort KG: Steyr                               | Bürgerhausanlage bestehend aus Vorder-, Hinterhaus und kleinem Lichthof, im Kern aus dem 16. Jahrhundert stammend. Fassade Enge Gasse dreigeschoßig, traufständig, vierachsig, mit erneuertem Erdgeschoß. Die Obergeschoße vorkragend, ruhend auf drei Segmentbogenunterzügen die auf profilierten Konsolen ansetzen. Fassadengestaltung aus dem frühen 17. Jahrhundert mit nachträglich angebrachten Faschen. Die Fenster der beiden Obergeschoße mit einfachen Steingewänden mit geohrten Umrahmungen. Abschließend dreiachsige faschengegliederte Vorschussmauer, die beiden seitlichen Achsen als Blindfenster ausgeführt. Fenster mit genuteten Umrahmungen. Giebelständige, viergeschoßige, dreiachsige, schlichte glattverputzte Fassade zum Ennskai. Im Erdgeschoß links rechteckige Tür mit schlichtem Steingewände. Die Fenster der Obergeschoße mit genuteten Steingewänden, profilierten Sohlbänken sowie steinernen geraden Verdachungen. Die Fensteröffnungen des ersten Obergeschoßes vergittert. Einachsiges Giebelgeschoß. Datum der Unterschutzstellung: 17. Mai 1990 | BDA-Hist.: Q38007923 Status: Bescheid Stand der BDA-Liste: 2025-06-30 Name: Bürgerhaus GstNr.: .4 |
| ja   | Datei hochladen | Bürgerhaus HERIS-ID: 38574 Objekt-ID: 38157 | Enge Gasse 9 Standort KG: Steyr                               | Im Kern barockes Bürgerhaus, bestehend aus Vorder- und Hinterhaus, auf langgestreckter Parzelle. Fassade Enge Gasse dreigeschoßig, vierachsig in Rokokoformen ausgeführt. Die rechte Achse zurückversetzt und wesentlich schlichter. Hier im Erdgeschoß eine rundbogig genutete Öffnung. Im Erdgeschoß links steinernes Kragsturzportal mit geschwungener Oberlichtöffnung. Rechts davon zwei segmentbogige genutete Öffnungen. Reich profiliertes Kordongesims. Die Fenster der faschengerahmten Obergeschoße weisen geohrte Umrahmungen und plattenbesetzte Parapete auf. Geschwungene, mehrfach verkröpfte Verdachungen über den rocaillebesetzten Sturzfeldern im ersten Obergeschoß. Mittig Fresko Marienkrönung aus der 2. Hälfte des 18. Jahrhunderts. Verkröpfte Dreieckgiebelverdachungen mit mittigen Triglyphen im zweiten Obergeschoß. Darüberliegende Querovale schließen an das vorkragende Gesims an, an welches die Attikamauer ansetzt. Fassade Ennskai traufständig zweiachsig, sechsgeschoßig mit schlichter rieselverputzter Fassade aus dem 20. Jahrhundert. Zwischen drittem und viertem, bzw. fünftem Geschoß die in Putz ausgeführten Schriftzüge „Bestattungsanstalt“ und „Blumenhaus Stigler“. Datum der Unterschutzstellung: 15. März 1990 | BDA-Hist.: Q37982175 Status: Bescheid Stand der BDA-Liste: 2025-06-30 Name: Bürgerhaus GstNr.: .5 |
| ja   | Datei hochladen | Bürgerhaus HERIS-ID: 38575 Objekt-ID: 38158 | Enge Gasse 11 Standort KG: Steyr                              | Bürgerhausanlage bestehend aus Vorder-, Hinterhaus und kleinem Innenhof, im Kern aus dem 17. Jahrhundert stammend. Viergeschoßiges vierachsiges Vorderhaus mit geradem Fassadenabschluss. Erdgeschoß erneuert. Die beiden Hauptgeschoße mit reichem Sgraffitodekor: Fensterumrahmungen, Vertikalbänder und Horizontalbänder, z. T. mit fischleibigen Einhörnern. Attikageschoß schlicht, die beiden seitlichen Fenster vermauert. Viergeschoßige dreiachsige Fassade am Ennskai, gesamte Fassade mit Sgraffito versehen. Erdgeschoß mit spätgotisch profilierten Rundbogenportal, Sgraffitoquaderung. Obergeschoße mit Fensterumrahmungen, Vertikalquaderbänder zwischen den Fensterachsen, an den Gebäudekanten und Pilaster. Dreiachsiges Giebelgeschoß mit mittiger gerahmter Speichertüröffnung und Sgraffitoquaderung. Datum der Unterschutzstellung: 4. Mai 1971 | BDA-Hist.: Q37982185 Status: Bescheid Stand der BDA-Liste: 2025-06-30 Name: Bürgerhaus GstNr.: .8 |
| ja   | Datei hochladen | Bürgerhaus HERIS-ID: 38576 Objekt-ID: 38159 | Enge Gasse 13 Standort KG: Steyr                              | Bürgerhausanlage bestehend aus Vorder-, Hinterhaus und Arkadenhof. Viergeschoßiges dreiachsiges Vorderhaus mit geradem Fassadenabschluss im Kern aus dem 16. Jahrhundert stammend. Obergeschoße leicht vorkragend, ruhend auf profilierten Kragsteinen. Barocke Fassade der Obergeschoße aus der 2. Hälfte des 18. Jahrhunderts. Über den Fenstern der ersten beiden Obergeschoße mehrfach gebrochene Überdachungen. Vertikale Betonung der Fensterachsen durch einfachen Stuck. Seitliche Lisenen. Innenhof: Im ersten und zweiten Obergeschoß an zwei Hofseiten Arkaden. Fassade Ennskai: Wuchtige viergeschoßige fünfachsige Doppelgiebelfassade. Fassade zur Gänze ab erstem Obergeschoß mit Sgraffitos versehen (Umrahmung der Fenster, Horizontalbänder z. T. mit Säulchen, floralen Mustern, Fabeltieren, Betonung der Gebäudekanten durch Quaderung). Datum der Unterschutzstellung: 23. Juni 1971 | BDA-Hist.: Q37982195 Status: Bescheid Stand der BDA-Liste: 2025-06-30 Name: Bürgerhaus GstNr.: .9 |
| ja   | Datei hochladen | Bürgerhaus, Moserhaus HERIS-ID: 44307 Objekt-ID: 45084 | Enge Gasse 14 Standort KG: Steyr                              | Mächtiges traufständiges viergeschoßiges, im Kern spätgotisches Bürgerhaus, mit fünf unregelmäßigen Achsen. Im großteils erneuerten und von einem vorkragenden Kordongesims abgeschlossenem Erdgeschoß mittig situierte schmiedeeiserne Oberlichte mit rahmenden Fruchtwulst und bekrönenden Putto in Medaillon auf Füllhorn aus der Zeit um 1912. In den darüberliegenden faschengerahmten Obergeschoßen in den ersten beiden Geschoßen reichgestaltete spätgotische Fenstergewände mit Sohlbänken, das mittige Fenster des ersten Obergeschoßes mit steinernem Fensterkreuz. Als Bekrönungen über den Fenstern historisierende Voluten mit mittigen Keilsteinen. Im dritten Obergeschoß Fenster mit geohrten Umrahmungen und mittigem Keilstein. Fassadenabschluss durch profiliertes Traufgesims. Im Lichthof Steinpfeiler mit Konsole und steinernes Rundbogenportal und mehrere Schmiedeeisengitter. Vom Denkmalschutz ausgenommen sind das Innere des zweiten und dritten Obergeschoßes. Diese Bereiche mussten nach schweren Beschädigungen im Zweiten Weltkrieg neu aufgebaut werden. Datum der Unterschutzstellung: 17. Mai 1990 | BDA-Hist.: Q38007974 Status: Bescheid Stand der BDA-Liste: 2025-06-30 Name: Bürgerhaus, Moserhaus GstNr.: .148 |
| ja   | Datei hochladen | Bürgerhaus HERIS-ID: 38577 Objekt-ID: 38160 | Enge Gasse 15 Standort KG: Steyr                              | Bürgerhausanlage bestehend aus Vorder-, Hinterhaus und Arkadenhof, entstanden aus zwei ursprünglich gotischen Gebäuden. Dreigeschoßiges sechsachsiges traufständiges Vorderhaus. Die Obergeschoße der südlichen Haushälfte vorkragend, auf profilierten Kragsteinen ruhend. Die Steingewände der Fenster des zweiten Obergeschoßes gotisch profiliert. Barocke Fassade, nach 1750 entstanden, Parapete mit Bandlwerkstuck, Fensterüberdachungen mit figuralen Medaillons. Innenhof mit Pfeilerarkaden aus dem 16. Jahrhundert an zwei Seiten. Viergeschoßiges fünfachsiges traufständiges ennskaiseitiges Hinterhaus mit schlichter Fassadierung und mittigem Rundbogentor. Datum der Unterschutzstellung: 30. März 1957 | BDA-Hist.: Q37982215 Status: Bescheid Stand der BDA-Liste: 2025-06-30 Name: Bürgerhaus GstNr.: .10 |
| ja   | Datei hochladen | Bürgerhaus HERIS-ID: 38578 Objekt-ID: 38161 | Enge Gasse 16 Standort KG: Steyr                              | Für Steyr ungewöhnlich langgestreckter Bau mit großem Innenhof, im Kern aus dem 16. Jahrhundert stammend. Dreigeschoßiger unregelmäßiger neun- bzw. zehnachsiger Trakt in der Engen Gasse. In der dritten Achse von links künstlerisch wertvolles steinernes Renaissance-Rundbogenrustikalportal um 1600. Erstes Obergeschoß bis auf die letzte Fensterachse (in diesem Bereich springt erst das zweite Obergeschoß vor) vorkragend, ruhend auf spätgotisch profilierten Kragsteinen. Fassadengestaltung der Obergeschoße vom Ende des 18. Jahrhunderts. Ungegliederte Rieselputzfassade, die Fenster sind von einfachen Stuckzierfeldern mit Zopfmotiven gerahmt. Im Innenhof an drei Seiten Pfeilerarkaden. In der mehrfach geknickten ansteigenden Ölberggasse zwei- bzw. eingeschoßiger Trakt bei gleicher Traufhöhe, schlichte Fassade, beide Trakte mit je vier Achsen. Datum der Unterschutzstellung: 29. März 1973 | BDA-Hist.: Q37982227 Status: Bescheid Stand der BDA-Liste: 2025-06-30 Name: Bürgerhaus GstNr.: .147 |
| ja   | Datei hochladen | Bürgerhaus HERIS-ID: 38579 Objekt-ID: 38162 | Enge Gasse 17 Standort KG: Steyr                              | Im Kern spätgotische Bürgerhausanlage bestehend aus Vorder-, Hinterhaus und Innenhof. Fassade Enge Gasse fünfachsig und dreigeschoßig. Im Erdgeschoß befindet sich mittig ein steinernes abgefastes Rundbogenportal. Die beiden Auslagen neuzeitlich. Sgraffitodekorationen aus der 1. Hälfte des 17. Jahrhunderts. Betonung der Gebäudekanten durch Eckquader mit halbkreisförmig abgerundeten Binnenfeldern. Die steinernen Fenstergewände der Obergeschoße, im ersten Obergeschoß besonders reich profiliert, von geometrisch besetzten Architekturrahmungen umgeben. Im zweiten Obergeschoß mehrere gebauchte Baluster, die vegetabil gefüllt sind. Horizontales Band zwischen den Obergeschoßen sowie in Form eines „Laufenden Hund“-Frieses zur Vorschussmauer. Diese erhebt sich über einen profilierten Gesims und besitzt drei Fensteröffnungen. Innenhof mit genuteten Fensteröffnungen, Erdgeschoß mit eisenvergittertem Rotmarmorgewände und steinernem abgefasten Rechteckportal mit eisenvergitterter Oberlichte. Fassade Ennskai traufständig viergeschoßig, das zweite Obergeschoß fünf-, sonst vierachsig. Schlichte Fassadengestaltung aus der 2. Hälfte des 18. Jahrhunderts, Fenster mit genuteten Umrahmungen. Im Erdgeschoß drei segmentbogige Einfahrtstore, z. T. mit mittigen Keilsteinen und Kämpfern. Datum der Unterschutzstellung: 15. März 1990 | BDA-Hist.: Q37982238 Status: Bescheid Stand der BDA-Liste: 2025-06-30 Name: Bürgerhaus GstNr.: .13 |
| ja   | Datei hochladen | Bürgerhaus HERIS-ID: 38580 Objekt-ID: 38163 | Enge Gasse 18 Standort KG: Steyr                              | Viergeschoßiges Bürgerhaus, im Kern aus dem 16. Jahrhundert stammend. Spätbarocke vierachsige Fassade aus dem 2. Viertel des 17. Jahrhunderts. Die Obergeschoße vorkragend, auf Kragsteinen und Pfeilern ruhend. Die beiden Hauptgeschoße mit reichen barocken Fensterverdachungen. Unter diesen zeittypische Stuckornamente. Zwischen dritter und vierter Achse des ersten Obergeschoßes ein mit „1727“ datiertes Bild mit reichem Stuckrahmen. Schlichtes abschließendes dreiachsiges Geschoß. Fassade zum Durchgang und zur Ölberggasse rezent mit unpassenden großformatigen Fensteröffnungen. Datum der Unterschutzstellung: 19. April 1960 | BDA-Hist.: Q37982249 Status: Bescheid Stand der BDA-Liste: 2025-06-30 Name: Bürgerhaus GstNr.: .144 |
| ja   | Datei hochladen | Bürgerhaus, ehem. Gasthaus Zum goldenen Horn/Zum Posthorn HERIS-ID: 46361 Objekt-ID: 48254                                                                | Enge Gasse 20 Standort KG: Steyr                              | Bürgerhausanlage bestehend aus Vorder-, Hinterhaus und Arkadenhof, im Kern aus dem 16./17. Jahrhundert stammend. Fassade Enge Gasse fünfachsig, dreigeschoßig, mit abschließender Vorschussmauer. Das rieselverputzte Erdgeschoß neuzeitlich verändert, mittig breites renaissancezeitliches Rundbogenportal, aus Steinquadern mit Kämpferkapitellen und Keilstein gefügt. Das erste Obergeschoß vorkragend, ruhend auf Segmentbogenunterzügen die auf abgefasten spätgotischen Konsolsteinen und Wandpfeilern ansetzen. Fassade der Obergeschoße rieselverputzt, Gliederung durch Eck- und Kordonfaschen, aus dem 19. Jahrhundert stammend. Die Fenster weisen genutete Umrahmungen auf. In der Vorschussmauer drei Dachluken mit hölzernen Jalousienläden. Fassadenabschluss durch reich profiliertes Gesims. Kleiner Innenhof, rechts mit zweijochigen Arkaden. Im ersten Obergeschoß fünfeckige Pfeiler. Zweigeschoßige Fassade zur Ölberggasse mit Blendmauer mit seitlichen hochovalen Lucken und Blindfenstern. Erdgeschoß fünf-, erstes Obergeschoß vierachsig. Rechts in der Breite von zwei Achsen in die Gasse vorspringend. Eingang durch schlichtes eckiges Steinportal. Fassadengliederung durch Eckfaschen, die Fenster mit genuteten Umrahmungen. Datum der Unterschutzstellung: 21. Juli 1995 | BDA-Hist.: Q38020841 Status: Bescheid Stand der BDA-Liste: 2025-06-30 Name: Bürgerhaus, ehem. Gasthaus Zum goldenen Horn/Zum Posthorn GstNr.: .141 |
| ja   | Datei hochladen | Bürgerhaus HERIS-ID: 38581 Objekt-ID: 38164 | Enge Gasse 22 Standort KG: Steyr                              | Bürgerhausanlage, im Kern aus der Spätgotik stammend, bestehend aus Vorder-, Hinterhaus und Lichthof. Fassade Enge Gasse 3. Viertel des 19. Jahrhunderts. in historistischen Formen, viergeschoßig, dreiachsig, traufständig. Über dem erneuerten Erdgeschoß ein 1927 geschaffener Sgraffitofries mit Szenen aus der Arbeit des Hutmachers nach einer Vorlage aus 1692 aus farbigem Zement. Nach oben hin abgeschlossen durch einen auf Konsolen sitzenden Segmentbogenfries. Die profilierten Fensterumrahmungen des ersten Obergeschoßes weisen in den Sturzfeldern Fruchtgirlanden und Konsolen auf die ein durchlaufendes Gesims tragen. Die Fenster des zweiten Obergeschoßes setzen an einem konsolbesetzten Sohlbankgesims an, haben profilierte Umrahmungen, plattenbesetzte Sturzfelder und gerade Verdachungen. Die Fenster des dritten Obergeschoßes mit geohrten Umrahmungen mit mittigem Keilstein, darüber faschengegliederte Vorschussmauer. Innenhof mit Arkaden an zwei gegenüberliegenden Seiten. Rechts zweigeschoßiger, zweiachsiger Trakt mit Mittelsäule, Kragsturzportal mit trapezförmiger, eisenvergitterter Oberlichte. Links zweiachsiger, auf Segmentbogenunterzügen ruhender Laufgang mit Mittelsäule. Zweigeschoßige faschengerahmte dreiachsige Spitzgiebelfront mit genuteten Fensterumrahmungen zur Ölberggasse. Datum der Unterschutzstellung: 15. März 1990 | BDA-Hist.: Q37982259 Status: Bescheid Stand der BDA-Liste: 2025-06-30 Name: Bürgerhaus GstNr.: .140 Enge Gasse 22 (Steyr) |
| ja   | Datei hochladen | Bürgerhaus HERIS-ID: 38582 Objekt-ID: 38165 | Enge Gasse 24 Standort KG: Steyr                              | Bürgerhausanlage bestehend aus einem im Kern spätgotischen Vorder-, einem erneuerten Hinterhaus sowie einem Innenhof. Fassade Enge Gasse traufständig, viergeschoßig, sechsachsig. Das Erdgeschoß mit drei rund- und zwei segmentbogigen Öffnungen erneuert. Die Fenster des ersten Obergeschoßes mit spätgotischen Steingewänden mit Sohlbänken. Die beiden Hauptgeschoße mit reichem Sgraffitodekor aus dem 17. Jahrhundert versehen. Die Binnenfelder der Eckquaderung halbkreisförmig abgerundet. Zwischen Erd- und erstem Obergeschoß befindet sich ein Horizontalband mit geflügelten Fabeltieren. Die Fenster sind von geometrisch besetzten Architekturrahmen umgeben. Zwischen den Fenstern des ersten Obergeschoßes befinden sich sgraffierte toskanische Säulen, zwischen jenen des zweiten Obergeschoßes vertikale Felder mit Diamantquadern. Die Putzfläche zwischen den beiden Hauptgeschoßen nimmt ein sgraffierter Bogenfries ein. Reich profiliertes Gesims über dem zweiten Obergeschoß. Das dritte Obergeschoß faschengerahmt, die Fenster mit genuteten Umrahmungen. Im Innenhof links steinernes Rechteckportal. Datum der Unterschutzstellung: 15. März 1990 | BDA-Hist.: Q37982269 Status: Bescheid Stand der BDA-Liste: 2025-06-30 Name: Bürgerhaus GstNr.: .139 |
| ja   | Datei hochladen | Bürgerhaus HERIS-ID: 40495 Objekt-ID: 40436 | Enge Gasse 25 Standort KG: Steyr                              | Die Unterschutzstellung bezieht sich lediglich auf das Hinterhaus und den Hofflügel der ehemaligen Bürgerhausanlage. Das Vorderhaus wurde im Zweiten Weltkrieg vollständig zerstört und durch einen Neubau ersetzt. Dreigeschoßiges giebelständiges Hinterhaus, im Kern aus dem 16. Jahrhundert stammend, mit schlichter Fassadengestaltung. Im Erdgeschoß rechts spätgotisches Kragsturzportal mit eisenvergitterter Oberlichte und aufgedoppeltem Holztor. Links neuzeitliche eckige Öffnung. Erstes Obergeschoß dreiachsig, die Fenster mit genuteten Steingewänden. Die beiden Fensteröffnungen des zweiten Obergeschoßes neuzeitlich vergrößert. Zweigeschoßiger Giebelbereich, das untere zwei-, das obere Geschoß einachsig. Datum der Unterschutzstellung: 9. April 1990 | BDA-Hist.: Q37994773 Status: Bescheid Stand der BDA-Liste: 2025-06-30 Name: Bürgerhaus GstNr.: .20 |
| ja   | Datei hochladen | Bürgerhaus HERIS-ID: 38583 Objekt-ID: 38166 | Enge Gasse 27 Standort KG: Steyr                              | Bürgerhausanlage bestehend aus Vorder-, Hinterhaus und Innenhof, im Kern aus dem 16. Jahrhundert stammend. Dreiachsiges viergeschoßiges Vorderhaus. Erdgeschoß mit gotischem Steinportal. Obergeschoße vorkragend, ruhend auf vier profilierten gotischen Kragsteinen. Barocke Fassadengestaltung der Obergeschoße aus der 2. Hälfte des 18. Jahrhunderts. Gebäudekanten durch eine Ortsteinquaderung betont. Über den Fenstern der beiden ersten Obergeschoße mehrfach gebrochene Fensterüberdachungen. Unterhalb der Fenster flach stuckierte Lambrequins. Im ersten Stock des Hofes offener Arkadengang. Dreigeschoßiges zweiachsiges Hinterhaus mit einachsigem Giebelgeschoß und abschließendem Krüppelwalmdach am Ennskai. Schlichte Fassadengestaltung, gotisches Steinportal mit Oberlichte. Datum der Unterschutzstellung: 2. Juli 1971 | BDA-Hist.: Q37982280 Status: Bescheid Stand der BDA-Liste: 2025-06-30 Name: Bürgerhaus GstNr.: .21 |
| ja   | Datei hochladen | Bürgerhaus HERIS-ID: 38584 Objekt-ID: 38167 | Enge Gasse 29 Standort KG: Steyr                              | Bürgerhausanlage auf schmaler langer Parzelle, zwei Innenhöfe einschließend, im Kern aus dem 16. Jahrhundert stammend. Dreigeschoßiges zweiachsiges Vorderhaus, erstes Obergeschoß vorkragend, auf gotischen Kragsteinen ruhend. Fassade der Obergeschoße vom Ende des 18. Jahrhunderts stammend. Zwischen den Fenstern des ersten Obergeschoßes Darstellung der Maria Immaculata von Rokokostuckrahmen umgeben. Schlichte Putzfelder oberhalb der Fenster des zweiten Obergeschoßes. Einachsiges Giebelgeschoß, profilierter Dreiecksgiebel und seitliche Voluten. Schlichte fünfgeschoßige dreiachsige Fassade am Ennskai mit geradem Fassadenabschluss. Fenster des ersten und zweiten Obergeschoßes mit spätgotisch profilierten Steingewänden. Datum der Unterschutzstellung: 5. Juli 1971 | BDA-Hist.: Q37982289 Status: Bescheid Stand der BDA-Liste: 2025-06-30 Name: Bürgerhaus GstNr.: .22/1, .22/2 |
| ja   | Datei hochladen | Bürgerhaus HERIS-ID: 38585 Objekt-ID: 38168 | Enge Gasse 31 Standort KG: Steyr                              | Bürgerhausanlage bestehend aus Vorder-, Hinterhaus und Arkadenhof. Viergeschoßiges fünfachsiges, im Kern aus der 1. Hälfte des 16. Jahrhunderts stammendes Vorderhaus. Erdgeschoßöffnungen mit spätgotisch profilierten Steingewänden. Erstes und zweites Obergeschoß vorkragend, auf profilierten Kragsteinen ruhend. Unter den Fenstern des ersten Obergeschoßes durchgehendes steinernes spätgotisches Maßwerkband. Alle Fenster mit spätgotischen Steingewänden. Gebäudekanten durch Eckquaderungen betont. Abschließendes schlichtes dreiachsiges Geschoß vom Anfang des 17. Jahrhunderts. Länglicher Innenhof mit spätgotischen Arkaden an zwei Seiten. Mächtige qualitativ hochwertige Fassade am Ennskai, viergeschoßig, fünfachsig. Hohes Erdgeschoß mit mittig situiertem abgefasten Rundbogenportal mit Oberlichte. Mittelachse durch einachsigen dreigeschoßigen Erker, auf profilierten Steinpfeilern ruhend, betont. Unter dem Fenster des ersten Obergeschoßes Abfolge von sieben Wappenfeldern. Fenster des ersten und zweiten Obergeschoßes mit profilierten spätgotischen Steingewänden, im ersten Obergeschoß mit Steinkreuz. In diesen beiden Erkergeschoßen Renaissance-Sgraffito Quaderfelder. Die restlichen Fenster des ersten Obergeschoßes spätgotisch profiliert. Insgesamt drei vermauerte kleine spätgotische Fensteröffnungen in den beiden Obergeschoßen. Abschließendes Geschoß mit geschlossenen Fensterläden. Datum der Unterschutzstellung: 7. Juli 1958 | BDA-Hist.: Q37982299 Status: Bescheid Stand der BDA-Liste: 2025-06-30 Name: Bürgerhaus GstNr.: .25 |
| ja   | Datei hochladen | Bürgerhaus HERIS-ID: 38586 Objekt-ID: 38169 | Enge Gasse 33 Standort KG: Steyr                              | Bürgerhausanlage bestehend aus Vorder-, Hinterhaus und Innenhof. Viergeschoßiges, in der Engen Gasse dreiachsiges, zum Stadtplatz bzw. zur Unteren Kaigasse siebenachsiges, im Kern aus der 1. Hälfte des 17. Jahrhunderts stammende Anlage, mit stadtplatzprägendem charakteristischen runden Eckturm, der auf einem Rundpfeiler des Erdgeschoßes im ersten Obergeschoß ansetzt und mit einem Kegeldach abschließt. Barocke Fassade aus dem 3. Viertel des 18. Jahrhunderts. Die Fenster der beiden Hauptgeschoße und des Eckturmes weisen mehrfach gebrochene Fensterüberdachungen auf. Die Fensterachsen durch reichen Bandlwerkstuck vertikal zusammengefasst. Viergeschoßiges dreiachsiges Hinterhaus mit Walmdach. Die Gebäudekanten durch zwei verschiedene Arten von gemalten Eckquadern akzentuiert, neuzeitlich, mit „1529“ bezeichnet. Datum der Unterschutzstellung: 4. Mai 1971 | BDA-Hist.: Q37982312 Status: Bescheid Stand der BDA-Liste: 2025-06-30 Name: Bürgerhaus GstNr.: .29/2, .29/1 |
| ja   | Datei hochladen | Fußgängerbrücke, Waffenfabriksteg HERIS-ID: 108025 Objekt-ID: 125422                                                                                      | Fabrikinsel 1 Standort KG: Steyr                              | Teil von „Die patriarchale Industriedenkmalanlage von Josef Werndl und der Österreichischen Waffenfabriksgesellschaft 1870 bis 1920/21“. 1912 durch die Firma G. A. Wayss & Cie. errichtete Fußgängerbrücke über die Steyr, die eine Verbindung von der auf einer Insel gelegenen Wohnsiedlung Esynfeld zur Fabrikinsel herstellt. Lange schmale Brücke im Stil des Secessionismus mit mittigem wuchtigen abgerundet historistisch wirkend ausgeführten Pfeiler. Die Brüstungen des Steges sind von je acht querrechteckigen Öffnungen durchbrochen, in denen sich einfache secessionistische Gitter befinden. Die Eisenbetonbrüstungen sind innen und außen durch vertiefte rechteckige Felder geziert, die Enden und die Mitte der Geländer sind baulich jeweils durch niedrige Pfeiler akzentuiert. Datum der Unterschutzstellung: 31. Dezember 2009 (§ 2a) und 18. Juni 2019 (patriarchale Denkmalanlage) | BDA-Hist.: Q37811721 Status: Bescheid Stand der BDA-Liste: 2025-06-30 Name: Fußgängerbrücke, Waffenfabriksteg GstNr.: 1326, 1325/3, 1398/1 Waffenfabrikssteg |
| ja   | Datei hochladen | Ehem. Gsangfabrik HERIS-ID: 40496 Objekt-ID: 40437 | Fabrikinsel 1, 2 Standort KG: Steyr                           | 1868 errichtetes Fabriksgebäude der Steyrer Waffenfabrik (ehemaliges Objekt IX), ursprüngliche Fassadengestaltung nicht erhalten, mit 1912 angebauter Kraftstation. Monumentales dreigeschoßiges Hauptgebäude mit 30:5 Achsen. Rundbogenfenster im Erdgeschoß sowie in den Obergeschoßen der drei flussseitigen Risalite. Die übrigen Fenster mit segmentbogigen Abschluss. Einfach gestaltete Rückfront ohne Mauervorsprünge mit Rundbogenfenstern. Zugang durch drei abgefaste Rundbogenportale. Das im Osten anschließende zweigeschoßige schmälere Nebengebäude mit mittigem steinernem Rundbogenportal weist im Erd- rundbogige, im Obergeschoß segmentbogige Fensteröffnungen auf und ist mit dem Hauptgebäude durch einen dreigeschoßigen einachsigen Stiegenhaustrakt verbunden. Die im Westen angebaute Kraftstation besteht aus einem faschengerahmten pyramidendachgedeckten Turm und einem dahinterliegenden rechteckigen faschengerahmten Gebäude mit profiliertem, gekehrtem Gesims und quadratischen Aufsätzen an den Ecken. Aufschrift „Kraftstation II der Österreichischen Waffenfabriks-Gesellschaft“. Datum der Unterschutzstellung: 16. Mai 1990 | BDA-Hist.: Q37994788 Status: Bescheid Stand der BDA-Liste: 2025-06-30 Name: Ehem. Gsangfabrik GstNr.: .286 Steyr Fabrikinsel 1, 2 |
| ja   | Datei hochladen | Bürgerhaus, ehem. Gerberhaus HERIS-ID: 44816 Objekt-ID: 45682                                                                                             | Fabrikstraße 3, 3a Standort KG: Steyr                         | Monumentaler Baukomplex, in mehreren Etappen ab dem 16. Jahrhundert entstanden. Im frühen 19. Jahrhundert einheitliche klassizistische Fassadengestaltung. Ehemaliges Ledererhaus. Langgestreckter geknickter zweigeschoßiger neunachsiger Trakt an der Fabrikstraße. Putzquaderung, eine Achse springt risalitartig vor. Hauptportal mit Korbbogensteingewände und geradem Gebälk. Darüber ältere Darstellung hl. Vitus. Hofseitig sowie die im Westen und Osten Richtung Wehrgraben vorspringenden Trakte bei gleicher Traufhöhe dreigeschoßig, hier Putzquaderung nur im Erdgeschoß, Obergeschoße glatt verputzt mit Betonung der Gebäudekanten durch Putzquader. Kurzer Westtrakt dreiachsig, vierachsiger Osttrakt bis zum Wehrgrabenkanal, mit zweiachsiger Querfassade. Mitteltrakt mit auf Pfeilerarkaden ruhendem Verbindungsgang im ersten Obergeschoß. Die beiden Seitentrakte mit Mansarddächern, Mitteltrakt mit Satteldach. Alle Dächer mit ungemein langen Schleppgaupen. Im Westen straßenseitig ein ein-, hofseitig zweigeschoßiger langgestreckter Anbau mit Satteldach aus dem 17. oder 18. Jahrhundert. Datum der Unterschutzstellung: 13. März 1986 (Ensemble Steyrdorf) Anmerkung: Fabrikstraße 3a: siehe Fehlerliste. | BDA-Hist.: Q38011011 Status: Bescheid Stand der BDA-Liste: 2025-06-30 Name: Bürgerhaus, ehem. Gerberhaus GstNr.: .450, .451 |
| ja   | Datei hochladen | Bürgerhaus, Wohn- und Handwerkerhaus HERIS-ID: 44817 Objekt-ID: 45683                                                                                     | Fabrikstraße 7 Standort KG: Steyr                             | Wohnhaus über L-förmigen Grundriss, im Kern aus dem 16. Jahrhundert stammend, Trakt zum Wehrgraben aus dem 17. Jahrhundert. Straßenseitig ein-, hofseitig zweigeschoßig, mit hohen steilen Satteldächern abschließend. Fassade Fabrikstraße mit horizontalen renaissancezeitlichen Sgraffitobändern, z. T. spätgotisch profilierte Steinfenstergewände. Mehrfach profiliertes Traufgesimse, Zugang durch hochrechteckiges schlichtes Portal. Wehrgrabenseitig 5 zu 3 zu 2 Achsen. Schlichte Fassadengestaltung, Wände durch Putzfaschen gegliedert. Erdgeschoßräume gewölbt. Datum der Unterschutzstellung: 13. März 1986 (Ensemble Steyrdorf) | BDA-Hist.: Q38011022 Status: Bescheid Stand der BDA-Liste: 2025-06-30 Name: Bürgerhaus, Wohn- und Handwerkerhaus GstNr.: .452/1 |
| ja   | Datei hochladen | Bürgerhaus, Wohn- und Handwerkerhaus HERIS-ID: 44818 Objekt-ID: 45684                                                                                     | Fabrikstraße 8 Standort KG: Steyr                             | Wohnhaus mit dreigeschoßigem traufständigem Straßentrakt und hakenförmig anschließendem auf einer Terrasse stehenden zweigeschoßigen Hoftrakt. Im Kern aus dem 16. Jahrhundert stammend, spätbiedermeierliche Fassadengestaltung Mitte des 19. Jahrhunderts. Straßenseitige Fassade sechsachsig, Giebelfassade zweiachsig. Erdgeschoß schuppengebändert, rundbogige Fenster- bzw. Türöffnung im westlichen Gebäudebereich. Rechteckportal mit Oberlichte. Erdgeschoß durch Sohlbankgesimse mit Rauten unter den Fenstern von den Obergeschoßen getrennt. Vertikale Gliederung der Obergeschoße durch genutete Lisenen. Abschließendes profiliertes Dachgesimse. Zweiachsiges Giebelgeschoß. Datum der Unterschutzstellung: 13. März 1986 (Ensemble Steyrdorf) | BDA-Hist.: Q38011033 Status: Bescheid Stand der BDA-Liste: 2025-06-30 Name: Bürgerhaus, Wohn- und Handwerkerhaus GstNr.: .460 |
| ja   | Datei hochladen | Bürgerhaus, Wohnhaus HERIS-ID: 44819 Objekt-ID: 45685 | Fabrikstraße 9 Standort KG: Steyr                             | Schmales längsrechteckiges zweigeschoßiges Haus, zur Straße traufseitig, zum Wehrgraben mit tief vorspringenden Mittelteil. Errichtet Mitte des 19. Jahrhunderts, 1871 aufgestockt, 1882 Errichtung des vorspringenden Anbaues. Fassade Fabrikstraße im Erdgeschoß mit sechs unregelmäßigen Öffnungen, die drei Türöffnungen mit Steingewänden. Achtachsiges Obergeschoß mit sieben gleichgestalteten großen Fensteröffnungen mit zart profilierten Fensterüberdachungen. Reich profiliertes Traufgesimse. Der wehrgrabenseitige zweiachsige vorspringende Mittelteil mit Holzschnitzereien im Firstbereich und Putzfaschen als Fassadenrahmen. Datum der Unterschutzstellung: 13. März 1986 (Ensemble Steyrdorf) | BDA-Hist.: Q38011045 Status: Bescheid Stand der BDA-Liste: 2025-06-30 Name: Bürgerhaus, Wohnhaus GstNr.: .452/2 |
| ja   | Datei hochladen | Bürgerhaus, Wohn- und Handwerkerhaus HERIS-ID: 44820 Objekt-ID: 45686                                                                                     | Fabrikstraße 10 Standort KG: Steyr                            | Zweigeschoßiges traufständiges, dem gekrümmten Straßenverlauf folgendes Wohn- und Handwerkerhaus mit Satteldach, im Kern aus der 1. Hälfte des 16. Jahrhunderts stammend. Fassade 1954 erneuert. Unregelmäßige Fensteranordnung, sechs Fenster im Erd-, sieben Fenster im Obergeschoß. Zugang durch rechteckige Tür mit Steingewände. Putzfassade mit einfachen Fensterfaschen. Gliederung der Fassade durch horizontale Fasche zwischen den Geschoßen, sowie durch vertikale Faschen an den Gebäudekanten und durch eine in etwa gebäudemittig situierte Fasche. Westliche Giebelwand mit Resten der spätbiedermeierlichen Fassade und Datierung „1842“ erhalten. An der Westseite eingeschoßiger Portalanbau mit Korbbogenportal mit Steingewände aus dem 18. Jahrhundert. Datum der Unterschutzstellung: 13. März 1986 (Ensemble Steyrdorf) | BDA-Hist.: Q38011056 Status: Bescheid Stand der BDA-Liste: 2025-06-30 Name: Bürgerhaus, Wohn- und Handwerkerhaus GstNr.: .459/1 |
| ja   | Datei hochladen | Bürgerhaus, Wohnhaus HERIS-ID: 44821 Objekt-ID: 45687 | Fabrikstraße 11 Standort KG: Steyr                            | Baukomplex bestehend aus einem von zwei Häusern unterschiedlicher Tiefe und Firsthöhe gebildeten zweigeschoßigen Straßentrakt und einem bis an den Wehrgrabenkanal reichenden eingeschoßigen ehemaligen Gewerbetrakt. Im Kern aus dem 16. Jahrhundert stammend. Leicht geknickte Straßenfront, fünfachsig mit unregelmäßiger Achsaufteilung. Portalgewände und das östliche Fenstergewände des Erdgeschoßes abgefast (16. Jahrhundert). Hier auch ein Sichtfenster, welches die ursprüngliche Renaissance Sgraffito Fassadengestaltung zeigt, ausgespart. Fassadengestaltung 1842: Schlichte Putzfassade mit Ecklisenen, breitem Kordongesimsband, Putzfaschenrahmung der Obergeschoßfenster. Östliche Giebelwand ein- bzw. zweiachsig mit Speichertüröffnung im Giebelgeschoß. Hoffassade mit bassgeigenförmig geschweiftem Blendfeld mit Votivdarstellung. Datum der Unterschutzstellung: 13. März 1986 (Ensemble Steyrdorf) | BDA-Hist.: Q38011068 Status: Bescheid Stand der BDA-Liste: 2025-06-30 Name: Bürgerhaus, Wohnhaus GstNr.: .453 |
| ja   | Datei hochladen | Bürgerhaus, Wohn- und Handwerkerhaus HERIS-ID: 44822 Objekt-ID: 45688                                                                                     | Fabrikstraße 12 Standort KG: Steyr                            | Kleines zweigeschoßiges dreiachsiges traufständiges Wohn- und Handwerkerhaus, im Kern aus dem 17. Jahrhundert stammend. Fassadengestaltung aus dem 19. Jahrhundert. Die Geschoße durch Putzbänder gerahmt und getrennt. Die eckige Eingangstür in der östlichen Achse ist mit einem einfachen Holzgewände ausgestattet. Abschließendes ziegelgedecktes Satteldach. Datum der Unterschutzstellung: 13. März 1986 (Ensemble Steyrdorf) | BDA-Hist.: Q38011079 Status: Bescheid Stand der BDA-Liste: 2025-06-30 Name: Bürgerhaus, Wohn- und Handwerkerhaus GstNr.: .459/2 |
| ja   | Datei hochladen | Bürgerhaus, Gerberhaus HERIS-ID: 44823 Objekt-ID: 45689                                                                                                   | Fabrikstraße 13 Standort KG: Steyr                            | Direkt am Wehrgrabenkanal gelegenes freistehendes zweieinhalbgeschoßiges Wohn- und Handwerkerhaus, im Kern aus dem 16./17. Jahrhundert stammend. 1907 Aufstockung, ehemalige Weißgerberei. Schlichte Fassadengestaltung durch geschoßtrennende sowie die Gebäudekanten betonende Putzbänder. An der Giebelfassade bezeichnet „Ren. 1907“. Drei Achsen an der Längs- und zwei Achsen an der Giebelfassade. Giebelgeschoß mit mittiger Fensteröffnung, seitlich je eine runde Belichtungsöffnung situiert. Abschließendes blechgedecktes Krüppelwalmdach. Datum der Unterschutzstellung: 13. März 1986 (Ensemble Steyrdorf) | BDA-Hist.: Q38011091 Status: Bescheid Stand der BDA-Liste: 2025-06-30 Name: Bürgerhaus, Gerberhaus GstNr.: .454 |
| ja   | Datei hochladen | Bürgerhaus, Handwerkerhaus HERIS-ID: 44869 Objekt-ID: 45761                                                                                               | Fabrikstraße 14 Standort KG: Steyr                            | Freistehendes zweigeschoßiges sechsachsiges traufständiges Gebäude über annähernd rechteckigem Grundriss, im Kern aus dem 16. Jahrhundert stammend. Spätklassizistische Fassade. Über dem einfachen Steinportal in der dritten Achse, dessen Eisentür Rautenmotive und Blattornamentik aus der Zeit um 1850 aufweist, heute leeres gerahmtes Inschriftenfeld. Erdgeschoß genutet, zwischen den beiden Geschoßen einfach profiliertes Gurtgesims. Glatt verputztes Obergeschoß, durch Putzstreifen gerahmt, abschließendes profiliertes Dachgesims. Die Umrahmung der Fenster ist aufwendiger ausgeführt, Sohlbänke mit Konsolen, Parapetfelder mit Platten. Abschließendes Satteldach. Datum der Unterschutzstellung: 13. März 1986 (Ensemble Steyrdorf) | BDA-Hist.: Q38011482 Status: Bescheid Stand der BDA-Liste: 2025-06-30 Name: Bürgerhaus, Handwerkerhaus GstNr.: .458 |
| ja   | Datei hochladen | Maschinenhaus HERIS-ID: 44870 Objekt-ID: 45764 | Fabrikstraße 15 Standort KG: Steyr                            | 1867 errichtetes, 1873 und 1888 aufgestocktes ehemaliges Maschinenhaus der Steyrer Waffenfabrik. Kubischer zweigeschoßiger Bau direkt am Wehrgrabenkanal situiert im flachen Dach. Geknickte Fassade am Wehrgrabenkanal mit drei Achsen im Westen und zwei Achsen im Osten. Erdgeschoß mit einer Reihe von rundbogigen großen Fensteröffnungen, quadratische Obergeschoßfenster mit einfachen Sohlbänken. Straßenseitig vierachsig, im Osten Freitreppe zur Terrasse situiert. Im Osten zweiachsiger eingeschoßiger Anbau mit rundbogigen Fensteröffnungen als letzter Rest des 1933 abgebrochenen ehemaligen „Objektes II“ der Steyrer Waffenfabrik. Datum der Unterschutzstellung: 13. März 1986 (Ensemble Steyrdorf) | BDA-Hist.: Q38011491 Status: Bescheid Stand der BDA-Liste: 2025-06-30 Name: Maschinenhaus GstNr.: .455/1 |
| ja   | Datei hochladen | Bürgerhaus, Handwerkerhaus HERIS-ID: 44871 Objekt-ID: 45766                                                                                               | Fabrikstraße 16 Standort KG: Steyr                            | Repräsentativ spätklassizistisch fassadiertes traufständiges zweigeschoßiges Wohn- und Handwerkerhaus mit seitlichem Treppenaufgang, im Kern aus dem 16. Jahrhundert stammend. Nach Stadtbrand 1842 stark erneuert. Achsgliederung der Fassade: 1 zu 3 zu 1. Erdgeschoß genutet, die beiden rundbogigen Seitenfenster höher als die drei Öffnungen des etwas nach hinten versetzten Mittelteiles situiert. Über den ebenfalls rundbogigen Öffnungen des Mittelteiles zart profiliertes gerahmtes, heute leeres Inschriftenfeld. Reich profiliertes Gurt- und Kranzgesimse. Im Mittelteil des glatt verputzten Obergeschoßes halbkreisförmig geschlossenes Triforienfenster. Die seitlichen Fenster ohne besondere Rahmung. Die Seitenfassaden des Gebäudes schlicht ausgeführt. Datum der Unterschutzstellung: 13. März 1986 (Ensemble Steyrdorf) | BDA-Hist.: Q38011501 Status: Bescheid Stand der BDA-Liste: 2025-06-30 Name: Bürgerhaus, Handwerkerhaus GstNr.: .457 |
| ja   | Datei hochladen | Bürgerhaus, Handwerkerhaus HERIS-ID: 44872 Objekt-ID: 45767                                                                                               | Fabrikstraße 17 Standort KG: Steyr                            | Kleines, am Wehrgrabenkanal gelegenes zweigeschoßiges Gebäude mit charakteristischem Mansarddach, erbaut 1881. Dachgeschoßausbau im Jahr 1931. Nach Osten gerichtete dreiachsige Giebelfassade, im Erdgeschoß mit mittig situierter eckiger Türöffnung, abschließend zweiachsiges Giebelgeschoß. Die zur Fabrikstraße und zum Wehrgrabenkanal gerichteten Traufseiten jeweils zweiachsig. In der Fabrikstraße weist die östliche Achse zwei Blindfenster auf, die westliche Achse nimmt im Erdgeschoß eine Türöffnung auf. Schlichte historistische Fassadengestaltung von 1881 mit Ecklisenen, profiliertem Kordongesimse und Fensterumrahmungen, im Erdgeschoß mit Keilstein, im Obergeschoß mit Parapet- und Sturzfeldern sowie gerader Verdachung. Datum der Unterschutzstellung: 13. März 1986 (Ensemble Steyrdorf) | BDA-Hist.: Q38011511 Status: Bescheid Stand der BDA-Liste: 2025-06-30 Name: Bürgerhaus, Handwerkerhaus GstNr.: .947 |
| ja   | Datei hochladen | Wohnhaus HERIS-ID: 107814 Objekt-ID: 125177 | Fabrikstraße 18 Standort KG: Steyr                            | Dreigeschoßiges u-förmiges traufständiges Wohn- und Handwerkerhaus mit unregelmäßiger Achsaufteilung, im Kern aus dem Spätmittelalter stammend. Im Osten zweiachsiger zweigeschoßiger Anbau mit Speichertüre im Giebelbereich und abschließendem Satteldach. Im Erdgeschoßbereich lediglich zwei Rechteckportale, das linke Portal mit genutetem Steingewände. Sehr schlichte Fassadengestaltung, sämtliche Fenster mit genuteten Umrahmungen. Fassadenabschluss durch profiliertes Traufgesims. Im Osten anschließend geschoßhohe Terrassenmauer mit rechteckiger Türöffnung. Datum der Unterschutzstellung: 24. April 1996 (Ensemble Steyrdorf) | BDA-Hist.: Q37811108 Status: Bescheid Stand der BDA-Liste: 2025-06-30 Name: Wohnhaus GstNr.: .456 |
| ja   | Datei hochladen | Bürgerhaus, Handwerkerhaus HERIS-ID: 44873 Objekt-ID: 45768                                                                                               | Fabrikstraße 19 Standort KG: Steyr                            | Straßenseitig zwei-, wehrgrabenkanalseitig dreigeschoßiges freistehendes Haus mit Satteldach, im Kern aus dem 16. Jahrhundert stammend, im 18. Jahrhundert aufgestockt. Längsfassaden vierachsig, die nach Osten gerichtete Querfassade mit zweigeschoßigem Giebelbereich, unteres Geschoß zweiachsig, Obergeschoß mit einer mittig situierten kleinen Belichtungsöffnung. Schlichte Fassadengestaltung: Horizontale Putzbänder zwischen den Geschoßen, die Gebäudeecken werden durch vertikale Putzbänder betont. Fenster von einfach profilierten Faschen umgeben. An der straßenseitigen Fassade abgefastes Steinportal mit Oberlichte, in der Mitte des Obergeschoßes Metallbild Marienkrönung mit Schabrackenverdachung, 18. Jahrhundert. Datum der Unterschutzstellung: 13. März 1986 (Ensemble Steyrdorf) | BDA-Hist.: Q38011520 Status: Bescheid Stand der BDA-Liste: 2025-06-30 Name: Bürgerhaus, Handwerkerhaus GstNr.: .948 |
| ja   | Datei hochladen | Fabriksgebäude HERIS-ID: 44874 Objekt-ID: 45769 | Fabrikstraße 20 Standort KG: Steyr                            | Monumentales viergeschoßiges ehemaliges Fabriksgebäude, im Kern aus dem 16./17. Jahrhundert stammend, 1867 umgebaut, 1873 und 1888 als Objekt II der Steyrer Waffenfabriksgesellschaft erweitert. Fassade Fabrikstraße neun-, Fassade Frauenstiege dreiachsig. Einheitliche Fassadierung im Fabriksstil der 1860er Jahre. Die beiden unteren und die beiden oberen Geschoße jeweils gleichförmig ausgeführt, getrennt durch zwei dünne Zahnschnittgesimse. Fassadenabschluss durch dicht gereihte Konsolenabfolge. Über den Erdgeschoßfenstern halbkreisförmige Gesimsbandstücke, über den Fenstern des ersten Obergeschoßes stichbogige Gesimsbandstücke konsolartig nach unten erweitert. Stichbogige Gesimsstücke über den Fenstern der beiden abschließenden Geschoße. Die dritte und sechste Achse der beiden mittleren Geschoße als Doppelfenster ausgeführt, das letzte Geschoß mit mehreren Doppelfenstern. Datum der Unterschutzstellung: 13. März 1986 (Ensemble Steyrdorf) | BDA-Hist.: Q38011528 Status: Bescheid Stand der BDA-Liste: 2025-06-30 Name: Fabriksgebäude GstNr.: .455/2 |
| ja   | Datei hochladen | Bürgerhaus, Handwerkerhaus HERIS-ID: 44875 Objekt-ID: 45770                                                                                               | Fabrikstraße 22 Standort KG: Steyr                            | An den Berghang gebautes, im Kern aus dem 16. Jahrhundert stammendes, traufständiges optisch zweigeschoßig wirkendes Wohn- und Handwerkerhaus über hohem fensterlosen Sockel- bzw. Kellergeschoß, in dem sich lediglich eine eckig ausgeführte Hauseingangstür befindet. Sechsachsiger Straßentrakt, wobei der östliche zweiachsige, im 17. oder 18. Jahrhundert errichtete Teil, leicht in den Straßenraum vorspringt. Schlichte Putzfassade, Horizontalfasche zwischen Sockel- und Obergeschoß sowie Betonung der Gebäudekanten durch vertikale Faschen. Abschließend profiliertes Traufgesimse. Im Westen schließt ein eingeschoßiger Hoftrakt an. Datum der Unterschutzstellung: 13. März 1986 (Ensemble Steyrdorf) | BDA-Hist.: Q35858601 Status: Bescheid Stand der BDA-Liste: 2025-06-30 Name: Bürgerhaus, Handwerkerhaus GstNr.: .946 |
| ja   | Datei hochladen | Bürgerhaus, Wohn- und Handwerkerhaus HERIS-ID: 44876 Objekt-ID: 45771                                                                                     | Fabrikstraße 24 Standort KG: Steyr                            | Stattliches mit der Giebelseite zur Straße gerichtetes Wohn- und Handwerkerhaus, im Kern aus dem 16. Jahrhundert stammend. Straßenseitig drei-, gartenseitig zweigeschoßig. Straßenseitig Erdgeschoß fünfachsig, über der eckigen Hauseingangstüre vergitterte Oberlichte. Die beiden Obergeschoße je vierachsig, zweigeschoßiger Giebel mit zwei bzw. einer Fensteröffnung. Schlichte Fassadengestaltung wohl aus dem 18. Jahrhundert mit zum Teil erhaltenen rahmenden und geschoßtrennenden Putzbändern. Die Fensteröffnungen ohne Umrahmung ausgeführt. Gartenseitiger Anbau aus dem 17. Jahrhundert. Datum der Unterschutzstellung: 13. März 1986 (Ensemble Steyrdorf) | BDA-Hist.: Q38011548 Status: Bescheid Stand der BDA-Liste: 2025-06-30 Name: Bürgerhaus, Wohn- und Handwerkerhaus GstNr.: .949 |
| ja   | Datei hochladen | Bürgerhaus, Baukomplex für Handwerker HERIS-ID: 44877 Objekt-ID: 45772                                                                                    | Fabrikstraße 26 Standort KG: Steyr                            | Baukomplex bestehend aus dreigeschoßigem traufständigen Wohntrakt sowie einem westlich anschließenden zweigeschoßigen Gewerbetrakt mit tiefem seitlichen Flügel am Weg zur Bruderhauskirche. Innenhof. Das sechsachsige Hauptgebäude im Kern aus dem 16. Jahrhundert stammend. Anlässlich der letzten Restaurierung Freilegung der ursprünglichen renaissancezeitlichen Sgraffito-Dekoration. Akzentuierung der Obergeschoßfenster durch aufwendige Umrahmung, die Umrahmung der Erdgeschoßfenster nur in ihrem oberen Bereich erhalten, da durch Veränderung der Lage der Fenster die Sgraffitdekoration zerstört wurde. Betonung der ursprünglichen Gebäudekanten durch Eckquader, abschließendes horizontales Sgraffitoband. In der zweiten westlichen Achse des Obergeschoßes Umrahmung eines ehemaligen Votivbildes. Unter dieser Sgraffitofassade befindet sich noch eine ältere, mit „15..“ bezeichnete Fassadenschicht. Datierung im Bereich oberhalb des dritten Obergeschoßfensters sichtbar. Erweiterung nach Osten um eine Achse und Aufstockung des Gebäudes zu einem späteren Zeitpunkt. Schlichter zweigeschoßiger traufständiger vierachsiger Gewerbetrakt im Westen, der 1926 aufgestockt wurde, Fassadengestaltung aus dieser Zeit. Datum der Unterschutzstellung: 13. März 1986 (Ensemble Steyrdorf) | BDA-Hist.: Q38011559 Status: Bescheid Stand der BDA-Liste: 2025-06-30 Name: Bürgerhaus, Baukomplex für Handwerker GstNr.: .950 Fabrikstraße 26 (Steyr) |
| ja   | Datei hochladen | Teil eines Fabriksgebäudes HERIS-ID: 44878 Objekt-ID: 45773                                                                                               | Fabrikstraße 27 Standort KG: Steyr                            | Ehemaliges 1867 von Josef Werndl an der 2. Zeugstätte direkt am Wehrgrabenkanal errichtetes Fabriksgebäude der Steyrer Waffenfabrik, diente der Produktion von Gewehren. Nur mehr zur Hälfte erhalten, bestehend aus zweigeschoßigem höheren ehemaligen Stiegenhaus mit abschließendem flachen Zeltdach. Reiche Fassadengliederung mit Rund- und Segmentbogenüberdachungen der Fenster. Lisenengliederung in Rohziegeltechnik, aufwendig ausgeführtes Traufgesimse mit dicht gereihter Konsolenabfolge. Im Osten angebaut zweigeschoßiger dreiachsiger etwas niedriger Trakt, schlichtere Fassadengestaltung mit rund- bzw. segmentbogigen Fensterüberdachungen. Im Westen fabrikstraßenseitig zweiachsiger zweigeschoßiger Rest des hier abgebrochenen Fabriktraktes, der wehrgrabenseitig neu errichtet im Westen mit einer Terrasse abschließt. Datum der Unterschutzstellung: 13. März 1986 (Ensemble Steyrdorf) | BDA-Hist.: Q38011568 Status: Bescheid Stand der BDA-Liste: 2025-06-30 Name: Teil eines Fabriksgebäudes GstNr.: .965 Jochermühle |
| ja   | Datei hochladen | Bürgerhaus, Wohn- u. Handwerkerhaus HERIS-ID: 44879 Objekt-ID: 45774                                                                                      | Fabrikstraße 28 Standort KG: Steyr                            | Zweigeschoßiges ehemaliges Wohn- und Handwerkerhaus mit abschließendem Krüppelwalmdach, im Kern aus dem 16. Jahrhundert stammend. Giebel zur Straße gewandt. Der östliche Gebäudeteil in den beiden Hauptgeschoßen leicht nach rückwärts versetzt. Fassadengestaltung ohne jegliche Gliederung aus der 2. Hälfte des 20. Jahrhunderts (vor 1986), die historische Fassadengestaltung nicht erhalten. Vierachsiges Obergeschoß mit zum Teil veränderter Fenstergröße. Der zweigeschoßige jeweils zweiachsige Giebelbereich im Osten vorkragend, ruhend auf Rundbögen und verputzten Kragteilen. Im Inneren haben sich zum Teil Gewölbe mit Stichkappen erhalten. Datum der Unterschutzstellung: 13. März 1986 (Ensemble Steyrdorf) | BDA-Hist.: Q38011578 Status: Bescheid Stand der BDA-Liste: 2025-06-30 Name: Bürgerhaus, Wohn- u. Handwerkerhaus GstNr.: .951 Fabrikstraße 28 (Steyr) |
| ja   | Datei hochladen | Bürgerhaus, Wohn- u. Handwerkerhaus HERIS-ID: 44880 Objekt-ID: 45775                                                                                      | Fabrikstraße 30 Standort KG: Steyr                            | Zweigeschoßiges, mit der Giebelfassade zur Straße gerichtetes ehemaliges Wohn- und Handwerkerhaus, im Kern aus dem 16. Jahrhundert stammend. Fassade in der 2. Hälfte des 20. Jahrhunderts (vor 1986) vollständig erneuert, neben neuen Putz z. T. auch die Fensteröffnungen auf liegendes Format verändert. Erdgeschoß vier-, Obergeschoß dreiachsig. Das abschließende Giebelgeschoß mit einem großen liegenden Fenster sowie je einer seitlichen ovalen Belichtungsöffnung. Die Geschoße durch horizontale Putzbänder getrennt, die Gebäudeecken durch vertikale Putzbänder betont. Schlichte Umrahmung der Fensteröffnungen. Abschließendes Krüppelwalmdach. Datum der Unterschutzstellung: 13. März 1986 (Ensemble Steyrdorf) | BDA-Hist.: Q38011588 Status: Bescheid Stand der BDA-Liste: 2025-06-30 Name: Bürgerhaus, Wohn- u. Handwerkerhaus GstNr.: .952 |
| ja   | Datei hochladen | Bürgerhaus, Wohn- u. Handwerkerhaus HERIS-ID: 44881 Objekt-ID: 45776                                                                                      | Fabrikstraße 32 Standort KG: Steyr                            | Dreigeschoßiges ehemaliges Wohn- und Handwerkerhaus, welches sich in mehreren Hoftrakten den Hang aufwärts Richtung Sierninger Straße erstreckt. Im Kern aus dem 16. Jahrhundert stammend. Fassade Fabrikstraße mit traufständigem dreiachsigem Ostteil, der westliche zweiachsige Gebäudeteil mit abschließendem einachsigen Giebel springt einachsig stark in den Straßenraum vor. Einfache Putzfassade mit erneuerter gemalter Gliederung, einfache Umrahmung der Fenster, Trennung der Geschoße durch horizontale Bänder sowie Betonung der Gebäudekanten des vorspringenden Hausteiles durch gemalte Quader. Datum der Unterschutzstellung: 13. März 1986 (Ensemble Steyrdorf) | BDA-Hist.: Q38011599 Status: Bescheid Stand der BDA-Liste: 2025-06-30 Name: Bürgerhaus, Wohn- u. Handwerkerhaus GstNr.: .953 |
| ja   | Datei hochladen | Bürgerhaus, Wohn- u. Handwerkerhaus HERIS-ID: 44882 Objekt-ID: 45777                                                                                      | Fabrikstraße 34 Standort KG: Steyr                            | Salliterhaus, mächtiges mit der Giebelfassade zur Straße gerichtetes Wohn- und Handwerkerhaus mit mehreren Hoftrakten, im Kern aus dem 16. Jahrhundert stammend. Reich dekorierte Fassade aus dem späten 19. Jahrhundert mit Betonung der Gebäudekanten durch Putzquaderung. Erdgeschoß fünfachsig, Fensterumrahmung durch Putzquader, ebenso oberhalb der eckigen Türöffnung. Reich profiliertes Gesimse zwischen Erd- und Obergeschoß. Obergeschoß vierachsig, Fenster mit geraden Verdachungen, mit Parapet- und Sturzplatten sowie zart profilierter Umrahmung. Die drei Fenster des ersten Giebelgeschoßes etwas einfacher ausgeführt, seitlich je eine Rundöffnung. Oberes einachsiges Giebelgeschoß mit gitterartig angeordneten Faschenbändern und kreisförmig gestalteten Kreuzungspunkten. Im Inneren zahlreiche Gewölbe, im Hof ehemalige Schmiede mit erhaltenem Essenabzug. Datum der Unterschutzstellung: 13. März 1986 (Ensemble Steyrdorf) | BDA-Hist.: Q38011609 Status: Bescheid Stand der BDA-Liste: 2025-06-30 Name: Bürgerhaus, Wohn- u. Handwerkerhaus GstNr.: .956 |
| ja   | Datei hochladen | Bürgerhaus, Wohn- u. Handwerkerhaus HERIS-ID: 44883 Objekt-ID: 45778                                                                                      | Fabrikstraße 36 Standort KG: Steyr                            | Dreigeschoßiges vierachsiges ehemaliges Wohn- und Handwerkerhaus mit zur Straße gerichtetem Giebel, im Kern aus dem 16. Jahrhundert stammend. Zum Nachbarhaus Fabrikstraße 34 leicht zurückversetzt. Fassadengestaltung mit Ecklisenen und profilierten Kordongesimsen aus dem dritten Viertel des 19. Jahrhunderts. Erdgeschoß genutet, seitliches Steingewändeportal mit segmentbogiger Oberlichte. Fenster des ersten Obergeschoßes mit geraden Verdachungen und Parapetfeldern, die Fenster des zweiten Obergeschoßes lediglich mit Umrahmungen. Zweiachsiges Giebelgeschoß, nach Brand 2005 neu errichtet, Fenster dem ursprünglichen Erscheinungsbild entsprechend wieder mit Parapetfeldern ausgeführt. Hakenförmiger Hoftrakt. Datum der Unterschutzstellung: 13. März 1986 (Ensemble Steyrdorf) | BDA-Hist.: Q38011617 Status: Bescheid Stand der BDA-Liste: 2025-06-30 Name: Bürgerhaus, Wohn- u. Handwerkerhaus GstNr.: .957 |
| ja   | Datei hochladen | Ehem. Gitterstrickerei HERIS-ID: 43558 Objekt-ID: 44161                                                                                                   | Fabrikstraße 37, 39 Standort KG: Steyr                        | Mehrteiliger am und im Wehrgrabengerinne situierter ehemaliger Fabrikskomplex. Fabrikstraße 37: Mehrteilige Anlage, im Osten dreigeschoßiger, zur Fabrikstraße dreiachsiger traufständiger erneuerter Bauteil mit eckigen Fensteröffnungen und abschließendem Satteldach. Im Westen anschließender mit einer Achse in den Straßenraum vorspringender dreigeschoßiger, fünfachsiger deutlich höherer Gebäudeteil, dessen Erscheinung auf den Umbau von 1885 zurückgeht. Sämtliche Fensteröffnungen mit segmentbogenförmigen Abschluss. Die großen Fenster im Erdgeschoß mit erhaltenen Eisenversprossungen, rechts davon segmentbogenförmige Toröffnung. Schlichtes Kordongesims, die Fensteröffnungen des ersten Obergeschoßes faschengerahmt mit mittigen Keilsteinen. Abschließendes Satteldach. Im Süden anschließend breiter, den Wehrgrabenkanal überbrückender dreigeschoßiger zweiachsiger vollkommen erneuerter Verbindungsbau zu dem im Kanalgerinne situierten ehemaligen 1905/06 neuerrichteten Fabriksbau. Östlicher Bauteil dreigeschoßig mit 3:6 Achsen, mit segmentbogenförmigen Fensteröffnungen in den ersten beiden Geschoßen. Im Westen anschließend zweigeschoßiger Bau mit 2:2 Achsen mit charakteristischer Holzverschalung. Fabrikstraße 39: Dreigeschoßiger, 1868 in heutige Gestalt gebrachter Fabriksbau. Längsfassaden siebenachsig, Querfassade dreiachsig, eckige Fensteröffnungen. Zwischen Erd- und erstem Obergeschoß horizontale Fasche. An den Längsfassaden weisen lediglich die Fenster des ersten Obergeschoßes im oberen Bereich gequaderte Umrahmungen mit Keilsteinen auf. Die Parapete werden durch eine Sohlbankfasche betont. Schlichtes horizontales Gesimse unterhalb der Traufe, welches durch die Fenster des zweiten Obergeschoßes unterbrochen wird. Die nordöstliche Gebäudeecke ist abgeschrägt ausgeführt. Die Giebelfassade ist aufwendiger gestaltet. Die beiden Fensteröffnungen des Erdgeschoßes im Sturzbereich mit rundbogiger Quaderung mit Keilstein. Der eckige Torbau mit gerader Quaderung in dessen oberen Bereich. Die Fenster des ersten Obergeschoßes gleich jenen der Längsfassaden ausgeführt. Zwischen erstem und zweitem Obergeschoß faschengerahmtes Feld. Die Fenster des zweiten Obergeschoßes faschengerahmt, mit zinnenförmigen oberen Abschluss. Im Giebelbereich zwei kreisförmige Öffnungen sowie ein Doppelfenster. Schleifergasse 3: Schlichtes eingeschoßiges Gebäude mit Satteldach am Südufer des Wehrgrabenkanals situiert. Betonung der Gebäudekanten durch Putzfaschen. Südfassade dreiachsig, die segmentbogenförmigen Öffnungen faschengerahmt. Zweiachsige Giebelfassade, die Fassade zum Wehrgrabenkanal lediglich einachsig. Die Fensteröffnung hier sowie an der Giebelfassade jeweils segmentbogenförmig und faschengerahmt. Fassadenabschluss durch einfach profiliertes Traufgesims. Datum der Unterschutzstellung: 23. März 1992 | BDA-Hist.: Q38003895 Status: Bescheid Stand der BDA-Liste: 2025-06-30 Name: Ehem. Gitterstrickerei GstNr.: .850, .851, .853, .844 Steyr, Fabrikstraße 37, 39 |
| ja   | Datei hochladen | Bürgerhaus, Wohn- u. Handwerkerhaus HERIS-ID: 44884 Objekt-ID: 45779                                                                                      | Fabrikstraße 38 Standort KG: Steyr                            | Dreigeschoßiges dreiachsiges ehemaliges Wohn- und Handwerkerhaus mit zur Straße gerichtetem Giebel, im Kern aus dem 16. Jahrhundert stammend. Fassadengestaltung aus der Zeit um 1800. Erdgeschoß rieselverputzt, das eckige Portal und die beiden Fensteröffnungen mit schlichter Umrahmung. Die Rieselputzfassade der beiden Obergeschoße durch Putzbänder und Lisenen rasterartig gegliedert. Abschließendes zweiachsiges Giebelgeschoß mit schlichter Umrahmung der Fensteröffnungen. Im Inneren Tonnengewölbe mit Stichkappen erhalten. Datum der Unterschutzstellung: 13. März 1986 (Ensemble Steyrdorf) | BDA-Hist.: Q38011625 Status: Bescheid Stand der BDA-Liste: 2025-06-30 Name: Bürgerhaus, Wohn- u. Handwerkerhaus GstNr.: .958 |
| ja   | Datei hochladen | Bürgerhaus, Handwerkerhaus HERIS-ID: 44885 Objekt-ID: 45780                                                                                               | Fabrikstraße 40 Standort KG: Steyr                            | Zweigeschoßiges Haus über hakenförmigem Grundriss, im Kern aus dem 18. Jahrhundert stammend. Westlicher in den Straßenraum vorspringender Gebäudeteil dreiachsig, mit einem Walmdach abschließend. Östlicher Gebäudeteil mit Satteldach vierachsig, hier am Anfang des 20. Jahrhunderts ein eingeschoßiger dreiachsiger Betriebsbau mit flachem Satteldach angebaut. Rieselverputzte Fassaden mit geschoßtrennenden Putzbändern, einfache Umrahmung der Fenster, Betonung der Gebäudekanten durch vertikale Putzbänder, mehrfach wulstig profiliertes Traufgesimse. Im Obergeschoß des vorspringenden Gebäudeteiles zwischen zweiter und dritter Fensteröffnung profilierte Bildfeldumrahmung aus dem 18. Jahrhundert. Das zugehörige Votivbild nicht mehr vorhanden. Datum der Unterschutzstellung: 13. März 1986 (Ensemble Steyrdorf) | BDA-Hist.: Q38011644 Status: Bescheid Stand der BDA-Liste: 2025-06-30 Name: Bürgerhaus, Handwerkerhaus GstNr.: .960 |
| ja   | Datei hochladen | Wohnhaus HERIS-ID: 111224 Objekt-ID: 129015 | Fabrikstraße 44 Standort KG: Steyr                            | Freistehender mächtiger, in der 2. Hälfte des 19. Jahrhunderts erbauter dreigeschoßiger traufständiger ehemaliger Fabriksbau im Bereich der Zeugstätte II, im frühen 20. Jahrhundert in ein Arbeiterwohnhaus umgebaut. Schlichte achtachsige Fassade zur Fabrikstraße, glatt verputzt, Betonung der Gebäudekanten durch vertikale Faschen. Gebäudemittig im auf einem Konglomeratsockel ruhendem Erdgeschoß rechteckiges Portal. Die großformatigen rechteckigen Fenster ohne Umrahmungen. Fassadenabschluss durch Hohlkehle. Die ursprünglichen Fensteröffnungen an den Schmalseiten vermauert. An der Ostfassade sind durch die Vertiefungen in der Fassade die Lagen der Fenster zu erkennen, die Öffnungen an der Westfassade wurden bündig geschlossen. Bis auf eine rechteckige Tür im Erdgeschoß und zwei kleine Belichtungsöffnungen im Giebelgeschoß jetzt öffnungslos ausgeführt. Abschließendes Satteldach. Datum der Unterschutzstellung: 24. April 1996 (Ensemble Steyrdorf) | BDA-Hist.: Q37822691 Status: Bescheid Stand der BDA-Liste: 2025-06-30 Name: Wohnhaus GstNr.: .962/1 |
| ja   | Datei hochladen | Fabrikswohnhaus HERIS-ID: 44886 Objekt-ID: 45781 | Fabrikstraße 46 Standort KG: Steyr                            | An einer platzartigen Erweiterung schräg zur Fabrikstraße stehendes breitgelagertes zweigeschoßiges traufständiges Fabrikswohnhaus, erbaut 1872 unter Einbeziehung eines älteren Vorgängerbaues. Neunachsige Längsfassade, gebäudemittig etwas erhöhter polygonaler glatt verputzter Treppenturm mit eckigem Hausportal. Querovale Belichtungsöffnung im oberen Abschnitt, gedeckt mit niedrigem Pyramidendach. Bruchsteinsockel, die Fassaden vertikal durch breite Faschen gegliedert. Die Fensteröffnungen ohne Umrahmungen. Schmaler Zahnschnittfries zwischen den Geschoßen, Fassadenabschluss durch ein Traufgesims ebenfalls mit Zahnschnittfries. Die Fassadengestaltung der Querfassaden gleich jener der Längsfassade. Gebäudeabschluss durch flaches Walmdach. Datum der Unterschutzstellung: 24. April 1996 (Ensemble Steyrdorf) | BDA-Hist.: Q38011654 Status: Bescheid Stand der BDA-Liste: 2025-06-30 Name: Fabrikswohnhaus GstNr.: .962/2 |
| ja   | Datei hochladen | Fabrikswohnhäuser HERIS-ID: 44887 Objekt-ID: 45782 | Fabrikstraße 48 Standort KG: Steyr                            | Zweigeschoßiges traufständiges, an einer platzartigen Erweiterung der Fabrikstraße schräg stehendes breitgelagertes Fabrikswohnhaus, im Kern aus dem 18. Jahrhundert stammend, heutiges Erscheinungsbild durch Umbau von 1862 geprägt. Glatt verputzte Fassaden, zwischen den Geschoßen zahnschnittartiger Keilfries. Die Fensteröffnungen des Erdgeschoßes im Sturzbereich mit einfachen stichbogigen Gesimse, die Fenster der Obergeschoße mit schlichten Sohlbänken und konsolartig heruntergezogenen geraden Verdachungen. Fassadenabschluss durch Zwergkonsolenreihe. Straßenseitige Fassade sechsachsig, wobei die mittleren Fenster in zwei Zweierfenstergruppen angeordnet sind. Rechteckiges Portal in der zweiten Achse von links. Zweiachsige Westfassade mit mittig situierten außenliegenden Schornstein. An der gartenseitigen Längsfassade zweiachsiger Mittelrisalit mit dreieckigem Giebel und runder Belichtungsöffnung. Der Giebel wird durch Zwergfilialen geschmückt. Datum der Unterschutzstellung: 24. April 1996 (Ensemble Steyrdorf) | BDA-Hist.: Q38011661 Status: Bescheid Stand der BDA-Liste: 2025-06-30 Name: Fabrikswohnhäuser GstNr.: .964 |
| ja   | Datei hochladen | Arbeitersiedlung Fabrikstraße HERIS-ID: 113181seit 2022                                                                                                   | Fabrikstraße 58 bis 76 (gerade Nrn.) Standort KG: Steyr       | Teil von „Die patriarchale Industriedenkmalanlage von Josef Werndl und der Österreichischen Waffenfabriksgesellschaft 1870 bis 1920/21“. Errichtet 1889. Zwei Häuserzeilen zu je fünf Gebäuden. Jeweils zweigeschoßig, fünfachsig mit Satteldach. Fassadengliederung durch ein stärker profiliertes Geschoß- und ein schlichtes Traufgesims. Auf Grund der Nähe zum Wehrgrabenkanal wurde auf die Errichtung eines Kellers verzichtet. Zweiflügelige gefelderte Eingangstür. Tür und Fenster mit gegliederten Faschen, die Fenster weisen ein Sohlbankgesimse auf, im Obergeschoß plattenartig betonte Parapete. Die Giebelfronten der Kopfbauten (Fabrikstraße 58, 66, 68, 76) weisen Blendfenster im lediglich im ostseitigen Obergeschoß auf, das Erdgeschoß bzw. die Westfassade ist öffnungslos ausgeführt. Im Giebel befinden sich über der geschoßtrennenden Fasche jeweils zwei kleine Fenster. Die Unterschutzstellung bezieht sich auf die Außenerscheinung der Gebäude sowie im Inneren auf die Dachstühle Datum der Unterschutzstellung: 29. März 2021 | BDA-Hist.: Q112959317 Status: Bescheid Stand der BDA-Liste: 2025-06-30 Name: Arbeitersiedlung Fabrikstraße GstNr.: .1250, .1251, .1252, .1253, .1254, .1255, .1256, .1257, .1258, .1259 |
| ja   | Datei hochladen | Bürgerhaus, Fischerhaus HERIS-ID: 33684 Objekt-ID: 31361                                                                                                  | Fischergasse 1 Standort KG: Steyr                             | Breitgelagertes zweigeschoßiges Bürgerhaus, im Kern aus der Spätgotik stammend, im späten 19. Jahrhundert verändert. Sgraffitodekoration aus dem Jahr 1586 mit stilisiertem horizontalem Ornamentband in größerem Abstand unter der Dachtraufe sowie schlichten Eckquaderungen. Unter dieser Fassade befinden sich Relikte einer älteren farbigen, geometrischen Bemalung in Ocker, Grau und Weiß. Fassade Fischergasse siebenachsig, im Erdgeschoß links rechteckiges profiliertes Steinportal. Rechts davon zwei verschieden große eckige eisenvergitterte Fenster mit profilierten Steingewänden. Der linke Hausteil kragt im Obergeschoß, ruhend auf einem ganzen und einem halben Segmentbogenunterzug, die auf Kragkonsolen ansetzen, leicht vor. In der dritten Achse von rechts asymmetrisch situierter einachsiger Vorbau mit rundbogigem Tor im Erd- und großer rundbogiger Fensteröffnung im Obergeschoß. Zugang über geradläufige Steintreppe. Links der Haustür Fischreusen in Rötel, darüber die Jahreszahl „1586“. Die eckigen Fenster des Obergeschoßes mit profilierten Steingewänden. Fassadenabschluss durch schlichte Hohlkehle, die an der Querfassade das Hauptgeschoß vom einachsigen Giebelbereich trennt, abschließendes Satteldach. Datum der Unterschutzstellung: 16. November 1990 | BDA-Hist.: Q37953443 Status: Bescheid Stand der BDA-Liste: 2025-06-30 Name: Bürgerhaus, Fischerhaus GstNr.: .331 Fischerhaus, Fischergasse 1, Steyr |
| ja   | Datei hochladen | Bürgerhaus HERIS-ID: 44888 Objekt-ID: 45783 | Fischergasse 2 Standort KG: Steyr                             | Zweigeschoßiges an der Hangkante zur Enns situiertes ehemaliges Wohn- und Handwerkerhaus mit tiefem Kellergeschoß, im Kern aus dem 16. Jahrhundert stammend, mit abschließendem Walmdach. Gliederung der Fassade einerseits durch geschoßtrennende horizontale sowie durch vertikale die Gebäudekanten betonende Putzbänder, einfache Umrahmung der Fenster. Reich profiliertes Traufgesimse. Straßenseitig sechsachsige geknickte dem Straßenverlauf folgende Fassade. Im Erdgeschoß 2006 die ehemaligen großen Auslagenscheiben durch Fensteröffnungen ersetzt. Rechteckiges Eingangsportal. Im Obergeschoß zwischen zweiter und dritter Achse Votivbild. Querfassade in beiden Geschoßen mit je zwei versetzt situierten Fensteröffnungen. Im Obergeschoß gemaltes Zunftzeichen. Ennsseitige Fassade mit schmalen hölzernem Balkon im Obergeschoß. Datum der Unterschutzstellung: 13. März 1986 (Ensemble Steyrdorf) | BDA-Hist.: Q38011670 Status: Bescheid Stand der BDA-Liste: 2025-06-30 Name: Bürgerhaus GstNr.: .411, .412 Bürgerhaus, Fischergasse 2, Steyr |
| ja   | Datei hochladen | Villenartiges Mehrfamilienhaus HERIS-ID: 44889 Objekt-ID: 45784                                                                                           | Fischergasse 4 Standort KG: Steyr                             | Früh- bzw. strenghistoristisches villenartiges Mehrfamilienhaus in stadtbildprägender Lage an der Enns, ursprünglich zwei spätmittelalterliche Häuser, die zwischen 1860 und 1880 zu einem Klomplex vereinigt wurden. Zweigeschoßige fünfachsige Fassade in der Fischergasse mit toskanischer bzw. Kompositpilasterordnung. Fensteröffnungen mit profilierten Umrahmungen und geraden Verdachungen. Ranken, Palmetten und Mädchenkopftondi als Dekor. Südfassade dieses Gebäudeteils eingeschoßig über der Terrasse des ortkaisseitigen Traktes mit polygonalem Mittelrisalit. Fassade Ortskai mit geböschten dekorlosem Sockelgeschoß mit Blendbögen und konsolartigen Streifen, darüber zweigeschoßige einfache Fassade, Fenster mit einfacher Faschenrahmung und geraden Verdachungen. Über dem abschließenden Kranzgesimse Attikabalustrade. An der Westecke turmartiger Kragerker auf vier geschwungenen Steinkonsolen, von polygonalen Salettl mit offenem Umgang bekrönt. Datum der Unterschutzstellung: 13. März 1986 (Ensemble Steyrdorf) | BDA-Hist.: Q38011680 Status: Bescheid Stand der BDA-Liste: 2025-06-30 Name: Villenartiges Mehrfamilienhaus GstNr.: .407 Mehrfamilienhaus, Fischergasse 4, Steyr |
| ja   | Datei hochladen | Villenartiger Bau HERIS-ID: 44956 Objekt-ID: 45851 | Fischergasse 6 Standort KG: Steyr                             | Stadtbildprägendes an der Enns gelegenes späthistoristisches villenartiges Mehrfamilienhaus aus dem Jahr 1887 über älterem Kern aus dem 15./16. Jahrhundert (Sockel, Keller- und Erdgeschoß). Dreiseitig freistehendes Haus. Dreigeschoßige sechs- bzw. siebenachsige Fassade an der Fischergasse, rustiziertes Mezzaningeschoß, genutetes Hauptgeschoß, Fenster in reich profilierter Rahmung, reich profiliertes abschließendes Kranzgesimse. Vom ersten Obergeschoß Eingangsbrücke mit kleinen Giebelaufsätzen zum Michaelerplatz. Ostfassade mit vorgewölbtem Mittelturm mit kuppelartigem Helm und Laterne. Südfassade am Ortskai siebenachsig, viergeschoßig. Im Sockelbereich Rundbogenportal aus dem 16. Jahrhundert. In der westlichen Gebäudehälfte im obersten Geschoß zweiachsiger Flacherker mit Rundbogenloggia auf zwei Stichbogen über Konsolen auf Löwenköpfen. Über dem profilierten Kranzgesimse abgestufter Giebel mit schmiedeeiserner Wetterfahne, reiche barockisierende Gitterbrüstung. Datum der Unterschutzstellung: 13. März 1986 (Ensemble Steyrdorf) | BDA-Hist.: Q38012224 Status: Bescheid Stand der BDA-Liste: 2025-06-30 Name: Villenartiger Bau GstNr.: .406 |
| ja   | Datei hochladen | Wohnhaus, Schmiede HERIS-ID: 107815 Objekt-ID: 125178 | Frauengasse 3 Standort KG: Steyr                              | Zweigeschoßiges neunachsiges traufständiges biedermeierliches Wohnhaus mit abschließendem Satteldach. Das Haus besitzt möglicherweise einen älteren Kern. Im Erdgeschoß links Toranlage mit zwei eckigen Holzflügeln. Die Fenster sowie eine Türöffnung mit eisernen Fenster- und Türläden mit Rosetten. In der dritten Achse von rechts Rechteckportal in Steingewände mit Stab. Profiliertes Kordongesims zwischen den Geschoßen. Das Obergeschoß faschengerahmt, die Fensteröffnungen mit genuteten Umrahmungen. Fassadenabschluss durch profiliertes Traufgesims. Datum der Unterschutzstellung: 24. April 1996 (Ensemble Steyrdorf) | BDA-Hist.: Q37811118 Status: Bescheid Stand der BDA-Liste: 2025-06-30 Name: Wohnhaus, Schmiede GstNr.: .566/2 |
| ja   | Datei hochladen | Wohnhaus HERIS-ID: 107816 Objekt-ID: 125179 | Frauengasse 6 Standort KG: Steyr                              | Dreigeschoßiges traufständiges Eckhaus auf leicht ansteigender Parzelle mit abschließendem Walmdach. Fassadengestaltung aus dem 3. Viertel des 19. Jahrhunderts. Längsfassade sechs-, Querfassade zweiachsig. Über glatt verputzten Sockelbereich genutetes Erdgeschoß. Betonung der Gebäudekante durch Putzquader, schlichtes eckiges Hausportal in der dritten Achse von links. Reich profiliertes Kordongesims. Betonung der Gebäudeecken der glatt verputzten Obergeschoße durch Faschen. Die Fenster der Obergeschoße von profilierten Umrahmungen umgeben. Jene des ersten Obergeschoßes weisen im Parapetbereich rieselverputzte Felder und gerade Verdachungen auf. Die Fenster des zweiten Obergeschoßes besitzen je ein Sohlbankgesims und im Sturzbereich einen mittig situierten Keilstein. Fassadenabschluss durch sehr reich profiliertes Traufgesims. Datum der Unterschutzstellung: 24. April 1996 (Ensemble Steyrdorf) | BDA-Hist.: Q37811129 Status: Bescheid Stand der BDA-Liste: 2025-06-30 Name: Wohnhaus GstNr.: .535/1 |
| ja   | Datei hochladen | Bürgerhaus, Handwerker- u. Wohnhaus HERIS-ID: 44890 Objekt-ID: 45785                                                                                      | Frauenstiege 6 Standort KG: Steyr                             | Nach Instandsetzung der einsturzgefährdeten Halbruine 2009/10, jahrelang eindringendes Dachwasser führte zum Einsturz mehrerer Decken, blieben die Außenmauern und die Gewölbe des Erdgeschoßes des ursprünglich im Kern aus dem 16. Jahrhundert stammenden Hauses erhalten. Selbst die Geschoßanzahl wurde bzw. musste verändert werden. Der dem Wehrgraben zugewandte Hausteil ursprünglich bei gleicher Traufenhöhe dreigeschoßig, Raumhöhen in diesem Bereich teilweise unter 2 m. Heute vierachsige zweigeschoßige Fassade zur Frauenstiege, die dem Wehrgraben zugewandte Giebelfassade ebenfalls vierachsig. Der westliche Gebäudeteil hier stark nach rückwärts versetzt. Abschließendes Krüppelwalmdach. Durch seine Fassadengestaltung, die Holzkastenfenster sowie durch die Verwendung alter Dachziegel fügt sich das Gebäude harmonisch in den Altstadtbereich ein, wenn auch das ursprüngliche Aussehen völlig verändert wurde, bzw. werden musste. Datum der Unterschutzstellung: 13. März 1986 (Ensemble Steyrdorf) | BDA-Hist.: Q38011691 Status: Bescheid Stand der BDA-Liste: 2025-06-30 Name: Bürgerhaus, Handwerker- u. Wohnhaus GstNr.: .945 |
| ja   | Datei hochladen | Ehem. Hack-Werk III, Museum Arbeitswelt HERIS-ID: 38587 Objekt-ID: 38170                                                                                  | Gaswerkgasse 1 Standort KG: Steyr                             | Ehemalige Fabriksobjekte, errichtet in der 2. Hälfte des 19. Jahrhunderts durch die „Österreichische Waffenfabriksgesellschaft“ des Josef Werndl. Später Teil der Messer- und Besteckfabrik Hack. Heute Museum. Ursprünglich zwei zweigeschoßige parallele Trakte mit Satteldächern. Südlicher Trakt mit trapezförmigen, nördlicher Trakt mit rechteckigen Grundriss, hier im Westen schmälerer Fortsetzungstrakt, im Osten Vorbau mit niedrigerem Giebel. Fassaden mit exakter Reihung von versprossten Segmentbogenfenstern, umlaufendes Kranzgesimse. Verputze Fassade mit ziegelsichtigen Gliederungselementen. An der Nordfassade des Nordtraktes eine Reihe vorspringender dominanter Schlote. Der Zwischenhof wurde im Zuge der Adaptierung zum „Museum Arbeitswelt“ baulich geschlossen. Datum der Unterschutzstellung: 11. Oktober 1985 | BDA-Hist.: Q125823010 Status: Bescheid Stand der BDA-Liste: 2025-06-30 Name: Ehem. Hack-Werk III, Museum Arbeitswelt GstNr.: .1013 Hackwerke III |
| ja   | Datei hochladen | Feuerwehrdepot und Reste ehem. Gaswerk HERIS-ID: 108049 Objekt-ID: 125450                                                                                 | Gaswerkgasse 2, 9 Standort KG: Steyr                          | Gaswerkgasse 2: Ursprüngliches Zeughaus der Freiwilligen Feuerwehr der Waffenfabriksgesellschaft, später Teil der Messerfabrik Hack. Ungemein langgestreckter eingeschoßiger, um 1900 im Industrie-Stil erbautes Gebäude. Im Osten leicht zurückversetzter zweigeschoßiger Anbau. Erdgeschoß genutet, Obergeschoß glatt verputzt, rundbogige Fensteröffnungen mit Putzbögen im Sturzbereich. Zwischen den Geschoßen reich profiliertes Kordongesims. Südfassade ein-, Ostfassade dreiachsig. Im Obergeschoß die Ostfassade öffnungslos ausgeführt. Abschließendes flaches Walmdach. Im Westen anschließend siebzehnachsiges Gebäude mit großen eckigen Metallfenstern. Der östliche fünfachsige Gebäudeteil älter und reicher gestaltet, Putzbögen über den Fenstern, Lisenen zwischen den Öffnungen. Die beiden westlichen Teile schlicht ausgeführt, im sechsachsigen westlichen Bau die Fenster näher zueinander situiert, mit abschließendem höherem Walmdach. Gaswerkgasse 9: Eingeschoßiger Bau mit abschließendem Satteldach als Rest des ehemaligen städtischen Gaswerkes. Der östliche Teil ist als Fachwerksbau mit dazwischen liegendem Ziegelsichtmauerwerk ausgeführt. Der westliche dreiachsige Teil ist gemauert mit drei Blindfenstern die im Sturzbereich den Ansatz von Umrahmungen mit Keilsteinen aufweisen, die vermauerte Fensteröffnung an der Querfassade ist ähnlich ausgeführt. Hier im Giebelbereich geschlossene ehemals kreisförmige Öffnung. Im Osten schließt an das Gebäude dem Verlauf der Gaswerkgasse folgend eine in etwa geschoßhohe lange Konglomeratmauer an. Datum der Unterschutzstellung: 31. Dezember 2009 | BDA-Hist.: Q37811838 Status: § 2a Stand der BDA-Liste: 2025-06-30 Name: Feuerwehrdepot und Reste ehem. Gaswerk GstNr.: .1262, .1341, 500/1, 500/2 Steyr Gaswerkgasse 2, 9 |
| ja   | Datei hochladen | Gaswerk-Brücke HERIS-ID: 108026 Objekt-ID: 125423 | bei Gaswerkgasse 2 Standort KG: Steyr                         | 1888 errichtete Stahlwerkbrücke die die Wehrgrabengasse mit der Gaswerkgasse verbindet. Einzig erhaltene Brücke ihrer Art im Wehrgraben. Schlanke Konstruktion, die beiden bogenförmigen Fachwerksträger sechsfeldrig ausgeführt. Holzlatten als Bodenbelag. Die der Absturzsicherung dienenden Geländer neuzeitlich. Datum der Unterschutzstellung: 31. Dezember 2009. | BDA-Hist.: Q37811731 Status: § 2a Stand der BDA-Liste: 2025-06-30 Name: Gaswerk-Brücke GstNr.: 1339, 1338, 1400/1 |
| ja   | Datei hochladen | Roter Brunnen HERIS-ID: 108032 Objekt-ID: 125430 | Gleinker Gasse Standort KG: Steyr                             | Brunnenanlage am kleinen Platz im Kreuzungsbereich der Straßenzüge Gleinker Gasse, Kirchengasse und Sierninger Straße. Auf leicht erhöhtem Postament kleiner vierpassförmiger Brunnen mit steinerner Brunnenschale, errichtet im 19. Jahrhundert. Mittig hoher Pfeiler mit zwei metallenen Wasserauslässen (Trinkwasser). Der Pfeiler wird bekrönt von einer barocken Marienfigur vom Anfang des 18. Jahrhunderts. Die Brunnenanlage wird von vier Pfeilern umgeben, bzw. geschützt, deren Auskanten die Form von Prellsteinen aufweisen und als Anfahrschutz dienten. Datum der Unterschutzstellung: 31. Dezember 2009 | BDA-Hist.: Q37811781 Status: § 2a Stand der BDA-Liste: 2025-06-30 Name: Roter Brunnen GstNr.: 1395/1 Roter Brunnen (Steyr) |
| ja   | Datei hochladen | Bürgerhaus HERIS-ID: 38589 Objekt-ID: 38172 | Gleinker Gasse 1 Standort KG: Steyr                           | Mächtiges dreigeschoßiges Eckhaus mit rundem Eckerker auf Kragkonsolen und Kegeldach. Bausubstanz 1. Hälfte 16. Jahrhundert, Putzfassade aus der Zeit um 1800. Dreiachsige Giebelfront zur Sierninger Straße. Grabendach mit doppeltem Krüppelwalm. Fassade Gleinker Gasse, fünf- bzw. sechsachsig. Rundbogenportal um 1900. Kleiner dreiachsiger Arkadengang mit erhaltenen „Gliederlboden“ (Knochenboden) in zwei Geschoßen. Turmartiger höherer Hofflügel. Daten der Unterschutzstellungen: 23. Dezember 1939; 13. März 1986 (Ensemble Steyrdorf) | BDA-Hist.: Q37982338 Status: Bescheid Stand der BDA-Liste: 2025-06-30 Name: Bürgerhaus GstNr.: .502 |
| ja   | Datei hochladen | Bürgerhaus HERIS-ID: 44892 Objekt-ID: 45787 | Gleinker Gasse 2 Standort KG: Steyr                           | Mächtige Bürgerhausanlage auf langgestreckter leicht abgewinkelter Parzelle, bestehend aus Vorder-, Hinterhaus und Arkadenhof, im Kern aus dem 16. Jahrhundert stammend. Dreigeschoßiges dreiachsiges Vorderhaus mit Krüppelwalmdach, in den Straßenraum mit einer schmalen Achse vorspringend. Unregelmäßige Achsaufteilung. Fassade im frühen 20. Jahrhundert verändert. Erdgeschoß mit segmentbogigen Eingang mit Granitsteingewände. Fenster der Obergeschoße und des zweiachsigen Giebels mit einfachen Faschen. Kordongesimse zum und profilierte Rahmung des Giebelgeschoßes. Dreigeschoßiger Hofflügel aus der Mitte des 16. Jahrhunderts mit zweigeschoßigem toskanischen neunachsigen Säulenarkadengang, zehn unregelmäßige Fensterachsen im dritten Geschoß. Viergeschoßiges Hinterhaus mit unregelmäßiger Achsaufteilung. Datum der Unterschutzstellung: 13. März 1986 (Ensemble Steyrdorf) | BDA-Hist.: Q38011709 Status: Bescheid Stand der BDA-Liste: 2025-06-30 Name: Bürgerhaus GstNr.: .503 |
| ja   | Datei hochladen | Bürgerhaus HERIS-ID: 44893 Objekt-ID: 45788 | Gleinker Gasse 3 Standort KG: Steyr                           | Dreigeschoßiges traufständiges Bürgerhaus, dem abgewinkelten Straßenverlauf folgend, im Kern aus dem 16. Jahrhundert stammend. Breitgelagerte Biedermeierfassade aus der 1. Hälfte des 19. Jahrhunderts mit asymmetrischer Achseinteilung. Erdgeschoß fünfachsig, schuppengebändert, rechteckiges Mittelportal mit Oberlichte, durch Kordongesimse von den Obergeschoßen getrennt. Obergeschoße mit Rieselputz und von Faschenbändern gerahmt. Abschließendes Kranzgesimse. Beide Geschoße je vierachsig, südöstliche Achse durch Doppelfenster akzentuiert. Fenster mit einfach profilierten Umrahmungen. Im ersten Obergeschoß Kreuzigungsdarstellung aus der Zeit um 1800 in durch Rosetten und Schuppendekor geschmückten Rahmen, darunter schmiedeeiserner Ausleger. Datum der Unterschutzstellung: 13. März 1986 (Ensemble Steyrdorf) | BDA-Hist.: Q38011716 Status: Bescheid Stand der BDA-Liste: 2025-06-30 Name: Bürgerhaus GstNr.: .510 |
| ja   | Datei hochladen | Bürgerhaus HERIS-ID: 38590 Objekt-ID: 38173 | Gleinker Gasse 4 Standort KG: Steyr                           | Hausanlage auf schmaler langgestreckter Parzelle. Dreigeschoßiges dreiachsiges Vorderhaus mit abschließendem Attikageschoß. Spätbarocke Fassade um 1730/40, segmentbogiges Durchfahrtsportal. Schmaler Hof mit zweigeschoßigem Arkadengang in den Obergeschoßen vom Anfang des 16. Jahrhunderts. Dreigeschoßiges hakenförmiges Hinterhaus mit Spuren von Sgraffitobändern aus der Zeit um 1600. Datum der Unterschutzstellung: 13. März 1986 (Ensemble Steyrdorf) | BDA-Hist.: Q37982348 Status: Bescheid Stand der BDA-Liste: 2025-06-30 Name: Bürgerhaus GstNr.: .505 |
| ja   | Datei hochladen | Bürgerhaus HERIS-ID: 44894 Objekt-ID: 45789 | Gleinker Gasse 5 Standort KG: Steyr                           | Einfaches Bürgerhaus mit biedermeierlicher Fassade, im Kern aus dem 16. Jahrhundert stammend. Dreigeschoßige dreiachsige giebelständige Straßenfassade. Erdgeschoß mit Schuppenbänderung, im südöstlichen Gebäudebereich hölzerner Auslagenbereich mit mittigem Eingang. Hausportal mit segmentbogenförmiger Oberlichte in der nordwestlichen Achse. Obergeschoße durch Gurtbänder und Ortsteinkanten gegliedert. Fenster mit einfachen Umrahmungen. Profiliertes Gesimse zum einachsigen Giebelgeschoß. Giebel mit Voluteneinsäumung und klassizistischer Dreieckspitze. Abschließendes Satteldach. Datum der Unterschutzstellung: 13. März 1986 (Ensemble Steyrdorf) | BDA-Hist.: Q38011728 Status: Bescheid Stand der BDA-Liste: 2025-06-30 Name: Bürgerhaus GstNr.: .511 |
| ja   | Datei hochladen | Bürgerhaus HERIS-ID: 44895 Objekt-ID: 45790 | Gleinker Gasse 6 Standort KG: Steyr                           | Einfache Bürgerhausanlage bestehend aus Vorder-, Hinterhaus und Hofflügel, auf kurzer Parzelle in reduzierter Form ausgeführt, im Kern aus dem 16. Jahrhundert stammend. Dreigeschoßiges vierachsiges Vorderhaus mit mehrfach erneuerter Faschengliederung. In der rechten Achse im Erdgeschoß segmentbogiges Haustor mit Sandsteingewände vom Ende des 19. Jahrhunderts. Fenster der Obergeschoße mit einfacher Umrahmung. Schlichtes einachsiges Giebelgeschoß. Im ersten Obergeschoß zwischen erster und zweiter Fensterachse Figur des hl. Georg. Abschließendes Satteldach. Kleiner seitlicher Innenhof mit einseitigen Arkaden und steilem Satteldach. Datum der Unterschutzstellung: 13. März 1986 (Ensemble Steyrdorf) | BDA-Hist.: Q38011747 Status: Bescheid Stand der BDA-Liste: 2025-06-30 Name: Bürgerhaus GstNr.: .506 |
| ja   | Datei hochladen | Bürgerhaus HERIS-ID: 44896 Objekt-ID: 45791 | Gleinker Gasse 7 Standort KG: Steyr                           | Bürgerhausanlage über hakenförmigem Grundriss, bestehend aus Vorderhaus, kurzem Hofflügel und kleinem Innenhof, im Kern aus dem 16. Jahrhundert stammend. Dreigeschoßiges dreiachsiges Vorderhaus. Fassadengestaltung vermutlich aus dem 18. Jahrhundert. Segmentbogiges Portal mit Oberlichte in der linken Achse des glatt verputzten Erdgeschoßes, rechts zwei segmentbogige Auslagen. Die rieselverputzten Obergeschoße durch Ecklisenen und Gurtbänder zwischen den Geschoßen gegliedert. Die Fenster besitzen einfache Faschenumrahmungen. Einachsiges Giebelgeschoß mit abschließender Hohlkehle zum Krüppelwalmdach. Datum der Unterschutzstellung: 13. März 1986 (Ensemble Steyrdorf) | BDA-Hist.: Q38011757 Status: Bescheid Stand der BDA-Liste: 2025-06-30 Name: Bürgerhaus GstNr.: .512 |
| ja   | Datei hochladen | Bürgerhaus HERIS-ID: 44897 Objekt-ID: 45792 | Gleinker Gasse 8 Standort KG: Steyr                           | Schlichte Bürgerhausanlage, bestehend aus giebelständigem Vorderhaus mit einem im Hof versetzt angebautem hinteren Teil, beide mit steilen Satteldächern, im Kern aus der 1. Hälfte des 16. Jahrhunderts stammend, sowie traufständigem frei stehendem Hinterhaus aus dem 18. Jahrhundert. Dreigeschoßiges vierachsiges Vorderhaus mit zweiachsigem Giebelgeschoß. Fassadengestaltung aus dem 19. bzw. 20. Jahrhundert. Im Erdgeschoß rechts rechteckiges Portal mit Oberlichte. Die rieselverputzten Obergeschoße durch Putzbänder zwischen den Geschoßen und an den Gebäudeecken gegliedert. Fenster mit einfachen Putzfaschenumrahmungen. Zweigeschoßiges fünfachsiges Hinterhaus mit Putzbänderrahmung im Obergeschoß. Fenster im Obergeschoß mit schlichtem Putzrahmen und Parapetfeldern. Über der Mittelachse Speichergaupe. Datum der Unterschutzstellung: 13. März 1986 (Ensemble Steyrdorf) | BDA-Hist.: Q38011767 Status: Bescheid Stand der BDA-Liste: 2025-06-30 Name: Bürgerhaus GstNr.: 1089 |
| ja   | Datei hochladen | Bürgerhaus HERIS-ID: 44898 Objekt-ID: 45793 | Gleinker Gasse 9 Standort KG: Steyr                           | Bürgerhaus, bestehend aus Vorderhaus und kurzem Hofflügel, im Kern aus dem 16. Jahrhundert stammend. Dreigeschoßiges dreiachsiges Vorderhaus, Fassadengestaltung aus dem späten 19. Jahrhundert. Erdgeschoß mit Resten einer Bänderung, seitliches Portal mit Segmentbogensturz. Die beiden rechten Achsen werden von einem Ladenvorbau eingenommen. Kordongesimse zwischen Erd- und erstem Obergeschoß. Die Obergeschoße werden von Ecklisenen eingefasst und schließen mit einem profilierten Kranzgesimse ab. Die Fenster der Obergeschoße von Ohrenfaschen und Sohlbankgesimsen umrahmt. Die Hauptgeschoßfenster durch Parapetfelder, Volutenkeilstein und gerader Verdachung betont. Datum der Unterschutzstellung: 13. März 1986 (Ensemble Steyrdorf) | BDA-Hist.: Q38011777 Status: Bescheid Stand der BDA-Liste: 2025-06-30 Name: Bürgerhaus GstNr.: .515 Bürgerhaus Gleinker Gasse 9 (Steyr) |
| ja   | Datei hochladen | Bürgerhaus HERIS-ID: 44891 Objekt-ID: 45786 | Gleinker Gasse 10 Standort KG: Steyr                          | Bürgerhausanlage bestehend aus Vorderhaus und zwei ungleich kurzen Hofflügeln, im Kern aus dem 16. Jahrhundert stammend. Seitlich an Gleinker Gasse 8 angebauter Turm mit offenen Zugängen zu jedem Geschoß. Vorderhaus mit steilem Krüppelwalmdach, die Hofbauten mit Pultdächern. Dreigeschoßiges dreiachsiges Vorderhaus mit erneuertem Erdgeschoß. Rechts Haustor mit rundbogigen Steingewände. Über dem Erdgeschoß Kordongesims. Obergeschoße durch vertikale und horizontale Faschenbänder gegliedert. Fenster in den Obergeschoßen mit abgestuften spätgotischen Steingewänden und schlichten Putzrahmen. Im ersten Obergeschoß im Parapet- und Sturzfeld Rokokoornamentik aus der Mitte des 18. Jahrhunderts, im zweiten Obergeschoß im Parapet- und Sturzfeld Halbkreismotive mit Schuppenornamentik, möglicherweise aus dem 17. Jahrhundert. Einachsiges Giebelgeschoß. Datum der Unterschutzstellung: 13. März 1986 (Ensemble Steyrdorf) | BDA-Hist.: Q38011699 Status: Bescheid Stand der BDA-Liste: 2025-06-30 Name: Bürgerhaus GstNr.: .509 |
| ja   | Datei hochladen | Bürgerhaus HERIS-ID: 44899 Objekt-ID: 45794 | Gleinker Gasse 11 Standort KG: Steyr                          | Zweigeschoßiges giebelständiges Bürgerhaus auf leicht abgewinkelter Parzelle, im Kern aus dem 16. Jahrhundert stammend, Rokokofassade aus dem 18. Jahrhundert. Erdgeschoß erneuert, fünfachsig mit mittigem Portal mit gemischtlinigem Bogen in barocken Formen und einfach profiliertem Steingewände. Rückbau der ehemaligen störenden großen Auslagenscheiben zu Fensteröffnungen mit einfacher, bis an den Boden reichender Umrahmung. Das symmetrische dreiachsige Obergeschoß, sowie das zweiachsige Giebelgeschoß durch flache Putzbänder und Pilaster gegliedert. Obergeschoßfenster durch Rokokoornamentik in Stuck aus den 3. Viertel des 18. Jahrhunderts bekrönt. Giebelgeschoßfenster mit hölzernen Fensterläden, abschließendes Krüppelwalmdach. Datum der Unterschutzstellung: 13. März 1986 (Ensemble Steyrdorf) | BDA-Hist.: Q38011786 Status: Bescheid Stand der BDA-Liste: 2025-06-30 Name: Bürgerhaus GstNr.: .516 |
| ja   | Datei hochladen | Bürgerhaus HERIS-ID: 44900 Objekt-ID: 45795 | Gleinker Gasse 12 Standort KG: Steyr                          | Bürgerhausanlage bestehend aus Vorder-, Hinterhaus und Arkadenhof, im Kern aus dem 16. Jahrhundert stammend. Dreigeschoßiges giebelständiges Vorderhaus mit vier unregelmäßigen Fensterachsen. Im veränderten Erdgeschoß links Rundbogenportal auf abgefasten Pfeilern mit Prellsteinen, Kämpfer und Schlussstein. Faschenband zum ersten Obergeschoß. Obergeschoßfenster mit abgefasten, bzw. abgetreppten Steingewänden. Im ersten Obergeschoß Rundbogennische mit Kupferblechabdeckung. Zweiachsiges Giebelgeschoß, links an das Nachbarhaus angebaut. Reiche Sgraffitodekoration der Obergeschoße: Ortstein-, Diamantquaderung, toskanische Säulchen auf Diamantquadersockeln, durchgehende Sohlbänke, einfach profilierte Fensterumrahmungen. Abschließendes Krüppelwalmdach. Am kurzen Hofflügel dreigeschoßige Arkaden mit abgefasten Segmentbögen über gemauerten Pfeilern. Dreigeschoßiges Hinterhaus mit unregelmäßiger Fensteraufteilung und Krüppelwalmdach. Datum der Unterschutzstellung: 13. März 1986 (Ensemble Steyrdorf) | BDA-Hist.: Q38011795 Status: Bescheid Stand der BDA-Liste: 2025-06-30 Name: Bürgerhaus GstNr.: .513 |
| ja   | Datei hochladen | Bürgerhaus HERIS-ID: 44912 Objekt-ID: 45807 | Gleinker Gasse 13 Standort KG: Steyr                          | Bürgerhausanlage bestehend aus Vorderhaus und langem schmalen Hoftrakt, im Kern aus dem 16. Jahrhundert stammend. Zweigeschoßiges Vorderhaus mit abschließendem Krüppelwalmdach. Vierachsiges Erdgeschoß mit segmentbogigen Ladenöffnungen mit Steingewänden aus dem späten 19. Jahrhundert. Dreiachsiges Obergeschoß mit reicher Sgraffitodekoration, bezeichnet 1653. Quaderung an den Gebäudekanten, aufwendig gestaltete Horizontalbänder zum Erd- und zum Giebelgeschoß, entsprechende Umrahmungen der Fenster, im Sturzbereich Fabelwesen und Laternen. Unter dieser Sagraffitofassade befinden sich noch zwei ältere Schichten die in zwei Sichtfenstern freigelegt wurden. Schlichtes einachsiges Giebelgeschoß, Fenster mit Umrahmung. Hoffassade, Fenster mit profilierten Faschen, im Giebel Eisenplattentür als Speicherzugang. Langgestreckter zweigeschoßiger Hoftrakt mit vorkragendem Obergeschoß über Segmentbögen auf abgefasten Konsolen und Wandpfeilern. Datum der Unterschutzstellung: 13. März 1986 (Ensemble Steyrdorf) | BDA-Hist.: Q38011815 Status: Bescheid Stand der BDA-Liste: 2025-06-30 Name: Bürgerhaus GstNr.: .519 |
| ja   | Datei hochladen | Bürgerhaus HERIS-ID: 38591 Objekt-ID: 38174 | Gleinker Gasse 14 Standort KG: Steyr                          | Stattliches Bürgerhaus. Vierachsiges viergeschoßiges Vorderhaus im Kern aus der 1. Hälfte des 16. Jahrhunderts stammend. Aufwändige Spätbarockfassade aus der Zeit um 1740. Das abschließende Gesimse ruht auf Türkenköpfen. Hakenförmiger breitgelagerter Arkadenhof aus dem späten 16. Jahrhundert und abschließender barocker Hofflügel. Daten der Unterschutzstellungen: 23. Dezember 1939; 13. März 1986 (Ensemble Steyrdorf) | BDA-Hist.: Q37982357 Status: Bescheid Stand der BDA-Liste: 2025-06-30 Name: Bürgerhaus GstNr.: .514 |
| ja   | Datei hochladen | Bürgerhaus HERIS-ID: 38592 Objekt-ID: 38175 | Gleinker Gasse 15 Standort KG: Steyr                          | Dreigeschoßiger traufständiger Rechteckbau mit Walmdach und kleinem Lichthof aus der Mitte des 16. Jahrhunderts. Siebenachsige Haupt- und zweiachsige Seitenfront. Das oberste Geschoß ist deutlich niedriger als das erste Obergeschoß ausgeführt. Charakteristischer runder Eckerker in den Obergeschoßen. Gebäudeecke im Erdgeschoß durch bossierte Eckquader betont. Rundbogenportal mit biedermeierlichen Gitter. Daten der Unterschutzstellungen: 23. Dezember 1939; 13. März 1986 (Ensemble Steyrdorf) | BDA-Hist.: Q37982366 Status: Bescheid Stand der BDA-Liste: 2025-06-30 Name: Bürgerhaus GstNr.: .520 |
| ja   | Datei hochladen | Bürgerhaus samt Hauszeichen HERIS-ID: 38593 Objekt-ID: 38176                                                                                              | Gleinker Gasse 16 Standort KG: Steyr                          | Bürgerhausanlage mit hochqualitativen Arkadenhof, im Kern aus dem 16. Jahrhundert stammend. Viergeschoßiges sechsachsiges traufständiges Vorderhaus an der Gleinker Gasse. Erdgeschoß gebändert mit Rundbogenportal. Fassade der Obergeschoße schlicht, Fenster faschengerahmt. Im Inneren z. T. Gewölbe die mit spätgotischen bzw. renaissancezeitlichen Stuckformen versehen sind. Innenhof an drei Seiten mit dreigeschoßigen Arkaden aus der Mitte des 16. Jahrhunderts (Achteckpfeiler, toskanische Säulen, Säulen mit flachen Reliefköpfen). Hofflügel verschieden lang, Schmalseite 2 Joche, Längsseiten 5 und 8 Joche. An den kurzen Hoftrakt anschließend dreigeschoßiges Hofgebäude mit Krüppelwalmdach. Der am 18. Jänner 1940 unter Denkmalschutz gestellte Wirtshausausleger „Zum Grünen Baum“ befindet sich heute am Objekt Pfarrgasse 1. Daten der Unterschutzstellungen: 18. Jänner 1940 (Ausleger); 11. Jänner 1974; 13. März 1986 (Ensemble Steyrdorf) | BDA-Hist.: Q37982374 Status: Bescheid Stand der BDA-Liste: 2025-06-30 Name: Bürgerhaus samt Hauszeichen GstNr.: .517 |
| ja   | Datei hochladen | Bürgerhaus HERIS-ID: 44913 Objekt-ID: 45808 | Gleinker Gasse 17 Standort KG: Steyr                          | Dreigeschoßiges giebelständiges Bürgerhaus im Kern aus dem 16. Jahrhundert stammend, in der Biedermeierzeit umgestaltet, stark aus der Straßenflucht zurückversetzt. Schlichte vierachsige Fassade. Im Erdgeschoß rechts rechteckiges Haustor mit Oberlichte, am Steingewände bezeichnet „1823“. Sämtliche Fenster an der Fassade besitzen eine schlichte Umrahmung. Die Obergeschoße durch Putzfaschenbänder gerahmt bzw. gegliedert. Der Giebelbereich ist zweigeteilt, im unteren zweiachsigen trapezförmigen Giebelfeld sind die Winkelpunkte durch Putzrosetten akzentuiert. Im oberen Giebelfeld sind u. a. Gottvater, Jesus und der Heilige Geist in Form einer Taube dargestellt. Abschließendes Satteldach. Datum der Unterschutzstellung: 13. März 1986 (Ensemble Steyrdorf) | BDA-Hist.: Q38011825 Status: Bescheid Stand der BDA-Liste: 2025-06-30 Name: Bürgerhaus GstNr.: .521 |
| ja   | Datei hochladen | Bürgerhaus HERIS-ID: 44914 Objekt-ID: 45809 | Gleinker Gasse 18 Standort KG: Steyr                          | Einfaches siebenachsiges zweigeschoßiges traufständiges relativ langes Bürgerhaus, im Kern aus dem späten 17. Jahrhundert stammend. Schlichte Fassadengestaltung, Erdgeschoßöffnungen stichbogenförmig ausgeführt. In der dritten Achse von links Hausportal, Holztüre mit Rautenmuster und Oberlichte. Putzfasche zwischen Erd- und Obergeschoß. Diese im Bereich über der dritten und vierten Achse von rechts unterbrochen, hier ehemaliges heute leeres Werbefeld. Obergeschoßfenster mit einfachen Putzfaschen, profilierten Verdachungen und Parapetgesimsen, darunter Parapetfelder. Reich profiliertes Traufgesimse, abschließendes Satteldach. Datum der Unterschutzstellung: 13. März 1986 (Ensemble Steyrdorf) | BDA-Hist.: Q38011834 Status: Bescheid Stand der BDA-Liste: 2025-06-30 Name: Bürgerhaus GstNr.: .518 |
| ja   | Datei hochladen | Bürgerhaus HERIS-ID: 44915 Objekt-ID: 45810 | Gleinker Gasse 19 Standort KG: Steyr                          | Schlichtes zweigeschoßiges giebelständiges Bürgerhaus auf hakenförmigem Grundriss, an der Ecke Gleinker Gasse Schuhbodengasse situiert, im Kern aus dem 16. Jahrhundert stammend. Einfache mehrfach veränderte Fassade. Die großen störenden Auslagenscheiben des Erdgeschoßes wurden in den letzten Jahren rückgebaut. Fassade Gleinker Gasse: Erdgeschoß vierachsig, das Kragerkermotiv mit Betonkonsolen und Segmentbögen stammt aus den 1950er Jahren. Drei unregelmäßige Fensterachsen im Obergeschoß, segmentbogige Nische zwischen erster und zweiter Fensterachse mit steinerner Sohlbank und spätbarocker Stuckbekrönung. Zweiachsiges Giebelgeschoß. Fassade Schubodengasse mit sechs unregelmäßigen Fensterachsen. Fenster der Obergeschoße mit schlichter Umrahmung, Fassade durch Putzbänder gegliedert. Reich profiliertes Traufgesimse in der Schubodengasse, abschließendes Satteldach. Datum der Unterschutzstellung: 13. März 1986 (Ensemble Steyrdorf) | BDA-Hist.: Q38011863 Status: Bescheid Stand der BDA-Liste: 2025-06-30 Name: Bürgerhaus GstNr.: .525 |
| ja   | Datei hochladen | Bürgerhaus HERIS-ID: 44917 Objekt-ID: 45812 | Gleinker Gasse 20 Standort KG: Steyr                          | Dreigeschoßiges traufständiges Bürgerhaus, im Kern aus dem 16. Jahrhundert stammend, im 1. Viertel des 19. Jahrhunderts stark verändert. Sieben unregelmäßige Fensterachsen an der Straßenfront. Erdgeschoß mit mittigem rechteckigen Hauseingang in Steingewände mit Oberlichte. Die linken drei Achsen mit profilierten Steingewänden, segmentbogenförmig abgeschlossen. Obergeschoße durch Putzbänder gegliedert, einfache Umrahmungen der Fenster. Abschließendes profiliertes Traufgesimse. Hofseitig über die ganze Hauslänge zweigeschoßige Arkadenreihe mit abgefasten Stichbögen, Konsolen, Mauerpfeilern und abschließendem Pultdach. Hofseitig angebaut kleines giebelständiges Wirtschaftsgebäude mit Satteldach. Datum der Unterschutzstellung: 13. März 1986 (Ensemble Steyrdorf) | BDA-Hist.: Q38011873 Status: Bescheid Stand der BDA-Liste: 2025-06-30 Name: Bürgerhaus GstNr.: .522 |
| ja   | Datei hochladen | Bürgerhaus samt Hauszeichen HERIS-ID: 38594 Objekt-ID: 38177                                                                                              | Gleinker Gasse 21 Standort KG: Steyr                          | Zweigeschoßiges spätgotisches Eckhaus mit Walmdach im Kern aus der 1. Hälfte des 16. Jahrhunderts stammend. An der Fassade Gleinker Gasse sieben unregelmäßige, an der Schuhbodengasse sechs Fensterachsen. Jalousienbänderung des Erdgeschoßes 1. Hälfte 19. Jahrhundert. Renaissance-Rundbogenportal an der Gleinker Gasse. Reich profilierte Steingewändefenster im ersten Obergeschoß mit Steinkreuzen (z. T. rekonstruiert). In der Gleinker Gasse dominierendes Mittelfenster, daneben Darstellung der Marienkrönung um 1700. Das Obergeschoß kragt an der Hausecke in der Schuhbodengasse im Bereich der ersten drei Fenster leicht vor, ruhend auf profilierten Kragsteinen. Ausleger: Bereits am 23. Dezember 1939 unter Denkmalschutz gestellt. Aus dem 17. Jahrhundert stammender Schmiedeeisenausleger des Gasthauses „Zum Hecht“. Daten der Unterschutzstellungen: 23. Dezember 1939 (Ausleger); 5. Juli 1971; 13. März 1986 (Ensemble Steyrdorf) | BDA-Hist.: Q37982379 Status: Bescheid Stand der BDA-Liste: 2025-06-30 Name: Bürgerhaus samt Hauszeichen GstNr.: .542/1 |
| ja   | Datei hochladen | Bürgerhaus HERIS-ID: 44918 Objekt-ID: 45813 | Gleinker Gasse 22 Standort KG: Steyr                          | Bürgerhausanlage bestehend aus Vorder- und freistehendem Hinterhaus, beide mit Satteldächern gedeckt. Dreigeschoßiges traufständiges fünfachsiges Vorderhaus, im Kern aus dem 16. Jahrhundert stammend, mit um 1800 gestalteter frühklassizistischer Fassade. Fassade wird durch alle Geschoße reichende Riesenpilaster vertikal gegliedert. Erdgeschoß glatt verputzt, die Fenster mit geohrten Umrahmungen. In der Mittelachse breite korbbogige Hauseinfahrt mit Steingewände, zweiflügelige kassettierte Holztür mit Beschlägen aus der Zeit um 1800. Profiliertes Kordongesims zwischen Erd- und erstem Obergeschoß. Die Fenster der rieselverputzten Obergeschoße durch Sturz- und Parapetfelder sowie vertikale Putzbänder zusammengefasst. Die Fenster des zweiten Obergeschoßes durch Zwergkonsolen in das reich profilierte Traufgesims eingebunden. In den Parapetfeldern Rundmedaillons. Eingeschoßiges fünfachsiges traufständiges Hinterhaus, im Kern aus dem 17. Jahrhundert stammend. In der Mittelachse rechteckiges Hausportal mit einfach profiliertem Steingewände und schmaler zweiflügeliger Eisenplattentür mit Eisenbändern und Rosetten. Datum der Unterschutzstellung: 24. April 1996 (Ensemble Steyrdorf) | BDA-Hist.: Q38011882 Status: Bescheid Stand der BDA-Liste: 2025-06-30 Name: Bürgerhaus GstNr.: .524 |
| ja   | Datei hochladen | Bürgerhaus HERIS-ID: 44919 Objekt-ID: 45814 | Gleinker Gasse 23 Standort KG: Steyr                          | Breit gelagertes dreigeschoßiges traufständiges Bürgerhaus, im Kern aus dem 16. Jahrhundert stammend, stark von biedermeierlich-klassizistischem Umbau aus dem 1. Viertel des 19. Jahrhunderts, in reduzierter Form erhalten, geprägt. Siebenachsige Straßenfassade. In der Mittelachse des Erdgeschoßes spätgotisches Kragsturzportal aus dem 16. Jahrhundert, Haustür mit Messingbeschlägen aus dem 1. Viertel des 19. Jahrhunderts. Fenster des ersten Obergeschoßes mit profilierten Steingewänden mit Parapetgesimsen. Zwischen erstem und zweitem Obergeschoß klassizistisches Friesband mit geometrisierender Ornamentik. Fenster des zweiten Obergeschoßes mit einfacher Putzumrahmung, abschließend reich profiliertes Traufgesimse. Südliche Giebelmauer mit profilierten Gesimsen und kantigen Voluten. Datum der Unterschutzstellung: 13. März 1986 (Ensemble Steyrdorf) | BDA-Hist.: Q38011891 Status: Bescheid Stand der BDA-Liste: 2025-06-30 Name: Bürgerhaus GstNr.: .546 |
| ja   | Datei hochladen | Bürgerhaus HERIS-ID: 44920 Objekt-ID: 45815 | Gleinker Gasse 24 Standort KG: Steyr                          | Dreigeschoßiges traufständiges Bürgerhaus über annähernd u-förmigem Grundriss, im Kern aus dem 16. Jahrhundert stammend. Die sechsachsige Fassade in der 1. Hälfte des 19. Jahrhunderts gestaltet. Betonung der Gebäudekanten durch vertikale Faschen, horizontale Faschen zwischen den Geschoßen. Erdgeschoß fünfachsig, schuppengebändert, in der Mittelachse segmentbogiges Eingangstor mit einfach profiliertem Steingewände. Sämtliche Fenster der Fassade mit genuteten Putzumrahmungen. Die Obergeschoße rieselverputzt, Fassadenabschluss durch reich profiliertes Traufgesims. Im Innenhof l-förmiger Arkadenhof. Offener Aufgang in den Arkadengang des ersten Obergeschoßes. Im ersten Obergeschoß Segmentbogentonnen auf abgefasten Steinbalkenkonsolen über achteckigen Steinpfeilern. Im zweiten Obergeschoß einfaches offenes Pultdach über gemauerten Pfeilern. Datum der Unterschutzstellung: 24. April 1996 (Ensemble Steyrdorf) | BDA-Hist.: Q38011902 Status: Bescheid Stand der BDA-Liste: 2025-06-30 Name: Bürgerhaus GstNr.: .543 |
| ja   | Datei hochladen | Bürgerhaus, Handwerker- u. Wohnhaus HERIS-ID: 44923 Objekt-ID: 45818                                                                                      | Gleinker Gasse 26 Standort KG: Steyr                          | Schlichtes schmales viergeschoßiges Wohn- und Handwerkerhaus mit steilem Pultdach, im Kern aus dem 16. Jahrhundert stammend. Das Gebäude ist hangseitig hinter dem Haus Gleinker Gasse 24 situiert und durch einen schmalen Gang zwischen den Objekten Gleinker Gasse 24 und 28 erreichbar. In den Hang gebaut. Schlichte schmucklose Fassade mit unregelmäßig verteilten Fenstern, zweiachsiges Giebelgeschoß zum Taborweg. Im Inneren die Flure in den unteren drei Geschoßen tonnengewölbt, die beiden untersten Geschoße mit je einem kreuzgratgewölbten Raum. Datum der Unterschutzstellung: 13. März 1986 (Ensemble Steyrdorf) | BDA-Hist.: Q38011912 Status: Bescheid Stand der BDA-Liste: 2025-06-30 Name: Bürgerhaus, Handwerker- u. Wohnhaus GstNr.: .544 |
| ja   | Datei hochladen | Bürgerhaus, Handwerkerhaus HERIS-ID: 44925 Objekt-ID: 45820                                                                                               | Gleinker Gasse 27 Standort KG: Steyr                          | Außerhalb der ehemaligen Stadtbefestigung gelegenes freistehendes zweigeschoßiges kleines Wohn- und Handwerkerhaus, im Kern aus dem 16. Jahrhundert stammend, nach Stadtbrand 1842 stark verändert. Längsfassaden drei-, Querfassaden zweiachsig. Erdgeschoß genutet, einfache Umrahmung der Fenster im Erd- und Obergeschoß, Obergeschoße durch Putzbänder an den Gebäudekanten sowie zum Giebelgeschoß gegliedert. Giebelgeschoß mit leicht undulierter Giebelrahmung und mit mittig situierter kreisförmiger Belichtungsöffnung. Im Giebelfeld zum Wieserfeldplatz Jahreszahl „1842“ und Monogramm „P I“. Abschließendes Satteldach. Datum der Unterschutzstellung: 13. März 1986 (Ensemble Steyrdorf) | BDA-Hist.: Q38011932 Status: Bescheid Stand der BDA-Liste: 2025-06-30 Name: Bürgerhaus, Handwerkerhaus GstNr.: .700 |
| ja   | Datei hochladen | Bürgerhaus HERIS-ID: 44927 Objekt-ID: 45822 | Gleinker Gasse 28 Standort KG: Steyr                          | Kleine Bürgerhausanlage bestehend aus traufständigem Vorderhaus und L-förmigen Hintertrakt auf ansteigender Parzelle, im Kern aus dem 16. Jahrhundert stammend. Zweigeschoßiges dreiachsiges Vorderhaus. In der linken Achse des Erdgeschoßes renaissancezeitliches Diamantquaderportal aus der Zeit um 1600. Die störende ehemalige Auslagenscheibe 2009/2010 rückgebaut und durch zwei Fenster mit einfacher Umrahmung ersetzt. Zwischen Erd- und Obergeschoß reich profiliertes Gesimse. Obergeschoß mit Faschengliederung sowie Parapetdekor aus der 2. Hälfte des 18. Jahrhunderts. Abschließend reich profiliertes Traufgesimse. Datum der Unterschutzstellung: 13. März 1986 (Ensemble Steyrdorf) | BDA-Hist.: Q38011942 Status: Bescheid Stand der BDA-Liste: 2025-06-30 Name: Bürgerhaus GstNr.: .545 |
| ja   | Datei hochladen | Bürgerhaus, Handwerkerhaus HERIS-ID: 44928 Objekt-ID: 45823                                                                                               | Gleinker Gasse 29 Standort KG: Steyr                          | Größeres zweigeschoßiges ehemaliges Wohn- und Handwerkerhaus mit L-förmigen Grundriss an der ansteigenden Gleinker Gasse, im Kern aus dem späten 18., bzw. frühen 19. Jahrhundert stammend. Fassadengestaltung aus der 2. Hälfte des 20. Jahrhunderts, Fenster mit schlichter Umrahmung, lediglich das stark profilierte Traufgesimse von der ursprünglichen Fassade erhalten. Fassade Gleinkergasse im Obergeschoß mit sieben unregelmäßig angeordneten Fenstern, das Erdgeschoß mit eckigem Portal und Türflügel aus der Zeit um 1840. Fassade am Verbindungsweg zum Wieserfeldplatz im Obergeschoß sechsachsig, Erdgeschoß mit rezenten Auslagen. Giebelfassade zum Wieserfeldplatz 2011 erneuert, Gliederung durch Faschenbänder an den Gebäudeecken sowie zwischen den Geschoßen, zweiachsiges Giebelgeschoß, Fenster mit schlichter Umrahmung. Datum der Unterschutzstellung: 13. März 1986 (Ensemble Steyrdorf) | BDA-Hist.: Q38011951 Status: Bescheid Stand der BDA-Liste: 2025-06-30 Name: Bürgerhaus, Handwerkerhaus GstNr.: .698 |
| ja   | Datei hochladen | Wohnhaus HERIS-ID: 107817 Objekt-ID: 125180 | Gleinker Gasse 30 Standort KG: Steyr                          | Viergeschoßiges traufständiges Eckhaus mit abschließendem Walmdach über hakenförmigem Grundriss, im Baukern aus dem 16. Jahrhundert stammend. 1970/71 tiefgreifender Umbau einschließlich Erhöhung um ein Geschoß. Fassade Gleinker Gasse siebenachsig, wobei der rechte zweiachsige Gebäudeteil in den Straßenverlauf mit einer Achse vorspringt. An der Gebäudekante befindet sich hier im Erdgeschoß eine wuchtige toskanische Säule, sowie links davon situiert ein abgefaster Spitzbogen. Fassade Uprimny-Stiege zwei-, die gartenseitige Fassade sechsachsig. Die Obergeschoßfassaden schlicht gestaltet, lediglich die Fenster weisen genutete Umrahmungen auf. Fassadenabschluss durch Hohlkehle. Datum der Unterschutzstellung: 24. April 1996 (Ensemble Steyrdorf) | BDA-Hist.: Q37811144 Status: Bescheid Stand der BDA-Liste: 2025-06-30 Name: Wohnhaus GstNr.: .548 |
| ja   | Datei hochladen | Bürgerhaus, Handwerkerhaus HERIS-ID: 44929 Objekt-ID: 45824                                                                                               | Gleinker Gasse 31 Standort KG: Steyr                          | Stark verändertes zweigeschoßiges ehemaliges Wohn- und Handwerkerhaus über annähernd quadratischem Grundriss, im Kern aus dem 18. Jahrhundert stammend. Fassade zur Gleinker Gasse mit vier regelmäßigen Fensterachsen. Hauszugang in zweiter Achse von links, biedermeierliches Steingewände mit Oberlicht und Inschrift „I.W.W.1842“ (1842 großer Brand von Steyrdorf). Fassade erneuert, Fenster mit schlichter Umrahmung, lediglich das reich profilierte Traufgesimse von der ursprünglichen Fassadengestaltung erhalten. Fassade zur Wolfernstraße zweiachsig, abschließend einseitig abgewalmtes Dach. Datum der Unterschutzstellung: 13. März 1986 (Ensemble Steyrdorf) | BDA-Hist.: Q38011961 Status: Bescheid Stand der BDA-Liste: 2025-06-30 Name: Bürgerhaus, Handwerkerhaus GstNr.: .696 |
| ja   | Datei hochladen | Bürgerhaus, Handwerkerhaus HERIS-ID: 44930 Objekt-ID: 45825                                                                                               | Gleinker Gasse 32 Standort KG: Steyr                          | Einfaches traufständiges zweigeschoßiges Wohn- und Handwerkerhaus, außerhalb der ehemaligen Stadtbefestigung gelegen, im Kern aus dem frühen 19. Jahrhundert stammend. Das an der Gleinker Gasse – Uprimny Stiege situierte Eckhaus an der Rückseite in den Hang gebaut. Erdgeschoß rezent verändert. Fünf regelmäßig angeordnete Fenster mit schlichter Umrahmung im Obergeschoß. Rieselputzfassade gegliedert durch schmale glatte Faschen an den Gebäudeecken sowie in der linken Gebäudehälfte zwischen den Geschoßen. Abschließend einseitig abgewalmtes Dach. Datum der Unterschutzstellung: 13. März 1986 (Ensemble Steyrdorf) | BDA-Hist.: Q38011971 Status: Bescheid Stand der BDA-Liste: 2025-06-30 Name: Bürgerhaus, Handwerkerhaus GstNr.: .701/2 |
| ja   | Datei hochladen | Bürgerhaus, Handwerkerhaus HERIS-ID: 44931 Objekt-ID: 45826                                                                                               | Gleinker Gasse 33 Standort KG: Steyr                          | Freistehendes einfaches kleines ehemaliges Wohn- und Handwerkerhaus, im Kern aus dem frühen 19. Jahrhundert stammend. Zur Wolferner Straße sowie die östliche Querfassade zweigeschoßig, sonst eingeschoßig. Die beiden Längsfassaden je vierachsig mit unregelmäßiger Achsaufteilung. Westliche Querfassade bis auf ein mittig situiertes Fenster im Giebelbereich öffnungslos. Östliche Querfassade im Erdgeschoß zweiachsig, im Obergeschoß ein Fenster rechts über dem Erdgeschoßfenster. Giebelbereich mit einer mittig situierten Belichtungsöffnung. Schlichte Fassadengestaltung, Betonung der Gebäudekanten durch vertikale Putzbänder, horizontale Putzbänder zu den Giebelgeschoßen. Einfache Umrahmung der Fenster, Traufgesimse als Hohlkehle ausgebildet, abschließendes Satteldach. Datum der Unterschutzstellung: 13. März 1986 (Ensemble Steyrdorf) | BDA-Hist.: Q38011981 Status: Bescheid Stand der BDA-Liste: 2025-06-30 Name: Bürgerhaus, Handwerkerhaus GstNr.: .691/1 Wohn- und Handwerkerhaus Gleinker Gasse 33 (Steyr) |
| ja   | Datei hochladen | Bürgerhaus, Handwerkerhaus HERIS-ID: 44932 Objekt-ID: 45827                                                                                               | Gleinker Gasse 34 Standort KG: Steyr                          | Kleines zweigeschoßiges traufständiges ehemaliges Wohn- und Handwerkerhaus, im Kern aus dem frühen 19. Jahrhundert stammend, rückseitig in den Hang gebaut. Schlichte Fassadengestaltung, lediglich das profilierte Gesimse zwischen Erd- und Obergeschoß von der historischen Fassade erhalten. Im Erdgeschoß links eckige Toröffnung, rechts eckiger Hauszugang, dazwischen zwei Fensteröffnungen. Obergeschoß mit drei regelmäßig angeordneten Fensteröffnungen. Abschließendes Satteldach. Datum der Unterschutzstellung: 13. März 1986 (Ensemble Steyrdorf) | BDA-Hist.: Q38011992 Status: Bescheid Stand der BDA-Liste: 2025-06-30 Name: Bürgerhaus, Handwerkerhaus GstNr.: .701/1 |
| ja   | Datei hochladen | Bürgerhaus, Handwerkerhaus HERIS-ID: 44933 Objekt-ID: 45828                                                                                               | Gleinker Gasse 35 Standort KG: Steyr                          | Kleines freistehendes traufständiges ehemaliges Wohn- und Handwerkerhaus aus dem frühen 19. Jahrhundert, in den Hang gebaut. Längsfassade zur Gleinker Gasse, sowie südliche Querfassade zweigeschoßig, sonst eingeschoßig. Längsfassade zur Gleinker Gasse mit vier unregelmäßig angeordneten Achsen in beiden Geschoßen. Rieselverputzte Fassade durch Putzbänder und Fensterfaschenrahmungen gegliedert. Im Obergeschoß zwischen erster und zweiter Achse geschwungen profilierter Putzrahmen eines ehemaligen Bildes. Querfassade mit einer Fensterachse (im Obergeschoß als Blindfenster ausgeführt) im rechten Fassadenabschnitt. Giebelgeschoß mit mittig situierter Belichtungsöffnung, abschließendes Satteldach. Datum der Unterschutzstellung: 13. März 1986 (Ensemble Steyrdorf) | BDA-Hist.: Q38012003 Status: Bescheid Stand der BDA-Liste: 2025-06-30 Name: Bürgerhaus, Handwerkerhaus GstNr.: .686/2 |
| ja   | Datei hochladen | Wegkapelle HERIS-ID: 108029 Objekt-ID: 125427 | bei Gleinker Gasse 35 Standort KG: Steyr                      | Kleiner, barock wirkender, aus dem 19. Jahrhundert stammender Kapellenbau, erhöht über der Gleinker Gasse situiert. Über einige Stufen erreichbar. Rechteckiger Bau mit konkav geschwungenen Ecken. Die Fassade pilastergegliedert mit reich profiliertem Traufgesims sowie geschwungenem Stuckdekor. Der Gleinker Gasse zugewandt korbbogige Öffnung mit flankierenden Kerzenleuchtern, durch kniehohes Schmiedeeisengitter abgeschlossen. Im Inneren Kruzifix. Kapellenabschluss durch Walmdach, an den Ecken kleine Wasserspeier in Drachenform. Datum der Unterschutzstellung: 31. Dezember 2009 | BDA-Hist.: Q37811740 Status: § 2a Stand der BDA-Liste: 2025-06-30 Name: Wegkapelle GstNr.: .685 |
| ja   | Datei hochladen | Bürgerhaus, Handwerkerhaus HERIS-ID: 44934 Objekt-ID: 45829                                                                                               | Gleinker Gasse 36 Standort KG: Steyr                          | Kleines traufständiges zweigeschoßiges, rückwärtig in den Hang gebautes, ehemaliges Wohn- und Handwerkerhaus, im Kern aus dem 16. Jahrhundert stammend. Spätklassizistische Fassade, Betonung der Gebäudekanten durch vertikale Putzbänder. Ungewöhnlich hoher gequaderter Erdgeschoßbereich mit abschließendem Band mit geometrisierendem Fries, die Öffnungen rezent verändert. Im Obergeschoß vier regelmäßig angeordnete Fenster mit schlichter Umrahmung. Abschließend profiliertes Traufgesimse. Satteldach mit zwei kleinen stehenden Blechgaupen. Datum der Unterschutzstellung: 13. März 1986 (Ensemble Steyrdorf) | BDA-Hist.: Q38012011 Status: Bescheid Stand der BDA-Liste: 2025-06-30 Name: Bürgerhaus, Handwerkerhaus GstNr.: .699/2 |
| ja   | Datei hochladen | Bürgerhaus, Handwerkerhaus HERIS-ID: 44935 Objekt-ID: 45830                                                                                               | Gleinker Gasse 38 Standort KG: Steyr                          | Zweigeschoßiges traufständiges ehemaliges Wohn- und Handwerkerhaus, rückwärtig in den Hang gebaut, im Kern aus dem 16. Jahrhundert stammend. Schlichte erneuerte Fassadengestaltung, Betonung der Gebäudekanten durch Faschenband, horizontale Fasche zwischen Erd- und Obergeschoß. Erdgeschoß mit mittigem großen eckigen faschengerahmten Tor. Rundbogiger Hauszugang im rechten Gebäudeteil. Rieselverputztes Obergeschoß mit fünf unregelmäßigen Fenstern mit schlichter Umrahmung. Abschließend reich profiliertes Traufgesimse. Giebel mit „1842“ datiert, Hinweis auf Wiederaufbau nach Brand in Steyrdorf 1842. Abschließendes Satteldach. Datum der Unterschutzstellung: 13. März 1986 (Ensemble Steyrdorf) | BDA-Hist.: Q38012030 Status: Bescheid Stand der BDA-Liste: 2025-06-30 Name: Bürgerhaus, Handwerkerhaus GstNr.: .699/1 |
| ja   | Datei hochladen | Nischenbildstock HERIS-ID: 108030 Objekt-ID: 125428 | bei Gleinker Gasse 38 Standort KG: Steyr                      | Kleiner schlichter giebelständiger Kapellenbildstock mit abschließendem Satteldach, südlich von Gleinker Gasse 38 situiert. Teil einer Gruppe von drei Bildstöcken die zur erhöht liegenden Wegkapelle an der Gleinker Gasse führen. Der Bildstock wurde Ende des 19./Anfang des 20. Jahrhunderts errichtet. Mittig situierte rundbogige Öffnung. Das abschließende hüfthohe Gitter jüngeren Datums. Das Giebeldreieck weist eine profilierte Umrahmung auf. Datum der Unterschutzstellung: 31. Dezember 2009 | BDA-Hist.: Q37811751 Status: § 2a Stand der BDA-Liste: 2025-06-30 Name: Nischenbildstock GstNr.: 1395/4 |
| ja   | Datei hochladen | Bürgerhaus, Handwerkerhaus HERIS-ID: 44936 Objekt-ID: 45831                                                                                               | Gleinker Gasse 40 Standort KG: Steyr                          | Freistehendes zweigeschoßiges traufständiges ehemaliges Wohn- und Handwerkerhaus, rückwärtig in den Hang gebaut, im Kern aus dem 16. Jahrhundert stammend. Nach Stadtbrand 1842 stark verändert. Schmucklose neuzeitliche Fassade, im Obergeschoß sieben unregelmäßig angeordnete Fensteröffnungen. Im Erdgeschoß in der dritten Achse von rechts eckiges Hausportal mit leicht profiliertem Steingewände. In der linken Gebäudehälfte im Putz Schriftzug „Bäckerei Bader“ sowie zwei Löwen die ein Brezel halten, wohl aus den 1950er oder 1960er Jahren stammend. Abschließendes Satteldach. Datum der Unterschutzstellung: 13. März 1986 (Ensemble Steyrdorf) | BDA-Hist.: Q38012041 Status: Bescheid Stand der BDA-Liste: 2025-06-30 Name: Bürgerhaus, Handwerkerhaus GstNr.: .695 |
| ja   | Datei hochladen | Bürgerhaus, Handwerkerhaus HERIS-ID: 44937 Objekt-ID: 45832                                                                                               | Gleinker Gasse 42 Standort KG: Steyr                          | Zweigeschoßiges traufständiges ehemaliges Wohn- und Handwerkerhaus an der stark ansteigenden Gleinker Gasse situiert, rückwärtig in den Hang gebaut, im Kern aus dem 16. Jahrhundert stammend, mit erneuerter Biedermeierfassade nach Stadtbrand 1842. Fünfachsige Fassade mit neueren Anbauten. Fassade durch Kordongesims und Parapetgesims des Obergeschoßes horizontal akzentuiert. Sturzfelder des Erdgeschoßes mit geraden Gesimsen abgeschlossen, in den Parapetfeldern des Obergeschoßes Rosetten. Reich profiliertes Traufgesimse, abschließendes Satteldach. Datum der Unterschutzstellung: 13. März 1986 (Ensemble Steyrdorf) | BDA-Hist.: Q38012050 Status: Bescheid Stand der BDA-Liste: 2025-06-30 Name: Bürgerhaus, Handwerkerhaus GstNr.: .693 |
| ja   | Datei hochladen | Bürgerhaus, Handwerkerhaus HERIS-ID: 44938 Objekt-ID: 45833                                                                                               | Gleinker Gasse 44 Standort KG: Steyr                          | Kleines zweigeschoßiges traufständiges Wohn- und Handwerkerhaus, rückseitig in den Hang gebaut, im Kern wahrscheinlich aus dem 16. Jahrhundert stammend. Erdgeschoß dreiachsig mit mittig situierter eckiger Haustür mit profiliertem Steingewände und Blechvordach. Obergeschoß zweiachsig, die Fenster axial über jenen des Erdgeschoßes angeordnet. Rieselverputzte Biedermeierfassade vertikal durch Putzbänder gegliedert, Gebäudekanten ebenfalls durch Putzbänder betont. Abschließendes sehr flaches Krüppelwalmdach. Datum der Unterschutzstellung: 13. März 1986 (Ensemble Steyrdorf) | BDA-Hist.: Q38012060 Status: Bescheid Stand der BDA-Liste: 2025-06-30 Name: Bürgerhaus, Handwerkerhaus GstNr.: .692 |
| ja   | Datei hochladen | Kapellenbildstock HERIS-ID: 108031 Objekt-ID: 125429 | bei Gleinker Gasse 44 Standort KG: Steyr                      | Kleiner schlichter giebelständiger Kapellenbildstock mit abschließendem Satteldach, nördlich von Gleinker Gasse 44, etwas erhöht über der Straße situiert. Teil einer Gruppe von drei Bildstöcken die zur gegenüberliegenden Wegkapelle führen. Der Bildstock wurde Ende des 19./Anfang des 20. Jahrhunderts errichtet. Mittig situierte rundbogige Öffnung. Das abschließende Gitter jüngeren Datums. Profiliertes Horizontalgesims mit Ziegeldeckung zum Giebeldreieck. Datum der Unterschutzstellung: 31. Dezember 2009 | BDA-Hist.: Q37811761 Status: § 2a Stand der BDA-Liste: 2025-06-30 Name: Kapellenbildstock GstNr.: .691/2 |
| ja   | Datei hochladen | Torturm, sog. Schnallentor HERIS-ID: 44940 Objekt-ID: 45835                                                                                               | Gleinker Gasse 46 Standort KG: Steyr                          | Solitär stehender repräsentativer dreigeschoßiger Torbau, errichtet Mitte des 16. Jahrhunderts (?) als Teil einer möglicherweise geplanten, jedoch nicht verwirklichten Erweiterung der Stadtbefestigung von Steyrdorf. Heutiges Erscheinungsbild aus dem Jahr 1613. Ungewöhnlich reicher frühbarocker Sgraffitoschmuck. Längsfassaden: Erdgeschoß mit breiter Durchfahrt, Putzquaderung mit mittigem Keilstein. Betonung der Gebäudekanten ebenfalls durch Putzquader. Fensteröffnungen mit reichen Sgraffitoumrahmungen im ersten Obergeschoß. Dieses vom zweiten Obergeschoß durch ein reich dekoriertes Sgraffitoband getrennt. Zweites Obergeschoß mit drei schartenförmigen Fensteröffnungen, zwischen den Fenstern je eine Schlüssellochscharte. Nordfassade nur mit Schlüssellochscharten. Traufgesimse als Rundbogenfries ausgebildet. Querfassaden im ersten Obergeschoß zweiachsig, zweites Obergeschoß je vier Schlüssellochscharten. Abschließend hohes Keildach mit je zwei Schleppgaupen an den Längsdachflächen. Zwei hohe Schornsteine und Betonung der Firstenden durch je einen Zierknauf. Datum der Unterschutzstellung: 13. März 1986 (Ensemble Steyrdorf) | BDA-Hist.: Q2246966 Status: Bescheid Stand der BDA-Liste: 2025-06-30 Name: Torturm, sog. Schnallentor GstNr.: .687/1, .687/2 Schnallentor |
| ja   | Datei hochladen | Bürgerhaus HERIS-ID: 40497 Objekt-ID: 40438 | Goldschmiedgasse 3 Standort KG: Steyr                         | Viergeschoßiges, dreiachsiges ehemaliges Hinterhaus des im Zweiten Weltkrieg großteils zerstörten Bürgerhauses Enge Gasse 19. Schlichte traufständige Fassade aus der 2. Hälfte des 19. Jahrhunderts zum Ennskai, Betonung der Gebäudekanten durch Faschen. Im Erdgeschoß rechts befindet sich ein segmentbogenförmig genutetes Steinportal. Links zwei rundbogig ausgeführte Fensteröffnungen mit genuteter Umrahmung und schmiedeeisernen Fensterläden. In den Obergeschoßen ebenfalls genutete Fensterumrahmungen, die im zweiten Obergeschoß aus rechteckigen Steingewänden bestehen. Über einem profilierten Kranzgesims erhebt sich eine geschwungene Dachattika mit kreisförmiger Lichtöffnung. In der Goldschmiedgasse hofseitig am Hinterhaus in den Obergeschoßen je zwei Achsen mit geputzten Faschen, im Erdgeschoß erneuertes segmentbogiges Portal. Anschließend gleich gestalteter zweiachsiger dreigeschoßiger Hoftrakt. Datum der Unterschutzstellung: 9. April 1990 | BDA-Hist.: Q37994804 Status: Bescheid Stand der BDA-Liste: 2025-06-30 Name: Bürgerhaus GstNr.: .14 |
| ja   | Datei hochladen | Bürgerhaus HERIS-ID: 44308 Objekt-ID: 45086 | Goldschmiedgasse 4 Standort KG: Steyr                         | Viergeschoßiges dreiachsiges Hinterhaus, im Kern aus dem 16. Jahrhundert stammend, des im Zweiten Weltkrieg zerstörten Objektes Enge Gasse 21. Im Inneren bezieht sich der Denkmalschutz nur auf das Erdgeschoß. Die ennskaiseitige Fassade stammt aus der 2. Hälfte des 19. Jahrhunderts. Die Gebäudekanten werden durch Faschen akzentuiert, profilierte Gesimse über dem Erd- sowie über dem zweiten Obergeschoß. Im Sockelbereich des Erdgeschoßes Steinplatten, rechts rechteckiges genutetes Steingewände sowie Durchgang zur Goldschmiedgasse mit segemtbogenförmigen Steinportal. Die Fenster der Obergeschoße mit Sohlbänken und geraden Verdachungen mit bekrönenden Putzplatten. Die Parapete des ersten Obergeschoßes sind mit historischen Rankendekor versehen. Im zweiten Obergeschoß ausgesparte Parapete und geohrte Fensterumrahmungen. Letztere treten auch im darüberliegenden Geschoß auf. Abschließend profiliertes Dachgesims sowie treppenförmige Attika. Goldschmiedgassenseitig gequadertes Erdgeschoß mit segmentbogigem Steinportal mit historistisch kassettierter Eingangstür und zwei eisenvergitterten Fenstern in genuteten Umrahmungen. Datum der Unterschutzstellung: 7. Mai 1990 | BDA-Hist.: Q38007985 Status: Bescheid Stand der BDA-Liste: 2025-06-30 Name: Bürgerhaus GstNr.: .17 |
| ja   | Datei hochladen | Bürgerhaus, ehem. Ennstrakt des Dominikanerklosters HERIS-ID: 38596 Objekt-ID: 38179                                                                      | Grünmarkt 1 Standort KG: Steyr                                | Ehemaliges Klostergebäude der Dominikaner. Grünmarktseitiger Trakt: Mächtiges zehnachsiges dreigeschoßiges traufständiges Gebäude, Fassade um 1900. Großer Innenhof. Barocke Pfeilerarkaden aus dem 17. Jahrhundert im Erdgeschoß. Seitlich zwei schmale Verbindungstrakte zwischen den beiden Haupttrakten. Ennskaiseitiger Trakt stadtbilddominierend. Mächtiger viergeschoßiger neunachsiger traufständiger Baukörper auf der ehemaligen Stadtmauer errichtet. Schlichte renaissancezeitliche Fassade, die beiden mittleren Geschoße deutlich höher ausgeführt. Die Gebäudekante durch in Stein ausgeführte Eckquaderung betont. Querfassade dreiachsig mit öffnungslos ausgeführtem Giebelbereich. Abschließend durch seine Größe und Höhe stadtbildprägendes Krüppelwalmdach. Datum der Unterschutzstellung: 5. November 1940 | BDA-Hist.: Q37982388 Status: Bescheid Stand der BDA-Liste: 2025-06-30 Name: Bürgerhaus, ehem. Ennstrakt des Dominikanerklosters GstNr.: .57/1 |
| ja   | Datei hochladen | Bürgerhaus HERIS-ID: 38598 Objekt-ID: 38181 | Grünmarkt 3 Standort KG: Steyr                                | Zweigeschoßiges, dreiachsiges Bürgerhaus mit spätgotischem Baukern und Krüppelwalmdach auf langer schmaler Parzelle. Erdgeschoß mit seitlichem, abgefasten rundbogigen Tor. Obergeschoß vorkragend, auf profilierten Kragsteinen ruhend. Rieselputzfassade mit Eckquaderung. Stark profiliertes Gesimse zwischen Obergeschoß und dem zweiachsigen Giebelgeschoß. Einseitiger Arkadenhof mit Steinpfeilern aus 1. Hälfte des 16. Jahrhunderts. Datum der Unterschutzstellung: 5. November 1940 | BDA-Hist.: Q37982417 Status: Bescheid Stand der BDA-Liste: 2025-06-30 Name: Bürgerhaus GstNr.: .58 |
| ja   | Datei hochladen | Gasthaus Zum Grünen Kranz HERIS-ID: 38599 Objekt-ID: 38182                                                                                                | Grünmarkt 4 Standort KG: Steyr                                | Dreigeschoßiges dreiachsiges Haus mit Krüppelwalmdach, im Kern aus dem 16. Jahrhundert stammend. Fassade Grünmarkt: Abgefastes Rundbogenportal im Erdgeschoß. Die Obergeschoße vorkragend, auf vier profilierten Kragsteinen ruhend. Fassadenschmuck (mäanderartige Ornamente und Flechtbänder) aus der Zeit um 1800. Mächtiger Schmiedeeisenausleger. Giebelgeschoß zweiachsig. Fassade Pfarrgasse: An der linken Haushälfte zweigeschoßiger einachsiger Erker in den beiden Obergeschoßen mit Eckquaderung, ruhend auf wuchtigen Steinpfeilern. Fensteröffnung im ersten Obergeschoß mit Steinkreuz. Die Fenster des Erkers sowie die kleinen axial angeordneten Fensteröffnungen rechts des Erkers spätgotisch profiliert. Speicheröffnung im Giebelgeschoß. Datum der Unterschutzstellung: 22. Juli 1965 | BDA-Hist.: Q37982429 Status: Bescheid Stand der BDA-Liste: 2025-06-30 Name: Gasthaus Zum Grünen Kranz GstNr.: .83 |
| ja   | Datei hochladen | Bürgerhaus HERIS-ID: 40498 Objekt-ID: 40439 | Grünmarkt 5, 5a Standort KG: Steyr                            | Bürgerhausanlage bestehend aus Vorder-, Hinterhaus und Hoftrakt, im Kern aus der Spätgotik stammend. Das dreiachsige traufständige Vorderhaus wirkt optisch dreigeschoßig. Erneuertes Erdgeschoß mit drei steinernen segmentbogigen Öffnungen. Fassadengestaltung der Obergeschoße aus der 2. Hälfte des 19. Jahrhunderts. Obergeschoße vorkragend, ruhend auf Segmentbogenunterzügen die auf profilierten Konsolen ansetzen. Im eckgequaderten erstem Obergeschoß profilierte geputzte Umrahmungen der Fenster. Zwischen den beiden Obergeschoßen profiliertes Horizontalgesims. Im faschengerahmten zweiten Obergeschoß sind die äußeren Fenster durch Holzjalousien geschlossen. Am ennskaisseitigen Hinterhaus schlichte giebelständige, zweigeschoßige, dreiachsige Fassade mit zweiachsigem Giebelgeschoß, die in den 1930er-Jahren gestaltet wurde. Betonung der Gebäudekanten durch Eckquader und schlichte Umrahmungen der Öffnungen. Parzellenabschluss durch die ehemalige aus dem 4. Viertel des 16. Jahrhunderts stammende Stadtmauer. Datum der Unterschutzstellung: 20. Juni 1990 | BDA-Hist.: Q37994818 Status: Bescheid Stand der BDA-Liste: 2025-06-30 Name: Bürgerhaus GstNr.: .59/1, .59/2 |
| ja   | Datei hochladen | Bürgerhaus HERIS-ID: 38600 Objekt-ID: 38183 | Grünmarkt 6 Standort KG: Steyr                                | Dreigeschoßiges dreiachsiges, im Kern aus dem 16. Jahrhundert stammendes Bürgerhaus mit Krüppelwalmdach. Rundbogiges Portal in der linken Gebäudeachse. Barockfassade aus der 2. Hälfte des 18. Jahrhunderts. Die Obergeschoße stark vorkragend, ruhend auf Korbbögen, diese von stuckverkleideten Konsolen getragen. Die Achsen vertikal von Stuckzierat zusammengefasst. Schmiedeeisenfensterkörbe im ersten Obergeschoß, Fensterverdachungen im zweiten Obergeschoß. Das abschließende Giebelgeschoß mit zwei querrechteckigen Fensteröffnungen. Daten der Unterschutzstellung: 17. Mai 1963 | BDA-Hist.: Q37982439 Status: Bescheid Stand der BDA-Liste: 2025-06-30 Name: Bürgerhaus GstNr.: .82 |
| ja   | Datei hochladen | Bürgerhaus HERIS-ID: 38601 Objekt-ID: 38184 | Grünmarkt 7 Standort KG: Steyr                                | Zweigeschoßige, im Kern spätgotische vom Anfang des 16. Jahrhunderts stammende Bürgerhausanlage auf langgestreckter Parzelle, bestehend aus Vorderhaus, Arkadengang und Hinterhaus. Fassade Grünmarkt: Dreiachsig, Obergeschoß vorkragend, auf profilierten Kragsteinen ruhend, zweiachsiges Giebelgeschoß mit Krüppelwalm. Fassadengestaltung aus der Zeit um 1700. Spätgotischer Arkadenhof mit abgefasten Steinpfeilern. Hinterhaus: Fassade Ennskai, dreiachsiges Ober- und Giebelgeschoß, Krüppelwalmdach, renaissancezeitliche Sgraffitodekoration. Datum der Unterschutzstellung: 5. November 1940 | BDA-Hist.: Q37982450 Status: Bescheid Stand der BDA-Liste: 2025-06-30 Name: Bürgerhaus GstNr.: .60 |
| ja   | Datei hochladen | Bürgerhaus HERIS-ID: 38602 Objekt-ID: 38185 | Grünmarkt 8 Standort KG: Steyr                                | Dreigeschoßiges Bürgerhaus mit Krüppelwalmdach und kleinem Innenhof, im Kern aus dem 16. Jahrhundert stammend. Die beiden fünfachsigen Obergeschoße stark vorkragend, ruhend auf profilierten Kragsteinen die von Pfeilern unterstützt werden. Fenster mit profilierten spätgotischen Steingewänden. Fassadengestaltung aus dem Jahr 1766. Reicher Stuckdekor, insbesondere über den Fenstern des ersten Obergeschoßes. In der Mittelachse zwischen 1. und 2. Obergeschoß in Stuckkartusche Fresko hl. Anna Selbdritt. Dreiachsiges Giebelgeschoß. Schlichter Innenhof mit Balkon über Korbbogen. Datum der Unterschutzstellung: 18. Oktober 1965 | BDA-Hist.: Q37982460 Status: Bescheid Stand der BDA-Liste: 2025-06-30 Name: Bürgerhaus GstNr.: .81 Steyr Grünmarkt 8 |
| ja   | Datei hochladen | Bürgerhaus, Giebelhaus HERIS-ID: 38603 Objekt-ID: 38186                                                                                                   | Grünmarkt 9 Standort KG: Steyr                                | Zweigeschoßige Bürgerhausanlage im Kern aus dem 16. Jahrhundert stammend, bestehend aus Vorderhaus, Hinterhaus und kurzem dazwischen liegenden Hoftrakt. Fassade Grünmarkt: Dreiachsig, mit vorkragendem Obergeschoß, ruhend auf verputzten nicht sichtbaren Kragsteinen. Giebelgeschoß zweiachsig mit Krüppelwalm. Fassadengestaltung 1980er-Jahre. Dreigeschoßiges, dreiachsiges schlichtes Hinterhaus mit abschließendem Satteldach. Datum der Unterschutzstellung: 5. November 1940 | BDA-Hist.: Q37982469 Status: Bescheid Stand der BDA-Liste: 2025-06-30 Name: Bürgerhaus, Giebelhaus GstNr.: .61 |
| ja   | Datei hochladen | Gasthaus Zum Goldenen Hufeisen HERIS-ID: 38604 Objekt-ID: 38187                                                                                           | Grünmarkt 10 Standort KG: Steyr                               | Langgestrecktes ehemaliges Gasthaus, bestehend aus Vorder-, Hinterhaus und Arkadenhof, im Kern aus dem 16. Jahrhundert stammend. Dreigeschoßiges vierachsiges Vorderhaus mit Krüppelwalmdach. Im Erdgeschoß mittiges Steinportal aus dem 16. Jahrhundert. Die Fenster der beiden Obergeschoße mit spätgotisch profilierten Steingewänden. Fassadenmalerei renaissancezeitlich anmutend, Betonung der Gebäudekanten durch Eckquader, Fensterumrahmungen, neuzeitliche Sonnenuhr. Schmiedeeisenausleger 1. Hälfte 17. Jahrhundert. Langgestreckter Innenhof mit Pfeilerarkaden an drei Seiten. Datum der Unterschutzstellung: 22. Juli 1965 | BDA-Hist.: Q37982479 Status: Bescheid Stand der BDA-Liste: 2025-06-30 Name: Gasthaus Zum Goldenen Hufeisen GstNr.: .80 |
| ja   | Datei hochladen | Bürgerhaus HERIS-ID: 38605 Objekt-ID: 38188 | Grünmarkt 11 Standort KG: Steyr                               | Zweigeschoßige im Kern vom Anfang des 17. Jahrhunderts stammende Bürgerhausanlage, bestehend aus Vorder- und Hinterhaus. Fassade Grünmarkt: Dreiachsig, im rechten Erdgeschoßbereich rundbogiges Einfahrtstor, das vorkragende Obergeschoß ruht auf vier Steinpfeilern. Im Giebelgeschoß mit „1678“ bezeichnet. Krüppelwalmdach. Fassadengestaltung 1980er-Jahre. Eingeschoßiges Hinterhaus mit Krüppelwalmdach. Datum der Unterschutzstellung: 5. November 1940 | BDA-Hist.: Q37982489 Status: Bescheid Stand der BDA-Liste: 2025-06-30 Name: Bürgerhaus GstNr.: .62 |
| ja   | Datei hochladen | Bürgerhaus HERIS-ID: 40499 Objekt-ID: 40440 | Grünmarkt 12 Standort KG: Steyr                               | Dreigeschoßiges, dreiachsiges, im Kern aus dem 16./17. Jahrhundert stammendes Bürgerhaus. Erdgeschoß neuzeitlich verändert. Obergeschoßfassaden in historistischen Formen des 3. Viertels des 19. Jahrhunderts gestaltet. Profilierte horizontale Gesimse zwischen den Geschoßen. Im rieselverputzten ersten Obergeschoß Betonung der Gebäudekanten durch Faschen. Die Fenster mit genuteten Umrahmungen, in ausgesparten Feldern eingelassen, schlichte Parapet- und Sturzfelder. Im zweiten Obergeschoß schließen die genuteten Fensterumrahmungen vegetabil ornamentierte Sturzfelder ein, welche von geraden Verdachungen bekrönt werden, unterhalb der Sohlbänke ausgesparte Parapetfelder mit Fruchtgirlanden. Abschließend reich profiliertes Dachgesims. Datum der Unterschutzstellung: 26. Juni 1990 | BDA-Hist.: Q37994845 Status: Bescheid Stand der BDA-Liste: 2025-06-30 Name: Bürgerhaus GstNr.: .79 |
| ja   | Datei hochladen | Bürgerhaus, Schauseite des Hauses HERIS-ID: 38606 Objekt-ID: 38189                                                                                        | Grünmarkt 13 Standort KG: Steyr                               | Bürgerhausanlage, im Kern vom Anfang des 17. Jahrhunderts stammend, bestehend aus Vorderhaus und am Ennskai gelegenen Hinterhaus. Dreigeschoßiges dreiachsiges Vorderhaus mit Krüppelwalmdach, Obergeschoße vorkragend, auf Steinpfeilern ruhend. Die Fenster sind von eleganten Rokokozierat umrahmt. Votivbild an Fassade im 1. Obergeschoß, Giebelgeschoß zweiachsig. Dreigeschoßiges Hinterhaus mit Krüppelwalmdach, Fassade Ennskai: Schlicht, dreiachsig, sich direkt über der ehemaligen Stadtmauer erhebend, zweiachsiges Giebelgeschoß. Datum der Unterschutzstellung: 5. November 1940 | BDA-Hist.: Q37982500 Status: Bescheid Stand der BDA-Liste: 2025-06-30 Name: Bürgerhaus, Schauseite des Hauses GstNr.: 63 |
| ja   | Datei hochladen | Bürgerhaus, Nachrichterhaus HERIS-ID: 32839 Objekt-ID: 30022                                                                                              | Grünmarkt 14 Standort KG: Steyr                               | Bürgerhausanlage, bestehend aus dem zweigeschoßigen, traufständigen, im Kern aus der Spätgotik stammenden Vorderhaus mit acht unregelmäßigen Achsen, sowie dem im Kern aus dem 17./18. Jahrhundert stammenden hakenförmigen Hofflügel. Das Erdgeschoß des Vorderhauses mit erneuertem Rundbogenportal neuzeitlich verändert. Profiliertes Kordongesims zwischen den Geschoßen. Klassizistische Obergeschoßfassade aus der Zeit um 1800. Fenster mit genuteten Umrahmungen, plattenbesetzten Sturzfeldern mit geraden Verdachungen sowie von Konsolen eingefassten Parapetfeldern. Fassadenabschluss durch reich profiliertes Traufgesims. Im Hof zwei spätgotische Segmentbogenunterzüge auf einem Konsolpfeiler. Der an die Kirchmauer sich anlehnende Hofflügel mit 6:7 Achsen. Die Fassadengestaltung aus dem frühen 19. Jahrhundert im 20. Jahrhundert erneuert. Fenster mit geputzten Umrahmungen, im Erdgeschoß rechteckiges Steinportal, rundbogiges Steingewände einer ehemaligen Speicheröffnung im Obergeschoß. Datum der Unterschutzstellung: 22. Juni 1990 | BDA-Hist.: Q37949372 Status: Bescheid Stand der BDA-Liste: 2025-06-30 Name: Bürgerhaus, Nachrichterhaus GstNr.: .78 Bürgerhaus, Nachrichterhaus, Grünmarkt 14, Steyr |
| ja   | Datei hochladen | Bürgerhaus HERIS-ID: 38607 Objekt-ID: 38190 | Grünmarkt 15 Standort KG: Steyr                               | Bürgerhausanlage bestehend aus Vorder-, Hinterhaus und Arkadenhof, im Kern aus dem 16. Jahrhundert stammend. Mächtiges dreigeschoßiges sechsachsiges Vorderhaus mit Krüppelwalmdach. Erdgeschoß mit Rundbogenportal. Barockfassade der Obergeschoße aus der Mitte des 18. Jahrhunderts. Fenster der Obergeschoße mit mehrfach gebrochenen Verdachungen. Vertikale Betonung der Achsen durch senkrechte Bänder und Stuckelemente unterhalb der Fenster. Stark ausladendes Kranzgesimse. Vierachsiges Giebelgeschoß, dessen Fenster von einfach profilierten Stuckfaschen umrahmt werden. Kleiner Innenhof mit Arkaden an zwei Seiten. Mächtiges dreigeschoßiges Hinterhaus mit Krüppelwalmdach und zweigeschoßigem Terrassenvorbau am Ennskai. Letztes Hauptgeschoß des Hauptgebäudes vierachsig, zweiachsiges Giebelgeschoß. Schlichte Fassade. Der Terrassenvorbau (19. Jahrhundert) erhebt sich direkt über der ehemaligen Wehrmauer. Erdgeschoß gebändert, fünfachsig, linke Achse als Portal ausgebildet. Obergeschoß sechsachsig in drei Zweierfenstergruppen gegliedert, Lisenen zwischen den Fenstergruppen. Datum der Unterschutzstellung: 9. August 1971 | BDA-Hist.: Q37982512 Status: Bescheid Stand der BDA-Liste: 2025-06-30 Name: Bürgerhaus GstNr.: .64 |
| ja   | Datei hochladen | Ehem. Gasthaus Zum Goldenen Greif HERIS-ID: 33387 Objekt-ID: 30851                                                                                        | Grünmarkt 16 Standort KG: Steyr                               | Zweigeschoßiges dreiachsiges traufständiges ehemaliges Gasthaus, im Kern aus der Spätgotik stammend. Erdgeschoß gänzlich erneuert. Horizontale Putzfasche zwischen den Geschoßen, die linke Gebäudeecke im Obergeschoß durch eine vertikale Fasche betont. Rieselverputztes Obergeschoß, klassizistische Fassadengestaltung aus der Zeit um 1800 im josephinischen Plattenstil. Fenster mit genuteten Umrahmungen und Sohlbänken, die auf Konsolen ruhen. In den Sturzfeldern rieselgeputzte Rechteckfelder mit mittigen Keilsteinen und bekrönende Verdachungen. Fassadenabschluss durch reich profiliertes Traufgesims. Schmiedeeiserner Wirtshausausleger in Form eines Rundschildes „Zum Goldenen Greif“, bezeichnet „Gegr. 1642“. Hofseitiger Trakt der bis an die Kirchhofmauer reicht. Datum der Unterschutzstellung: 27. August 1990 | BDA-Hist.: Q37951998 Status: Bescheid Stand der BDA-Liste: 2025-06-30 Name: Ehem. Gasthaus Zum Goldenen Greif GstNr.: .77 |
| ja   | Datei hochladen | Ehem. Gasthaus Zum Goldenen Schiff HERIS-ID: 40500 Objekt-ID: 40441                                                                                       | Grünmarkt 17 Standort KG: Steyr                               | Ehemaliges Gasthaus „Zum Goldenen Schiff“, bestehend aus Vorder- und Hinterhaus, im Kern aus dem 16. Jahrhundert stammend. Dreigeschoßiges, vierachsiges, traufständiges Vorderhaus mit neuzeitlich verändertem Erdgeschoß. Fassadengestaltung der Obergeschoße aus der 2. Hälfte des 19. Jahrhunderts. Fassade rieselverputzt, Betonung der Gebäudekanten durch Putzfaschen, horizontale Putzfaschen zwischen den Geschoßen. Die Fenster mit genuteten Umrahmungen, in ausgesparten Feldern eingelassen, in den Parapeten einfache Putzplatten. Im ersten Obergeschoß mittig Rundbogenfeld für Haussegensbild. Im zweiten Obergeschoß Fensterumrahmungen mit bekrönenden Keilstein. Fassadenabschluss durch stark profiliertes Gesims. Die ennskaiseitige fünfachsige Fassade erhebt sich über der ehemaligen, aus der 4. Viertel des 16. Jahrhunderts stammenden Stadtmauer mit Rundwulst. Fassadengestaltung aus der 2. Hälfte des 19. Jahrhunderts. Erdgeschoß genutet mit profilierten Umrahmungen mit mittigen Keilsteinen und rechteckigen Putzplatten mit eingezogenen Ecken in den Parapeten. Breites Kordonband, vertikal angeordnete Putzbänder gliedern das Obergeschoß. Datum der Unterschutzstellung: 22. Juni 1990 | BDA-Hist.: Q37994858 Status: Bescheid Stand der BDA-Liste: 2025-06-30 Name: Ehem. Gasthaus Zum Goldenen Schiff GstNr.: .65/1, .65/2 |
| ja   | Datei hochladen | Bürgerhaus HERIS-ID: 32924 Objekt-ID: 30142 | Grünmarkt 18 Standort KG: Steyr                               | Bürgerhausanlage bestehend aus Vorder-, Hinterhaus und Arkadenhof, im Kern aus dem 16. Jahrhundert stammend. Dreiachsiges giebelständiges zweigeschoßiges Vorderhaus mit abschließendem Krüppelwalmdach. Durchwegs erneuerte schlichte Fassadengestaltung aus dem späten 19. Jahrhundert. Im Erdgeschoß links profiliertes rundbogiges Steinportal, der rechte Erdgeschoßbereich rezent erneuert. Obergeschoß faschengerahmt, die Fenster, auch des zweiachsigen Giebelgeschoßes mit genuteten Umrahmungen. Veränderter Innenhof mit dreiseitigem renaissancezeitlichen, aus dem 16. Jahrhundert stammenden Arkadenhof mit Pfeilerarkaden. Datum der Unterschutzstellung: 27. August 1990 | BDA-Hist.: Q37949840 Status: Bescheid Stand der BDA-Liste: 2025-06-30 Name: Bürgerhaus GstNr.: .76 |
| ja   | Datei hochladen | Bürgerhaus HERIS-ID: 38608 Objekt-ID: 38191 | Grünmarkt 19 Standort KG: Steyr                               | Bürgerhausanlage bestehend aus Vorder-, Hinterhaus und Innenhof. Dreigeschoßiges dreiachsiges, im Kern aus der 1. Hälfte des 16. Jahrhunderts stammendes Vorderhaus mit geradem Fassadenabschluss. Erdgeschoß erneuert. Spätbarocke Fassadengestaltung der Obergeschoße über kräftigem Kordongesims mit reichem Bandlwerkstuck, Muscheln und Rocaillen. Steinfenstergewände des ersten Obergeschoßes spätgotisch profiliert. Fassade datiert mit „1522“. Fenster des zweiten Obergeschoßes mit Fensterläden geschlossen. Langer schmaler Innenhof mit drei Blendarkaden. Fassade Ennskai: Dreigeschoßiger zweiachsiger Bau mit schlichter Fassadengestaltung. Einachsiges Abschlussgeschoß mit zwei Rundöffnungen. Gerader Fassadenabschluss mit mittigem halben Kreisbogenaufsatz. Datum der Unterschutzstellung: 21. Dezember 1970 | BDA-Hist.: Q37982525 Status: Bescheid Stand der BDA-Liste: 2025-06-30 Name: Bürgerhaus GstNr.: .66 |
| ja   | Datei hochladen | Bürgerhaus HERIS-ID: 33388 Objekt-ID: 30853 | Grünmarkt 20 Standort KG: Steyr                               | Bürgerhausanlage, bestehend aus Vorder-, kleinem Hinterhaus und Arkadenhof, im Kern aus der Spätgotik stammend. Dreigeschoßiges, giebelständiges dreiachsiges Vorderhaus mit erneuertem Erdgeschoß. Schlichte spätbarocke Fassadengestaltung der Obergeschoße, datiert „1776“. Zwischen Erd- und erstem Obergeschoß profiliertes Kordongesims. Fassade faschengerahmt. Die steinernen Fenstergewände des ersten Obergeschoßes grenzen an ein durchgehendes Sohlbankgesims. In den Parapet- und Sturzfeldern der Fenster barock geschwungene Bandornamente. Dreiachsiges Giebelgeschoß, die schlicht gerahmten Fenster mit Holzjalousien. Dreiseitiger renaissancezeitlicher Arkadenhof mit 3:1:2 Achsen. Die tonnengewölbten Segmentbogenunterzüge ruhen auf Konglomeratpfeilern. Im ersten Obergeschoß quertonnengewölbte Arkadengänge auf toskanischen Steinsäulen mit Überlegern. In der Hofmauer mehrere rechteckige Steingewände. Datum der Unterschutzstellung: 27. August 1990 | BDA-Hist.: Q37952007 Status: Bescheid Stand der BDA-Liste: 2025-06-30 Name: Bürgerhaus GstNr.: .75 |
| ja   | Datei hochladen | Bürgerhaus HERIS-ID: 38609 Objekt-ID: 38192 | Grünmarkt 21 Standort KG: Steyr                               | Bürgerhausanlage bestehend aus Vorder-, Hinterhaus und Arkadenhof, im Kern aus der 2. Hälfte des 16. Jahrhunderts stammend. Dreigeschoßige dreiachsige gerade abschließende Fassade am Grünmarkt. Erdgeschoß genutet mit abgefasten Rundbogenportal. Die Empirefassade der Obergeschoße entstand 1807. Die Fassade vertikal durch Pilaster gegliedert. Zwischen den Fenstern der Obergeschoße befinden sich Putzfelder mit stuckierten Lyren und 1807 datierten Emblemen. Innenhof mit zweigeschoßigen Arkaden aus dem 16. Jahrhundert an einer Seite. Zweigeschoßiges drei- bzw. vierachsiges Hinterhaus am Ennskai mit dreiachsigem Giebelgeschoß, Krüppelwalmdach und schlichter Fassade. Datum der Unterschutzstellung: 23. Juli 1971 | BDA-Hist.: Q37982535 Status: Bescheid Stand der BDA-Liste: 2025-06-30 Name: Bürgerhaus GstNr.: .67 |
| ja   | Datei hochladen | Ehem. Gasthaus Zur Goldenen Birne HERIS-ID: 33389 Objekt-ID: 30854                                                                                        | Grünmarkt 22 Standort KG: Steyr                               | Dreigeschoßiges dreiachsiges giebelständiges ehemaliges Gasthaus „Zur Goldenen Birne“, im Kern aus der Spätgotik stammend, 1942 stark verändert. Erdgeschoß neuzeitlich umgebaut, links rechteckiges steinernes Portal. Die Fassade der Obergeschoße im 20. Jahrhundert erneuert. Betonung der Gebäudekanten durch vertikale schlichte Faschen, horizontale Fasche zum Erdgeschoß. Über dieser schlicht profiliertes Kordongesims. Etwas reicher profiliertes horizontales Gesims zum zweiachsigen Giebelgeschoß. Alle Fenster mit schlicht genuteten Umrahmungen. Abschließendes Krüppelwalmdach. Der aus der 2. Hälfte des 19. Jahrhunderts stammende schmiedeeiserne Wirtshausausleger mit goldener Birne ist derzeit (Stand 2013)[veraltet] deponiert. Datum der Unterschutzstellung: 11. September 1990 | BDA-Hist.: Q37952016 Status: Bescheid Stand der BDA-Liste: 2025-06-30 Name: Ehem. Gasthaus Zur Goldenen Birne GstNr.: .74 |
| ja   | Datei hochladen | Bürgerhaus HERIS-ID: 38610 Objekt-ID: 38193 | Grünmarkt 23 Standort KG: Steyr                               | Bürgerhausanlage bestehend aus zweigeschoßigem Vorder-, dreigeschoßigem Hinterhaus und Arkadenhof. Fassade Grünmarkt: Dreiachsig, Obergeschoß vorkragend auf spätgotischen Konsolsteinen ruhend. Renaissancezeitliche Putzquaderung, zweiachsiges Giebelgeschoß mit Krüppelwalm. Dreiseitiger schmaler Arkadenhof. Fassade Ennskai: Vierachsig, neuzeitliche Fassadenbemalung Sgraffitomotive zeigend, Bezeichnung „1617“, dreiachsiges Giebelgeschoß mit Krüppelwalm. Datum der Unterschutzstellung: 5. November 1940 | BDA-Hist.: Q37982546 Status: Bescheid Stand der BDA-Liste: 2025-06-30 Name: Bürgerhaus GstNr.: .68 Grünmarkt 23 (Steyr) |
| ja   | Datei hochladen | Bürgerhaus HERIS-ID: 38611 Objekt-ID: 38194 | Grünmarkt 25 Standort KG: Steyr                               | Zweigeschoßiges, im Kern spätgotisches stark gegliedertes Gebäude an platzartiger Erweiterung. Straßenseitige Fassade: Zweiachsig vorkragendes Ober- und Giebelgeschoß, ruhend auf Bögen auf profilierten Kragsteinen. Krüppelwalmdach. Gebäudekante durch Runderker auf palmettenförmiger Fußplatte und abschließendem Kegeldach betont. Renaissancezeitliche Putzquaderung (Anfang 17. Jahrhundert) am Runderker und den Obergeschoßen. Wirtshausschild zum Elefanten. Platzseitige Fassade mit schlichtem Verputz, zwei zweigeschoßige in den Platz vorspringende, durch eine einfache Mauer mit Tor verbundene Gebäude (dreiachsiger Bau mit Krüppelwalmdach und ein zweiachsiges traufständiges Gebäude). Datum der Unterschutzstellung: 2. Jänner 1940 | BDA-Hist.: Q37982556 Status: Bescheid Stand der BDA-Liste: 2025-06-30 Name: Bürgerhaus GstNr.: .69 Grünmarkt 25 (Steyr) |
| ja   | Datei hochladen | Sog. Innerberger Stadel, Stadtmuseum mit Schmiedegebäude HERIS-ID: 52607 Objekt-ID: 59867                                                                 | Grünmarkt 26 Standort KG: Steyr                               | Westlich an das Neutor angebautes, den Grünmarkt abschließendes, bemerkenswertes, mächtiges renaissancezeitliches Doppelgiebelgebäude. 1611/12 als Speichergebäude für Salz und Getreide errichtet. Wuchtiger, breit gelagerter, dreigeschoßiger Baukubus der mit einem zweigeschoßigen Giebelpaar mit je einem Krüppelwalm abschließt. Sechsachsige Fassade zum Grünmarkt, sämtliche Fenster vergittert und mit Steingewänden. Gebäudemittig dominantes Rusikalportal mit hölzernen Torflügeln. Im Erdgeschoß beidseitig des Portales je eine eckige Tür mit vergitterter Oberlichte. Bis auf die beiden Fenster im Erdgeschoß haben sämtliche Obergeschoßfenster querrechteckiges Format. Wuchtiges reich profiliertes Gesims mit Zahnschnittfries zum Giebelbereich. Reiche Sgraffitofassade, Betonung der Gebäudekanten durch Eckquader, aufwändige Umrahmungen der Fenster, der Türen sowie des Portales, Datierung „1612“ gebäudemittig zwischen erstem und zweitem Obergeschoß. Über dem Portal Fresko aus der Josephslegende. Schmiedeeiserner Wasserspeier zwischen den Giebeln. Die Seitenfassaden je fünfachsig, ebenfalls mit reichem Sgraffitodekor, die hofseitige Fassade etwas schlichter ausgeführt. Im Inneren die Erdgeschoßhalle mit Kreuzgewölben und Stuckrippen bzw. renaissancezeitlichem Stuckrippengewölbe im Nebenraum. In den Obergeschoßen jeweils ein Raum mit mächtigen hölzernen Tragwerk. Im Hof sekundär aufgestelltes musealen Zwecken dienendes Schmiedegebäude aus Leonstein. Datum der Unterschutzstellung: 31. Dezember 2009 | BDA-Hist.: Q1663975 Status: § 2a Stand der BDA-Liste: 2025-06-30 Name: Sog. Innerberger Stadel, Stadtmuseum mit Schmiedegebäude GstNr.: .72, 270 Innerberger Stadel (Steyr) |
| ja   | Datei hochladen | Neutor HERIS-ID: 108189 Objekt-ID: 125599 | Grünmarkt 27 Standort KG: Steyr                               | Nach der Hochwasserkatastrophe von 1572, die einen Vorgängerbau zerstörte, 1573 errichtete stadtbildprägende renaissancezeitliche zweigeschoßige Doppeltoranlage der Stadtbefestigung mit stark abgewinkeltem Grundriss. Außen ruht das Gebäude auf einem wuchtigen, aus Konglomeratblöcken errichteten nach außen leicht geneigten Unterbau, dessen Ecken durch besonders lange Ecksteine betont werden. Unterbauabschluss durch Leiterwulst. Die beiden je fünfachsigen Fassaden werden vertikal durch schlichte steinerne Parapetgesimse gegliedert. Betonung der Gebäudekanten durch wuchtige Eckquader, die Fenster mit schlichten Steingewänden. Fassadenabschluss durch Rundkehle mit halbkreisförmigen Ausnehmungen. An der flussseitigen Fassade mittig situiertes prächtiges quadergerahmtes Portal, hier setzte die Ennsbrücke, die den Hauptzugang zur Stadt bildete, an. Mittig Rundbogenöffnung sowie seitlich jeweils eine eckige Öffnung mit Oberlichte für den Fußgängerverkehr. Unter den Obergeschoßfenstern Wappendarstellungen bzw. Inschrift. Zwischen den mittigen Fenstern zwei Adlerdarstellungen. Die an der südseitigen Fassade außermittig situierte Doppeltoranlage entstand aus Verkehrsgründen erst 1972, ursprünglich befand sich hier lediglich ein kleineres Rundbogentor. Die grünmarktseitigen Fassaden, fünf- und vierachsig, etwas schlichter ausgeführt. Die drei Rundbogenöffnungen mit Quaderungen. Seitlich an den Fußgängeröffnungen des flussseitigen Traktes je ein horizontaler Quaderabschnitt der bis zum Obergeschoßgesimse reicht. Gebäudeabschluss durch mächtiges Walmdach mit Schleppgaupen und hohen Schornsteinen. Datum der Unterschutzstellung: 31. Dezember 2009 | BDA-Hist.: Q1981847 Status: § 2a Stand der BDA-Liste: 2025-06-30 Name: Neutor GstNr.: .70 Neutor (Steyr) |

## Ehemalige Denkmäler
| Foto |                 | Denkmal                                                                      | Standort                                                 | Beschreibung | Metadaten |
| ---- | --------------- | ---------------------------------------------------------------------------- | -------------------------------------------------------- | --- | --- |
| ja   | Datei hochladen | Hausanlage von 30. Januar 2001 bis 19. Dezember 2005                         | Aichetgasse 14 Standort KG: Steyr                        | Datum der Unterschutzstellung: 30. Jänner 2001. Nach Einspruch des Grundeigentümers Aufhebung des Denkmalschutzbescheides durch das Bundesministerium für Bildung, Wissenschaft und Kultur am 19. Dezember 2005. In Folge Abbruch des Gebäudes. Es handelte sich um eine Hausanlage über u-förmigen Grundriss, die im Kern aus dem 15./16. Jahrhundert stammte. Straßenseitig dreigeschoßig, sechsachsig, traufständig, die Fassadengestaltung stammte aus dem 19. Jahrhundert. Das Erdgeschoß war genutet, die Obergeschoße hatten einen Faschenraster. Im Erdgeschoß in der ersten Achse von links ehemalige Kapellennische, in der dritten Achse von links befand sich das eckige Hausportal mit Steingewände und Oberlichte. Die beiden nach Osten weisenden Trakte mit abschließenden Krüppelwalmdächern, waren jeweils zweigeschoßig, zweiachsig. Kleiner Innenhof. | BDA-Hist.: Q125365096 Status: Bescheid Stand der BDA-Liste: 2010-06-22 Name: Hausanlage GstNr.: .748                                                   |
| ja   | Datei hochladen | Trollmann-Kaserne (Stabsgebäude) Objekt-ID: 125206von 26. Mai 2008 bis 2015  | Franklin-D.-Roosevelt-Straße 6, 6a, 8 Standort KG: Steyr | Errichtet 1903–1905. Langgestrecktes sechzehnachsiges zweigeschoßiges ehemaliges Stabsgebäude mit flachen Walmdächern der Trollmann-Kaserne. An den Gebäudeenden je ein im Norden markant aus der Bauflucht vortretender einachsiger Seitenrisalit mit dreiachsiger Querfassade. Gebäudemittig im Norden zweifach abgestufter Mittelrisalit mit zusätzlichem Mezzaningeschoß, im Süden vierachsig nur leicht der Fassade vorspringend, die Fenster des obersten Geschoßes querrechteckig mit mittigem Keilstein. Späthistoristische Fassade mit mehrfach profilierten Stockwerksgesimsen, Erdgeschoß genutet, Obergeschoßfenster mit geraden Verdachungen und profilierten Sohlbankgesimsen. (Die Objekte Franklin-D.-Rooseveltstraße 6a und 8 siehe ehemalige Denkmäler). Ende Februar, Anfang März 2018 wurde das Gebäude abgebrochen. Datum der Unterschutzstellung: 26. Mai 2008 | BDA-Hist.: Q106676314 Status: Bescheid Stand der BDA-Liste: 2015-06-26 Name: Trollmann-Kaserne (Stabsgebäude) GstNr.: .1357/1 Trollmannkaserne         |
| ja   | Datei hochladen | Trollmannkaserne Unteroffizierswohngebäude von 26. Mai 2008 bis 1. März 2013 | Franklin-D.-Roosevelt-Straße 6a Standort KG: Steyr       | Das Gebäude Franklin-D.Roosevelt-Straße 6a wurde mit Bescheid GZ:46.474/4/08 am 26. Mai 2008 unter Denkmalschutz gestellt. Nach Einspruch gegen den Unterschutzstellungsbescheid am 1. März 2013 Aufhebung des Denkmalschutzes durch das Bundesministerium für Unterricht, Kunst und Kultur. Errichtet 1903–05. Dreigeschoßiges zur Roosevelt-Straße hin sechsachsiges ehemaliges Kasernengebäude, wobei die äußeren Achsen als Doppelfenster ausgeführt sind. Späthistoristische Fassadengestaltung. Erdgeschoß genutet, horizontale profilierte Gesimse zwischen den Geschoßen und durchgehende Sohlbankgesimse in den Obergeschoßen. Vertikale Gliederungen durch Putzstreifen und Lisenen. Fassadenabschluss Traufgesims mit Fries aus Würfelkapitellen. Schmalseiten öffnungslos ausgeführt, kasernenseitige Längsfassade siebenachsige mit mittig vorspringendem Risalit. Das gepflegte Objekt wird als Ertragsobjekt genutzt und von Mietparteien bewohnt.                                                                                        | BDA-Hist.: Q125365196 Status: Bescheid Stand der BDA-Liste: 2012-03-30 Name: Trollmannkaserne Unteroffizierswohngebäude GstNr.: .1356 Trollmannkaserne |
| ja   | Datei hochladen | Trollmannkaserne Offizierswohngebäude von 26. Mai 2008 bis 1. März 2013      | Franklin-D.-Roosevelt-Straße 8 Standort KG: Steyr        | Das Gebäude Franklin-D.Roosevelt-Straße 8 wurde mit Bescheid GZ:46.474/4/08 am 26. Mai 2008 unter Denkmalschutz gestellt. Nach Einspruch gegen den Unterschutzstellungsbescheid am 1. März 2013 Aufhebung des Denkmalschutzes durch das Bundesministerium für Unterricht, Kunst und Kultur. Errichtet 1903–05. Dreigeschoßiges ehemaliges Offizierswohngebäude mit reichem späthistoristischen Fassadenschmuck. Längsfassade zehnachsig, die Gebäudeecken je durch einen zweiachsigen aus der Bauflucht vorspringenden Seitenrisalit betont. An der Rückseite mittig situierter Stiegenhausrisalit, die Querfassaden je fünfachsig. Vertikale Gliederung der Fassaden durch markante mehrfach profilierte Gesimse, vertikale Gliederung durch Riesenpilaster mit korinthischen Kapitellen. Das Erdgeschoß und die Gebäudekanten sind durch genutete Putzstreifen betont. Im ersten Obergeschoß in der Parapetzone Baluster, die Fenster mit geschwungenen Bekrönungen. Das gepflegte Objekt wird als Ertragsobjekt genutzt und von Mietparteien bewohnt. | BDA-Hist.: Q125365195 Status: Bescheid Stand der BDA-Liste: 2012-03-30 Name: Trollmannkaserne Offizierswohngebäude GstNr.: .1355 Trollmannkaserne      |